# Dones en la música
Les dones en la música han tingut un paper important al llarg de la història, tant com a intèrprets, compositores, productores i en altres rols professionals relacionats amb la música. A pesar de les desigualtats que han existit i encara existeixen amb relació a les dones en la indústria musical, hi ha moltes artistes femenines que han tingut gran èxit i han contribuït significativament a diferents gèneres i estils musicals.
Des de les cantants de música clàssica fins a les compositores de música popular, les dones han estat una part important de la indústria musical. Molts dels artistes més reconeguts del món, com ara Rosalía, Madonna, Adele i Beyoncé, són dones, i han contribuït de manera significativa a l'èxit de la música moderna. A més, hi ha hagut un gran nombre de dones que han tingut èxit en els gèneres de rock, heavy metal i altres estils que solen estar dominats per homes.
Tot i així, les dones han estat menys presents en posicions d'autoritat en la indústria musical, com ara la direcció orquestral o la producció de música. Això pot ser degut a l'estereotip de gènere que encara existeix en la societat, que veu els homes com a més adequats per a posicions de lideratge i les dones com a més adequades per a posicions d'execució. Això ha portat a una falta de representació de les dones en algunes àrees de la indústria musical, i és una qüestió que ha estat objecte de debat i activisme durant anys.

## Cantautores i compositores
Una cantautora escriu lletres i  cançons, normalment per a un gènere de música popular com el pop, el rock o la música country. Una cantautora també es pot anomenar compositora, tot i que aquest darrer terme sol ser utilitzat principalment per a individus del gènere de música clàssica.

### Segle XIX - principis del segle XX

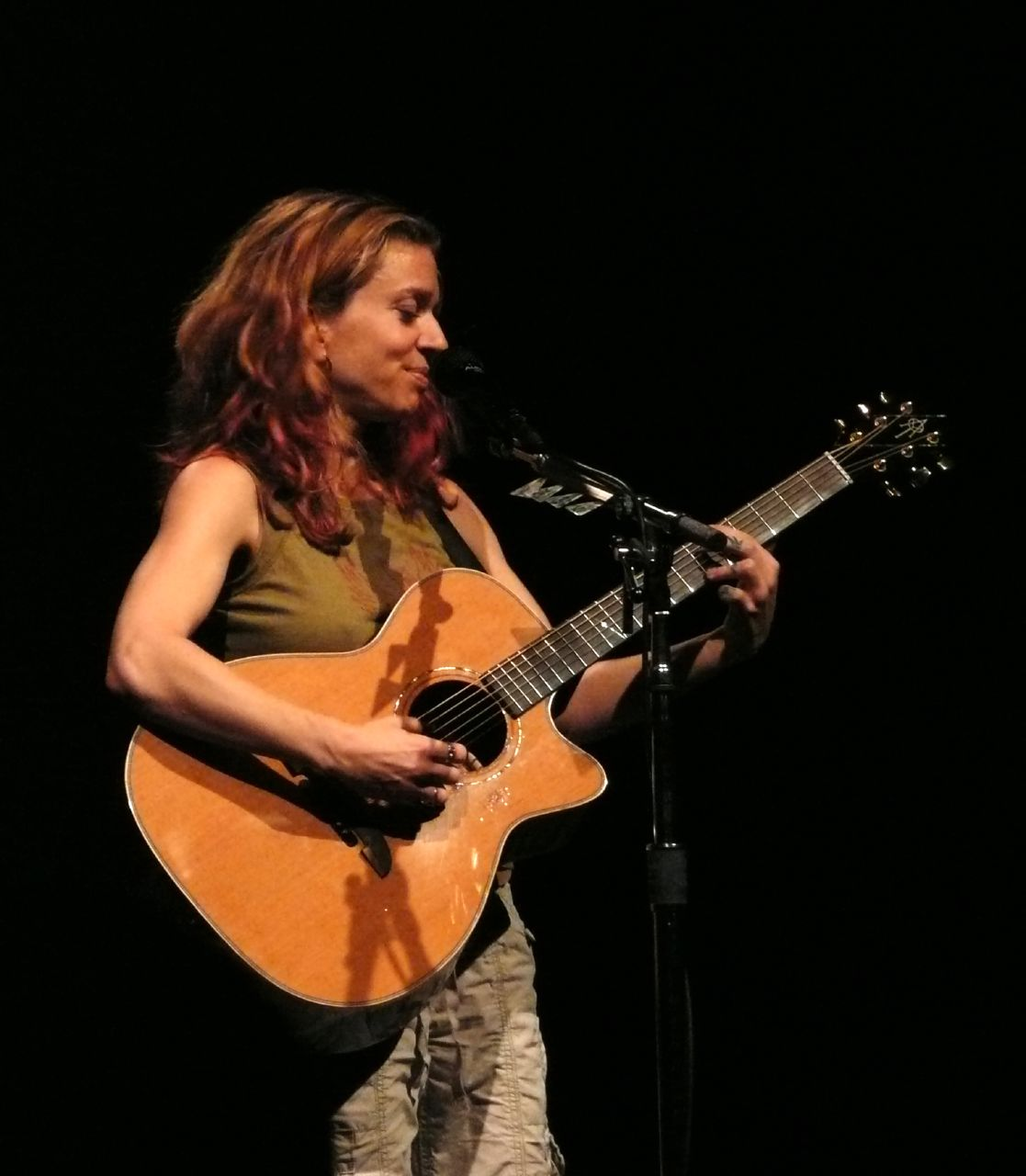
La compositora, cantant i multiinstrumentista Ani DiFranco ha tingut molta llibertat artística durant la seva carrera, en part perquè va fundar el seu propi segell discogràfic, Righteous Babe. S'ha convertit en una icona feminista i és partidària de moltes causes socials.

"Només algunes de les nombroses dones [compositores] a Amèrica van publicar i escoltar la seva música durant finals del segle xix i principis del XX". Segons Richard A. Reublin i Richard G. Beil, la "falta d'esment de les dones [compositors] és una omissió fulgurant i vergonyosa en el nostre patrimoni musical". Les dones "van lluitar per escriure i publicar música en el món masculí del Tin Pan Alley del segle xx. Abans de 1900 i fins i tot després, s'esperava que "les dones interpretessin música, no fessin música". El 1880, el crític musical de Chicago, George P. Upton va escriure el llibre Women in Music, en què va argumentar que "les dones mancaven de la creativitat innata per compondre una bona música" a causa de la "predisposició biològica" de les dones. Posteriorment, es va acceptar que les dones tindrien un paper en l'educació musical i es van implicar en aquest camp "fins a un punt que les dones van dominar l'educació musical durant la meitat del segle xix i fins al segle XX". Com a part del paper de la dona en l'educació musical, les dones van escriure himnes i música infantil. "La música secular a la impremta a Amèrica abans de 1825 mostra només unes 70 obres de dones" A mitjan segle xix, van aparèixer compositores notables, entre les quals hi havia Faustina Hasse Hodges, Susan Parkhurst, Augusta Browne i Marion Dix Sullivan. Cap al 1900, n'hi havia moltes més, però "moltes es van veure obligades a utilitzar pseudònims o inicials" per ocultar el fet que eren dones.
Carrie Jacobs-Bond va ser una "preeminent dona compositora de finals del segle 1800 i fins a mitjan segle XX ... [convertint-la en] la primera cançó de que venia d'una dona". Maude Nugent (1877–1958) va escriure "Sweet Rosie O'Grady" el 1896. També va escriure "Down at Rosie Reilly's Flat", "My Irish Daisy" i "Mary From Tipperary". Charlotte Blake (1885–1979) va ser una escriptora de personal a la Whitney Warner Publishing Co., a Detroit, Michigan. Inicialment, la companyia la va facturar com a "C. Blake" per ocultar el seu gènere, però els anuncis de 1906 van utilitzar el seu nom complet. Caro Roma (1866–1937) va ser el pseudònim ambigu de Carrie Northly. Va ser "una de les compositores més conegudes i populars d'Amèrica de l'època del Tin Pan Alley". Entre les seves cançons s'inclouen "Can't Yo 'Heah Me Calling", "Faded Rose", "The Angelus", "Thinking of You" i "Resignation". Al voltant del 95% dels cantautors de la sala de música britànica durant els primers anys del segle XX eren homes; tanmateix, al voltant d'un 30% dels cantants eren dones.

### Jazz al segle XX

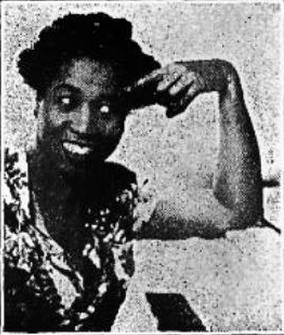
Lil Hardin Armstrong (1898–1971) fou una compositora de jazz destacable.

El paper de les dones en el jazz, tot i haver estat sovintment menystingut, ha estat fonamental per al desenvolupament del gènere. Figures com Ann Ronell, Irene Higginbotham, Dorothy Fields, Lil Hardin Armstrong i Billie Holiday van ser pioneres en la composició de molts clàssics de jazz que encara s'escolten avui dia
A principis del segle XX, el jazz va ser una força decisiva per a l'emancipació de les dones, obrint noves oportunitats laborals en un món artístic fins llavors dominat pels homes. Aquest creixement va permetre la creació del primer musical de jazz a Broadway, Showboat, que tracta temes com la segregació racial i l'amor tràgic.
Bessie Smith, coneguda com l'Emperadriu del Blues, va ser una de les figures més influents: va ser inclosa al Rock and Roll Hall of Fame i, el 1989, va rebre un Grammy a la millor trajectòria musical. A més a més, era una de les músiques afroamericanes millor pagades de la seva època. Una altra pionera, Dolly Jones, va ser la primera trompetista de jazz dona en ser gravada. Sweet Emma Barrett, qui va tocar a l'Original Tuxedo Orchestra i va fer gires tant nacionals com internacionals, també va deixar empremta. Una de les seves cançons més conegudes és "A Good Man is Hard to Find". Músiques com Billie Pierce, Lovie Austin, Jeanette Kimball, Mary Lou Williams, Alice Coltrane i Hazel Scott també van tenir un impacte important en el jazz. Valaida Snow, coneguda com la "reina de la trompeta", i Nona Hendryx, una vocalista de jazz que també tocava diversos instruments, van col·laborar amb artistes com Prince.
Els Països Catalans, però, també tenen referents de dones en el jazz durant el segle XX. Entre les pioneres es destaquen Gloria Stewart i Núria Feliu. Gloria Stewart, nascuda als Estats Units el 1926, va ser una cantant de jazz destacada a Barcelona durant els anys seixanta. Coneguda com a musa del Jamboree, va actuar als teatres Talia i Victoria. Tot i començar la seva carrera als EUA, va guanyar notorietat a Barcelona com a vocalista dels germans Hand i posteriorment amb figures com Tete Montoliu. La seva trajectòria, breu i enigmàtica, va deixar una empremta en l'escena jazzística catalana. Per la seva banda, Núria Feliu, nascuda al barri de Sants de Barcelona l'any 1941, va ser la primera en introduir, de manera oficial, la llengua catalana al món del jazz.
Carme Canela juntament amb Laura Simó són, probablement, les veus veteranes més admirades del jazz a Catalunya. Conjuntament van formar el grup Estamos Reunidas. Canela var ser de les primeres titulades en jazz vocal a Catalunya, el que la va fer esdevenir un referent per a les generacions posteriors de cantants de jazz.
Montserrat Pratdesaba, coneguda com a Big Mama, és considerada una referent del blues català durant la dècada dels 90. El seu màxim exponent de popularitat es va donar durant les sessions amb The Blues Messengers a La Boîte, tot i que encara segueix en actiu a dia d'avui.
El grau superior en jazz i musica moderna que atorguen institucions educatives com l'Escola Superior de Música de Catalunya (Esmuc) i el Taller de Músics ha donat lloc a noves generacions de jazzistes catalanes, com Sílvia Pérez Cruz, Andrea Motis, Irene Reig i Rita Payés, entre d'altres. A elles s'hi pot afegir Koko-Jean Davis, cantant afrocatalana nascuda a Moçambic el 1985, que va liderar la banda barcelonina de funk i soul The Excitements fins a mitjans de la dècada del 2010. Influenciada per Tina Turner i Aretha Franklin, és coneguda pel seu directe energètic. Actualment, encapçala The Tonics, amb qui ha publicat l'àlbum Shaken & Stirred el 2021, combinant blues, rock i l'esperit de Nova Orleans.

### Compositores pop als anys 60
En l'escena de música pop dels anys 60, com en la majoria dels aspectes del negoci musical del moment, la composició era un camp dominat pels homes. Tot i que hi havia moltes cantants femenines a la ràdio, les dones eren vistes principalment com a consumidores. Cantar era, a vegades, un passatemps acceptable per a una noia, però tocar un instrument, escriure cançons, o produir discos no es podia ni imaginar.
Carole King, abans de ser coneguda com a cantant rock als 70, va compondre èxits com "The Loco-Motion", "Will You Love Me Tomorrow", "Up on the Roof" i "Natural Woman".
N’és un altre exemple Ellie Greenwich que, abans de casar-se i compondre exclusivament amb el seu marit, va escriure col·laboracions tan exitoses com: "Then He Kissed Me", "Be My Baby" amb The Ronettes i "River Deep, Mountain High" amb Ike i Tina Turner. A més a més, va aconseguir un contracte i un despatx al Brill Building un fet insòlit en l’època.
Als Països Catalans, era una època enmig del franquisme, però en aquella dècada va sorgir el moviment artístic de la Nova Cançó que pretenia reivindicar i difondre el català. Durant aquesta època, van sorgir dones cantautores, algunes lligades als Setze Jutges,  com Remei Margarit, Maria del Carme Girau, Maria Amèlia Pedrerol i Maria del Mar Bonet, a les quals s'hi pot afegir Maria Cinta, Lita Torrelló i  Guillermina Motta.
Una de les més destacades va ser Maria Cinta que amb 12 anys va publicar els seus primers EP entre 1964 i 1966 per a públic infantil i van tenir èxit les cançons Maria Cinta i Nina de Cera.

### Nova onada de dones cantautores

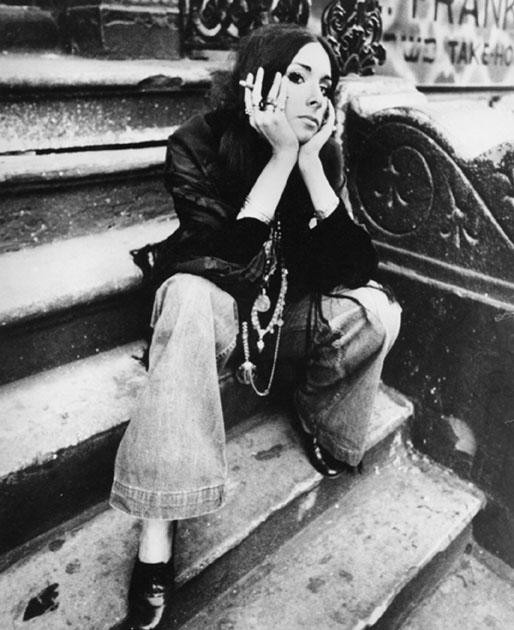
Lotti Golden, Lower East Side c. 1968

A finals de la dècada de 1960, una nova onada de cantautores va trencar els límits del pop, escrivint cançons més personals en l'estil confessional de poetes com Anne Sexton i Sylvia Plath. Els artistes que van encapçalar aquest moviment van aparèixer a Newsweek, juliol de 1969, "The Girls: Letting Go". Les mencionades eren: Joni Mitchell, Lotti Golden, Laura Nyro, Melanie, Janis Ian i Elyse Weinberg. En destacaven les seves lletres íntimes, de viatges d’autoconeixement."
Mentre innovaven, aquestes dones també van enfrontar moltes lluites com la discriminació. En un món editorial dominat pels homes, les compositores femenines com Joni Mitchell no volien ser vistes en categories de raça i gènere, sinó en la categoria d'artistes pura.
Als Països Catalans, la nova onada ja havia començat als 60 amb la Nova Cançó, però durant la dècada dels 70 van continuar actuant.

### Teatre musical
Al teatre musical, "els cantautors femenins són rars en una indústria dominada per homes en la finalitat creativa. El treball dels cantautors masculins es produeix més sovint, i va ser només [el 2015] que un equip de totes les dones va fer història guanyant el Tony. Premi a la millor puntuació. "El 2015, per primera vegada, un equip d'escriptura totalment femení de Lisa Kron (Millor llibre) i Jeanine Tesori i Kron (Millor puntuació original) va guanyar el premi Tony a la millor puntuació de Fun Home, tot i que el treball dels compositors masculins continua sent produït amb més freqüència. El 2013, Cyndi Lauper va ser la "primera compositora femenina que va guanyar la millor puntuació de Tony sense col·laborador masculí" per escriure la música i les lletres de Kinky Boots. Entre els cantautors femenins del teatre musical destaquen la cantautora i l'actriu Lauren Pritchard, que va escriure Songbird; Zoe Sarnak, que va escriure A Lasting Impression and The Years Between; i Katie Thompson, a qui li agradaria "veure personatges de dones ... Complicats, forts i vulnerables". Thompson va afirmar que a la indústria del teatre musical, "quan lluiteu per una cosa com a dona, sobretot per una cosa artística ... Se us percep com a puta o se us percep" com a "emocionals", una etiqueta que permet als altres per acomiadar-te. El desequilibri de gènere en el teatre musical existeix fins al segle xxi, mentre que les dones només eren el 3% dels compositors de banda de vent i el 12% dels compositors corals. Malgrat l'estigma i la manca de dones en el teatre musical, més de cinquanta dones han rebut el reconeixement artístic internacional per compondre partitures musicals de llarg termini als teatres de Broadway i Off-Broadway.

### Dones negres

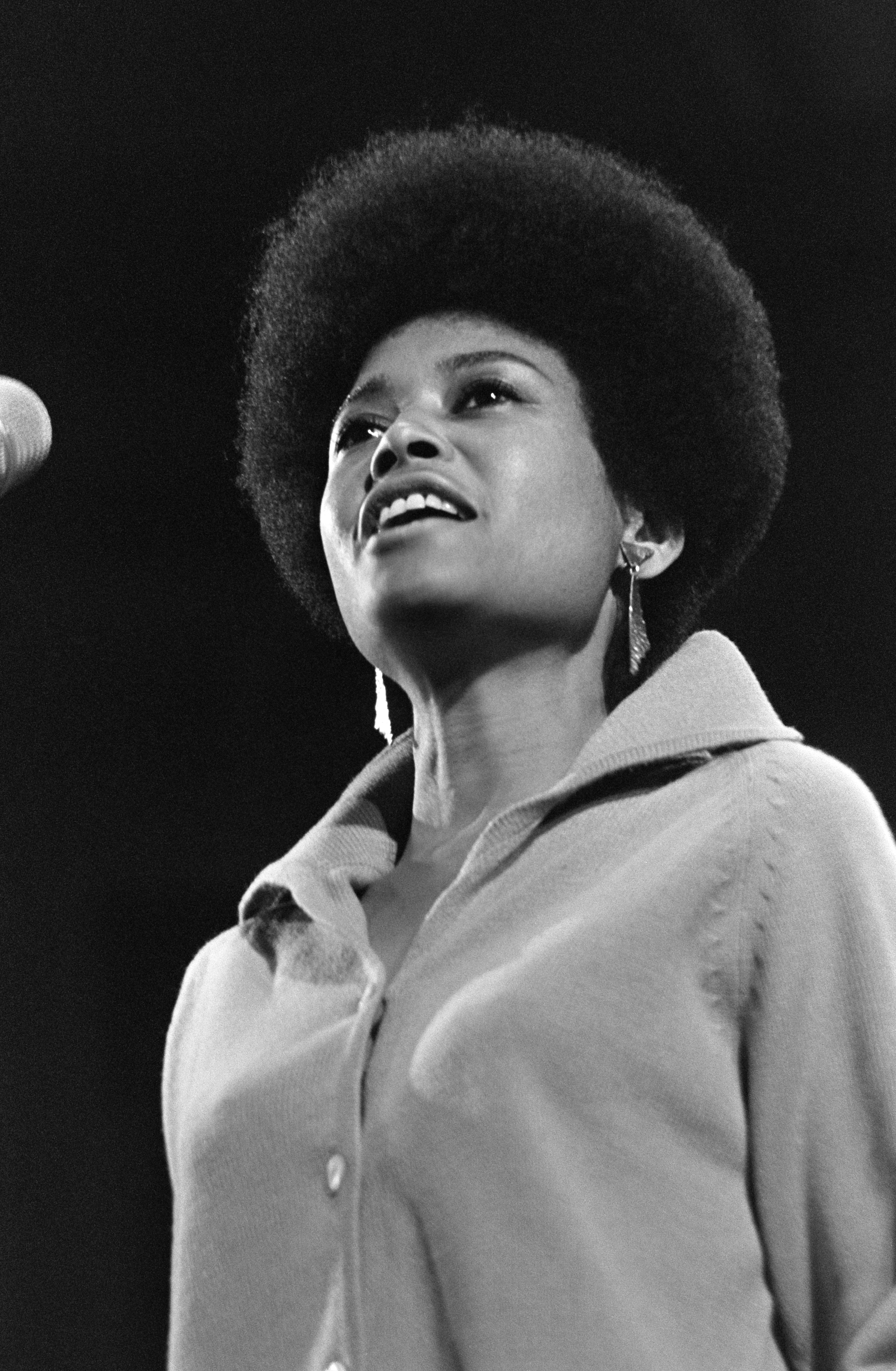
Abbey Lincoln (1930-2010), va ser una vocalista, compositora i actriu nord-americana de jazz, que va escriure i interpretar les seves pròpies composicions. Va ser defensora dels drets civils durant els anys seixanta.

Segons LaShonda Katrice Barnett, professora universitària i universitària i autora d'un llibre sobre compositors de dones negres, dels "més de 380 membres del Saló de la fama dels cantautors, només dues són dones negres (Sylvia Moy i Valerie Simpson)". Barnett es pregunta: "hi ha poques cançons de cançó destacades dones negres?" Barnett afirma que dues compositores importants dones negres són Abbey Lincoln, un rar exemple de cantant de jazz que va escriure els seus propis discos i Cassandra Wilson, que enregistra tant les seves pròpies cançons com les "versions" d'artistes famosos.
Hi ha moltes dones negres influents en la música. Dos coneguts músics són Whitney Houston i Beyoncé. Aquestes dones tenen un gran èxit a la indústria musical. Whitney Houston va ser una de les primeres cantants que va aconseguir el número u de les primeres llistes de classificació. La seva portada de "I will always love you" de Dolly Parton va ser el single pop més venut de la història. Aquesta portada va ajudar a posar la seva carrera als mapes. Va augmentar les vendes del seu àlbum The Bodyguard convertint-lo en el segon àlbum més venut de tots els temps. Va ser nominada a 26 Grammes el 1994 i va acabar emportant-se tres a casa seva. Amb 23 victòries, Houston va ocupar el rècord de la majoria de guanyadors del American Music Award d'un artista solista. És clar que Whitney Houston va ser crític en la música de les dones de negre. Va batre rècords i va fer una gran declaració.
Beyoncé Knowles també ha afectat la indústria musical i les dones negres del món de la música. El 1996 es va signar a Columbia Records i va formar part d'un grup de música totalment femení anomenat Destiny's Child. Això va permetre a Beyoncé iniciar la seva carrera a la indústria musical. La cançó del grup "Independent Women" va passar 11 setmanes consecutives al Billboard Hot 100 i es considera una de les cançons més reconeixibles amb la veu de Beyoncé. Poc després, Beyoncé va sortir en solitari. El seu primer àlbum en solitari Dangerously in Love va vendre 11 milions de còpies. Més tard es va convertir en el número u i va guanyar 5 Grammes. La seva primera gira "The Beyoncé Experience" va aportar 24 milions de dòlars mentre va visitar 97 llocs. El 2011 Beyoncé va ser el primer solista femení que va actuar a Glastonbury en més de 20 anys. Com a artista solista, Beyoncé ha venut més de 13 milions d'àlbums als Estats Units i més de 118 discos a tot el món. Aquestes vendes són el que la converteix en una de les artistes de música més venudes de tots els temps. Beyoncé també es considera una de les dones amb més remuneració de la indústria, que arriba en tercer lloc, amb 60 milions de dòlars. En el seu projecte més recent Lemonade, Beyoncé va incloure un àlbum visual d'una hora de durada que es va estrenar a HBO el 23 d'abril de 2016. Les seves motivacions per produir un àlbum visual provenen del desig que els oients realment paressin atenció a la música "i de veure com és personal tot. És a "ella. L'àlbum se centra en la seva relació marcida per la infidelitat. A més, l'àlbum visual inclou molts temes i temes. Comenta molt sobre la sexualitat femenina negra, les polítiques de raça / gènere, el moviment Black Lives Matter, la dona afroamericana i la història del Sud. L'estelada de Benyoncé ofereix una plataforma que li permet produir el seu art i promoure missatges rellevants i importants per a persones de totes les diferents comunitats. Beyoncé no només ha afectat la indústria musical, sinó que ha apoderat les dones negres de tot el món.

### Cantautores notables
A continuació, es mostra una selecció de cantautores notables. Moltes  són famoses també per les seves habilitats de cant i / o instrumental, però figuren aquí per les seves realitzacions en la composició de cançons:
- Ester Dean
- Tori Amos
- Fiona Apple
- Joan Armatrading
- Lynsey de Paul
- Joan Baez
- Kate Bush
- Lydia Canaan
- Mariah Carey
- Sheryl Crow
- Karen Dalton
- Carol Kaye
- Ani DiFranco
- Ferron
- Lotti Golden
- PJ Harvey
- Carole King
- Patti Smith
- Aimee Mann
- Joni Mitchell
- Taylor Swift
- Stevie Nicks
- Dolly Parton
- Carly Simon
- Nina Simone
- Shania Twain
- Amy Winehouse

### Compositores

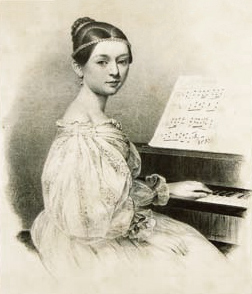
Clara Schumann, compositora i pianista del segle XIX

La musicòloga nord-americana Marcia Citron ha preguntat que "[hi] hi ha música composta per dones tan marginals al repertori estàndard 'clàssic?' Citron" examina les pràctiques i actituds que han provocat l'exclusió de dones compositores del "cànon" que va realitzar obres musicals". Ella argumenta que a la dècada del 1800, les dones compositores solen escriure cançons d'art per actuar en recitals petits en lloc de simfonies destinades a l'orquestra amb una orquestra en una sala gran, mentre que les últimes obres eren vistes com el gènere més important per als compositors; ja que les compositores femenines no escrivien gaires simfonies, es consideraven que no eren notables com a compositores.
Segons Abbey Philips, "les dones músiques han tingut un moment molt difícil per aconseguir el crèdit que es mereixen". Durant les èpoques medievals, la major part de la música art es va crear amb finalitats litúrgiques (religioses) i a causa de les opinions sobre els papers de les dones que tenien els líders religiosos, poques dones van compondre aquest tipus de música, amb la monja Hildegard von Bingen. Entre les excepcions. La majoria de llibres de text universitaris sobre la història de la música discuteixen gairebé exclusivament sobre el paper dels compositors masculins. A més, molt poques obres de compositores femenines formen part del repertori estàndard de música clàssica. En el Concise Oxford History of Music, Clara Schumann és l'única dona compositora que s'esmenta. Filiples afirma que "d'insistint el segle XX les dones que componien / tocaven van guanyar molta menys atenció que els seus homòlegs".

#### Època medieval
Hildegard von Bingen (1098–1179) fou una abadessa benedictina alemanya, compositora, escriptora, filòsofa i visionària. Una de les seves obres com a compositora, l'Ordo Virtutum, és un exemple primerenc de drama litúrgic i una obra de moralitat primerenca. Alguns escriptors han especulat un origen llunyà per a l'òpera en aquesta peça, encara que sense cap prova. Sobreviuen seixanta-nou composicions musicals, cadascuna amb el seu propi text poètic original. Es tracta d'un dels majors repertoris entre els compositors medievals. Hildegard va compondre moltes cançons litúrgiques que es van recopilar en un cicle anomenat Symphonia armoniae celestium revelationum. Les cançons de Symphonia estan configurades en el mateix text de Hildegard i van des d'antífons, himnes i seqüències, fins a respostes. La seva música es descriu com monofònica, amb melodies creixents que van empènyer els límits del cant més tradicional gregorià.

#### Època renaixentista
Maddalena Casulana (1544-1590) fou una compositora, lutenista i cantant italiana. La seva primera obra data del 1566: quatre madrigals d'una col·lecció, Il Desiderio, que va produir a Florència. Dos anys després, va publicar a Venècia el seu primer llibre de madrigals a quatre veus, Il primo libro di madrigali, que és el primer treball imprès, publicat per una dona de la història de la música occidental. Era propera a Isabella de 'Medici i li va dedicar part de la seva música. El 1570, 1583 i 1586 va publicar altres llibres de madrigals. En la dedicació al seu primer llibre de madrigals, mostra els seus sentiments per ser una compositora femenina en un moment en què això era rar: "Vull mostrar al món, tant com puc en aquesta professió de la música, la vana errar dels homes que ells mateixos posseeixen els regals de l'intel·lecte i l'artista i que aquests regals mai no es donen a les dones". El seu estil és contrapuntal i cromàtic i les seves línies melòdiques són singulars i atentes al text. Altres compositors de l'època, com Philippe de Monte, pensaven molt en ella.
Caterina Assandra (1590-1618) fou una compositora italiana i monja benedictina. Es va fer famosa com a organista i va publicar diverses obres. Assandra va compondre una sèrie de motets i peces d'orgue. Va estudiar contrapunt amb Benedetto Re, un dels principals professors de la catedral de Pavia. Va compondre una col·lecció de motets al nou estil concertato de Milà el 1609, una  Salve Regina de vuit veus imitatives el 1611, i un motet, Audite verbum Dominum, per a quatre veus el 1618. Va compondre peces tradicionals i obres més innovadores. Entre aquests últims hi ha els serafins Duo. El seu motet Hodie salutaris, inclòs a Motetti op. 2, va ser una de les primeres peces que va incloure el violó, un instrument de corda arquejat.

#### Època barroca

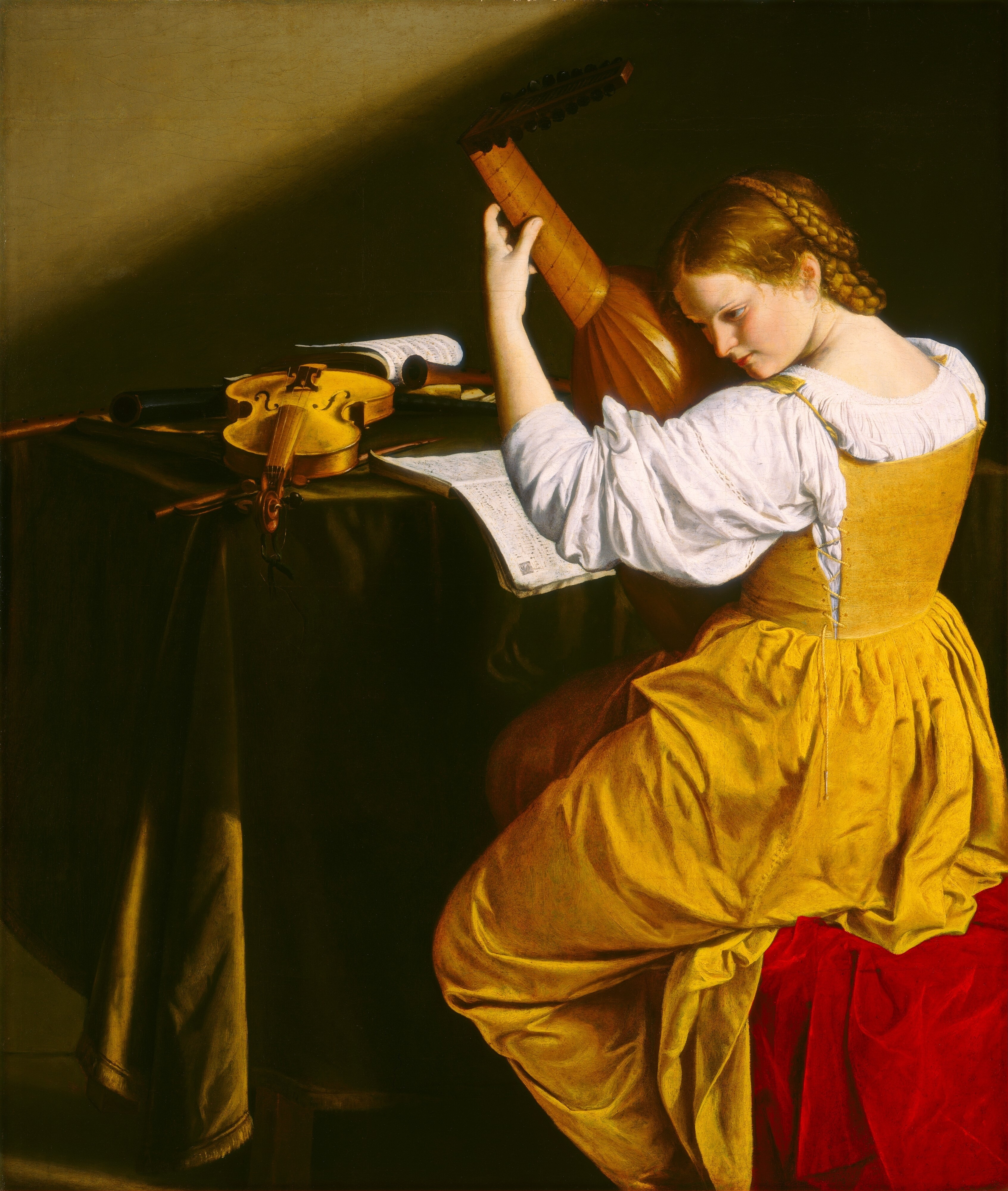
The Lute Player d'Orazio Gentileschi, destaca perquè era un retrat de Francesca Caccini.

Francesca Caccini (1587-1641) fou una compositora, cantant, lutenista, poeta i professora italiana. La seva cantant a les noces d'Enrique IV de França i Maria de Mèdic el 1600 va ser lloada per Henry, que la va anomenar "la millor cantant de tota França". Va treballar a la cort de Medici com a professora, cantant de cambra, entrenadora d'assajos i compositora de música de cambra i escènica fins al 1627. El 1614 era la música més ben pagada de la cort, perquè el seu virtuosisme musical tan ben exemplificava la idea d'excel·lència femenina projectada. Pel regent de facto de la Toscana, la Granduchess Christina de Lorena. La major part de la seva música escènica va ser composta per a una interpretació en comèdies. El 1618 va publicar una col·lecció de trenta-sis cançons solistes i duets de soprano / baix. El 1625 va compondre un "ballet de comèdia" de 75 minuts. En total va escriure setze treballs en escena. Va ser una mestra de la sorpresa harmònica dramàtica: en la seva música, els canvis d'harmonia són més que contrapunts els que comuniquen amb més intensitat l'afecte emocional.
Barbara Strozzi (1619-1677) fou una compositora i cantant barroca italiana. De petita, el seu considerable talent vocal es va mostrar a un públic ampli. Ella també era dotada de composició i el pare va preparar-la per estudiar amb el compositor Francesco Cavalli. Es va dir que Strozzi era "el compositor més prolífic - home o dona - de música vocal secular impresa a Venècia a mitjan segle". La seva producció també és única, ja que només conté música vocal secular, a excepció d'un volum de cançons sagrades. Va ser reconeguda per la seva capacitat poètica i pel seu talent compositiu. Les seves lletres sovint eren poètiques i ben articulades. Gairebé les tres quartes parts de les seves obres impreses van ser escrites per a soprano, però també va publicar obres per a altres veus. Les seves composicions estan molt arrelades a la tradició de la segona pratica. La música de Strozzi evoca l'esperit de Cavalli, hereu de Monteverdi. Tot i això, el seu estil és més líric i depèn més del so vocal. Molts dels textos de les seves primeres peces van ser escrits pel seu pare Giulio. Els textos posteriors van ser escrits pels companys del seu pare, i per a moltes composicions pot haver escrit textos propis.
Élisabeth Jacquet de La Guerre (1665-1729) va ser una compositora, música i clavicordista francesa. Va néixer en una família de músics i mestres fabricants d'instruments. Una nena prodigi va actuar al clavicèmbal abans del rei Lluís XIV. Es va convertir en música a la Cort Reial i va ensenyar, compondre i fer concerts a casa i arreu de París, amb gran aclamació. Va ser una de les poques compositores femenines molt conegudes del seu temps, i a diferència de moltes de les seves contemporànies, va compondre en una gran varietat de formes. El seu talent i els seus èxits van ser reconeguts per Titon du Tillet, que li va concedir un lloc al seu Mont Parnassus quan només tenia 26 anys, al costat de Lalande i Marais i directament per sota de Lully. Les seves obres inclouen un ballet, una òpera (Céphale et Procris), sonates de trio, peces de clavicèmbal, Sonates pour le viollon et pour le clavecin i obres vocals com les seves Cantates françoises sur des sujets tirez de l'Ecriture.

#### Època clàssica

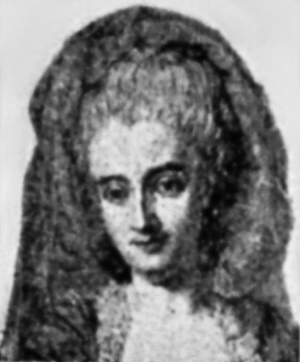
La cantant i compositora d'òpera sueca Elisabeth Olin a la dècada del 1780.

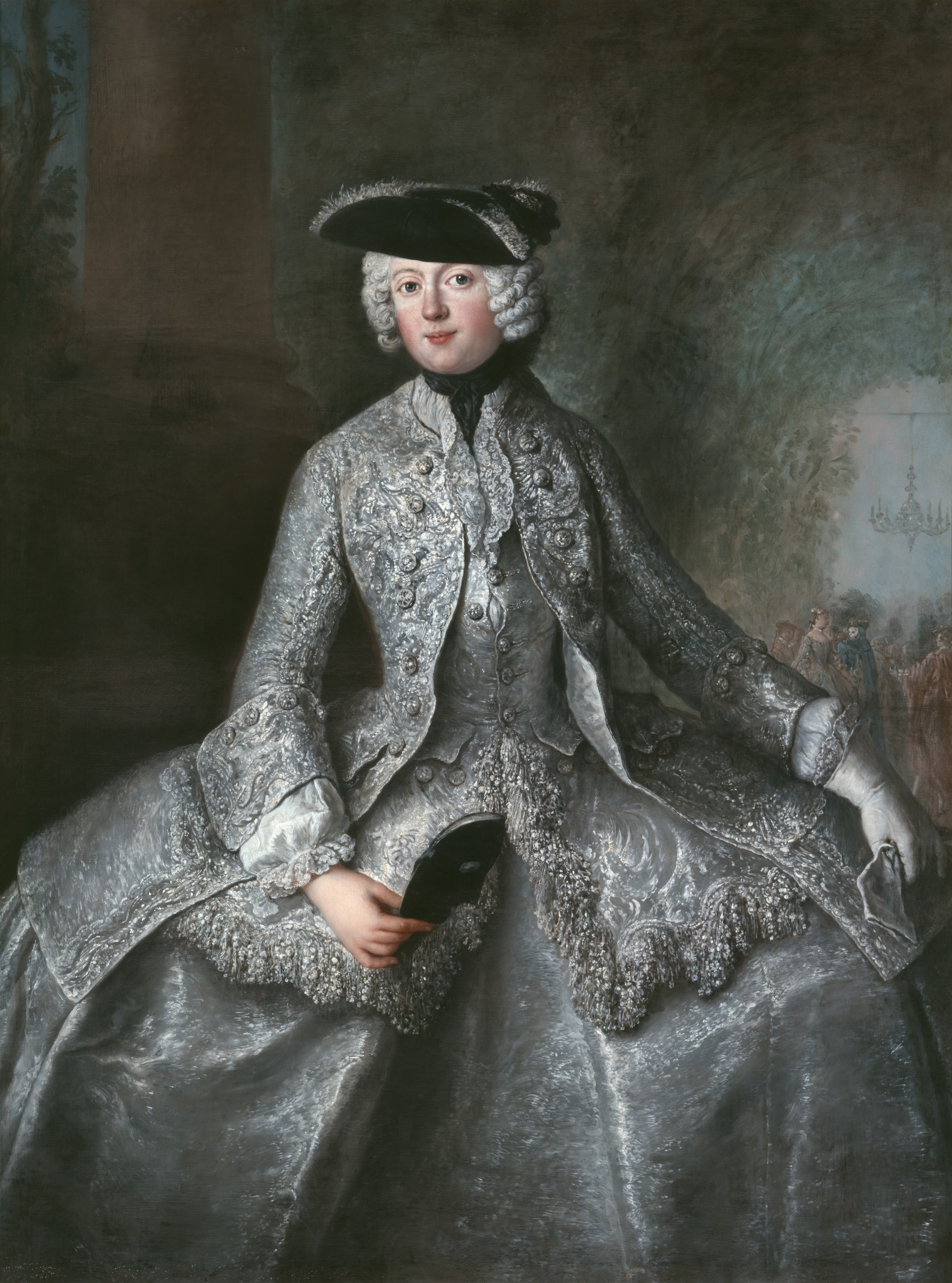
La princesa Anna Amalia (1723-1787) va ser una compositora prussiana i comissària de partitures coneguda per les seves obres de cambra, que van incloure trios, marxes, cantates, cançons i fugues.

Harriett Abrams (1758-1821) va ser una compositora i soprano anglesa. Com a cantant, va ser lloada per les seves interpretacions de George Frideric Handel. Va estudiar cant, teoria musical i composició amb el compositor Thomas Arne abans de debutar la seva òpera el 1775 al Theatre Royal, Drury Lane de Londres. Abrams es va convertir en un cantant principal als concerts de moda i festivals provincials de Londres, apareixent regularment des del 1780 fins al 1790. Abrams va compondre diverses cançons, dues de les quals, "The Orphan's Prayer" i "Crazy Jane", es van fer populars. Va publicar dos conjunts de canzonets italians i anglesos, una col·lecció de cançons i gleses escoceses harmonitzades per a dues i tres veus, i més d'una dotzena de cançons, principalment balades sentimentals. Una col·lecció de cançons publicades el 1803 va ser dedicada per Harriett a la reina Charlotte.
Maria Teresa Agnesi (1720-1795) fou una compositora italiana. Tot i que era més famosa per les seves composicions, també va ser una cantant de teclat i cantant. La majoria de les seves composicions supervivents van ser escrites per a teclat, la veu o tots dos. La seva carrera va ser possible per la Llombardia austríaca, que va ser progressista i il·luminada en els drets de les dones. La seva patrona va ser Maria Theresia, santa emperadriu romana i sobirana de Llombardia, i Maria Antonia Walpurgis, una compositora dotada i contemporània. Les seves primeres obres són senzilles i netes, mentre que les seves obres posteriors són més virtuoses, complexes i melodramàtiques. Va compondre òperes, incloent-hi el drama heroic i els drames seriosos. També va escriure àries, concerts i sonates per a teclat, petit conjunt i veu.

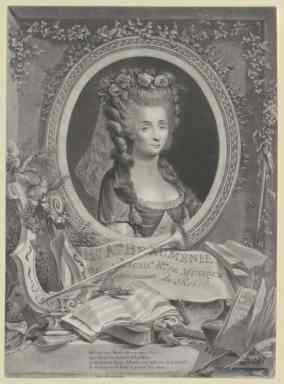
La compositora i cantant d'òpera francesa Henriette Adélaïde Villard de Beaumesnil.

La princesa Anna Amalia (1723-1787) va ser una compositora prussiana i comissària de partitures. Va aprendre a tocar el clavicèmbal, la flauta i el violí de jove. Va esdevenir abadessa de Quedlinburg el 1755. Va passar la major part del temps a Berlín, on es va dedicar a la música, i es va convertir en mecenes i compositora musical. Com a compositora va obtenir una fama modesta i és més coneguda per les seves obres de cambra més petites, que van incloure trios, marxes, cantates, cançons i fugues. El 1758, va estudiar teoria i composició musical amb Johann Philipp Kirnberger, un estudiant de Johann Sebastian Bach. Va compondre música de cambra com sonates de flauta. Més, va fixar el text de la cantata Passió de Ramler Der Tod Jesu ("La mort de Jesús") a la música. També va ser col·leccionista de música, conservant més de 600 volums d'obres de Johann Sebastian Bach, George Frideric Handel, Georg Philipp Telemann, Karl Heinrich Graun i Carl Philipp Emanuel Bach, entre d'altres. Les seves obres de cura són una contribució significativa a la cultura occidental.
Elisabeth Olin (1740-1828) fou una cantant i compositora d'òpera sueca. Va debutar com a Alfhild a Syrinx, coneguda com el primer còmic d'òpera autòcton de Suècia, a Bollhuset el 1747. Es va convertir en una famosa vocalista en els concerts públics habituals a Riddarhuset a Estocolm i va publicar les seves pròpies composicions; Va ser un dels compositors suecs que va escriure una composició cadascun per a la col·lecció Gustaviade. En hjältedikt i tolv sånger ("Gustaviade. Un poema heroic de dotze cançons") de 1768; on va escriure la composició número vuit. A l'acte d'inauguració i fundació de la Reial Swedishpera sueca el 18 de gener de 1773, va cantar el paper de la deessa Sea Thetis a l'òpera de Francesco Uttini Thetis och Pélée. [55] Va romandre la primadonna de l'òpera sueca durant una dècada. El 1773, es va convertir en la primera dona que va obtenir el títol de Hovsångare, i el 1782, va rebre la primera membre de la Reial Acadèmia de Música de Sueca.
Henriette Adélaïde Villard de Beaumesnil (1748-1813) fou una compositora i cantant d'òpera francesa. Va començar a treballar en papers de comèdia menor a partir dels set anys i va debutar com a solista a l' Òpera de París el 1766. Va ser la segona dona que va interpretar una composició a l'atpera de París. Anteriorment, l' Opera de París havia escenificat la tragédie-lyrique Céphale et Procris d'Élisabeth Jacquet de La Guerre, el 1694. Anacréon, la seva primera òpera, va rebre una actuació privada a la residència del comte de Provença el 1781. El 1784, la seva òpera Tibulle et Délie es va representar l' Opera de París. El 1792, es va actuar al Théâtre Montansier, el seu comandant d'òpera de dos actes, Plaire, c'est.
Anna Bon (1739-1767?) Va ser una compositora i intèrpret italiana. Va assistir a l'Ospedale della Pietà de Venècia, on va estudiar amb la mestra de viola, Candida della Pièta. Va ocupar el nou càrrec de "virtuós de la música de cambra" a la cort de Margrave Friedrich de Brandenburg Kulmbach. Hi va dedicar les seves sis op. 1 sonata de flauta, publicada a Nürnberg el 1756, a Friedrich. El 1762 es va traslladar a la cort d'Esterházy d'Eisenstadt, on va romandre fins al 1765. Va dedicar el set de sonates clavicèmbal publicades, op. 2 (1757), a Ernestina Augusta Sophia, princesa de Saxe-Weimar, i el conjunt de sis divertimenti (sonates de trio), op. 3 (1759), a Charles Theodore, elector de Baviera. [61] També va escriure sis divertimenti per a dues flautes i baix continu; una ària, "Astra coeli", per a soprano, 2 violins, viola i baix continu; un concurs, "Ardete amore", per a cantants, instruments i baix continu; un motet, "Eia in preces et veloces", per a alto, 2 violins, viola i basso continuo i una òpera.
Jane Mary Guest (1762-1846) fou una compositora i pianista anglesa. Alumna de Johann Christian Bach, i inicialment component a l'estil galante, va compondre sonates de teclat, altres obres de teclat i obres vocals amb acompanyament del teclat. Va ser professora de piano de la princesa Amelia i de la princesa Charlotte de Gal·les. Ella va actuar a Londres des de 1779, fent-hi concerts de subscripció el 1783/84. Era coneguda pel seu estil expressiu de jugar. En aquesta època va publicar les seves Sis sonates, op. 1, que va obtenir àmplies subscripcions, [65], incloses les de la reialesa, i que també van ser publicades a París el 1784 i Berlín el 1785. A més de les sonates del seu teclat, també va compondre altres peces de teclat, com la seva introducció i March de Rossini. Ricciardo e Zoraide (1820) i diverses cançons amb acompanyament del teclat.
Marianne von Martinez (1744-1812) fou una compositora, cantant i pianista austríaca. Metastasio va notar els seus talents precoços i va venir a supervisar la seva educació musical, que va incloure lliçons de teclat de Haydn, lliçons de cant amb Porpora i lliçons de composició amb Johann Adolph Hasse i el compositor de la cort imperial Giuseppe Bonno. Va ser parlant nadiu d'italià i alemany i sabia francès i anglès. De petita, jugava a la pista imperial, on "va cridar l'atenció amb la seva bella veu i el seu teclat". Quan era adult, se li demanava actuar sovint davant l'emperadriu Maria Teresa. Algunes de les obres que Marianna va compondre estan dissenyades per a veu en solitari. Va escriure diverses cantates seculars i dos oratoris a textos italians. Les composicions sobreviure inclouen quatre masses, sis motets i tres lletins per a cor. Va escriure a l'estil italià, com era típic del primer període clàssic de Viena. La seva pràctica de clavicèmbal es va comparar amb l'estil de C.P.E. Bach. El seu oratori italià Isacco figura del redentore va ser estrenat per forces massives el 1782.

#### Època romàntica

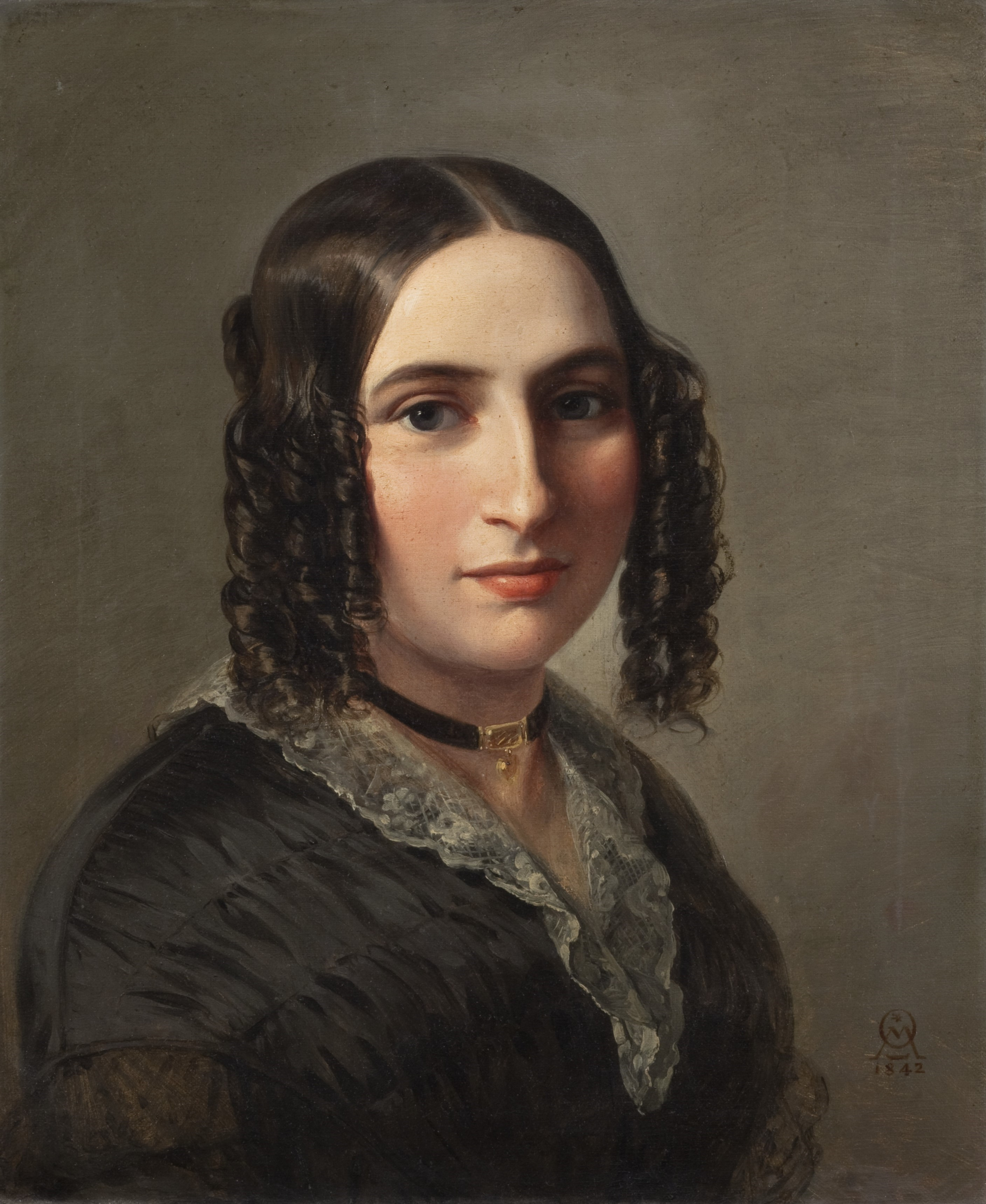
Fanny Mendelssohn, 1842, de Moritz Daniel Oppenheim.

Maria Szymanowska (1789-1831) fou una coneguda compositora i pianista polonesa. Va escriure en molts del mateix gènere que el company de polles Frederic Chopin (1810-1849). Szymanowska va mantenir connexions amb diverses persones famoses del segle xix, entre les quals Gioacchino Rossini, Johann Wolfgang von Goethe i Adam Mickiewicz, el poeta més gran de Polònia.
Fanny Mendelssohn (1805-1847) va ser una de les dones compositores més conegudes de la dècada del 1800. Va mostrar una prodigiosa habilitat musical de petita i va començar a escriure música. Tot i que Fanny i el seu germà Félix Mendelssohn van quedar igualment impressionats pels visitants de la seva llar familiar, Fanny es va limitar a les actituds predominants de l'època envers les dones. El seu pare era tolerant, més que partidari, de les seves activitats com a compositor. El seu pare li va escriure el 1820, dient-li que "[m] usic es convertirà potser en la seva professió [és a dir, de Felix], mentre que per a vostè pot ser i ha de ser només un ornament [a la teva vida]". Félix la va advertir de no publicar les seves obres sota el seu propi nom i de buscar una carrera musical. Ell va escriure:
"Segons el meu coneixement de Fanny, hauria de dir que no té cap inclinació ni vocació d'autoria [musical]. És massa el que hauria de ser una dona per això. Ella regula la seva casa i no pensa ni en públic ni en el món musical, ni tan sols en la música, fins que es compleixin els seus primers deures. El fet de publicar-ho només la molestaria i no puc dir que ho aprovi ".
Clara Schumann (1819-1896) va ser una compositora i pianista de concerts alemanya que va tenir una carrera de concerts de 61 anys, que va canviar el format i el repertori del recital de piano i els gustos del públic escolta. Des de ben jove, va tenir una lliçó d'una hora de piano, violí, cant, teoria, harmonia, composició i contrapunt. El 1830, als onze anys, s'havia convertit en una solista virtuosa i va marxar en una gira de concerts per ciutats europees. A finals de la dècada de 1830, va actuar a la venda de multituds i a laudiós crítics. Frédéric Chopin la va descriure interpretant a Franz Liszt, que va venir a escoltar un dels seus concerts i posteriorment "la va lloar extravagantment" en una carta publicada a la parisenca Revue et Gazette Musicale. Va ser nomenada Königliche und Kaiserliche Kammervirtuosin ("Virtut de la Cambra Reial i Imperial"), el màxim honor musical austríac.
També va contribuir a canviar el tipus de programes que esperaven els pianistes de concerts. En la seva primera carrera, abans del matrimoni amb Robert Schumann, va interpretar el que era costum, principalment peces dissenyades per mostrar la tècnica de l'artista, sovint en forma d'arranjaments o variacions sobre temes populars d'òperes, escrits per virtuosos com Thalberg, Herz, o Henselt. Com també era costum interpretar composicions pròpies, va incloure almenys una de les seves pròpies obres a tots els programes, com ara Variacions sobre un tema de Bellini (Op. 8) i el seu popular Scherzo (Op. 10). Les seves obres inclouen cançons, peces de piano, un concert per a piano, un trio per a piano, peces corals i tres romanços per a violí i piano.

#### Segles XX i XXI

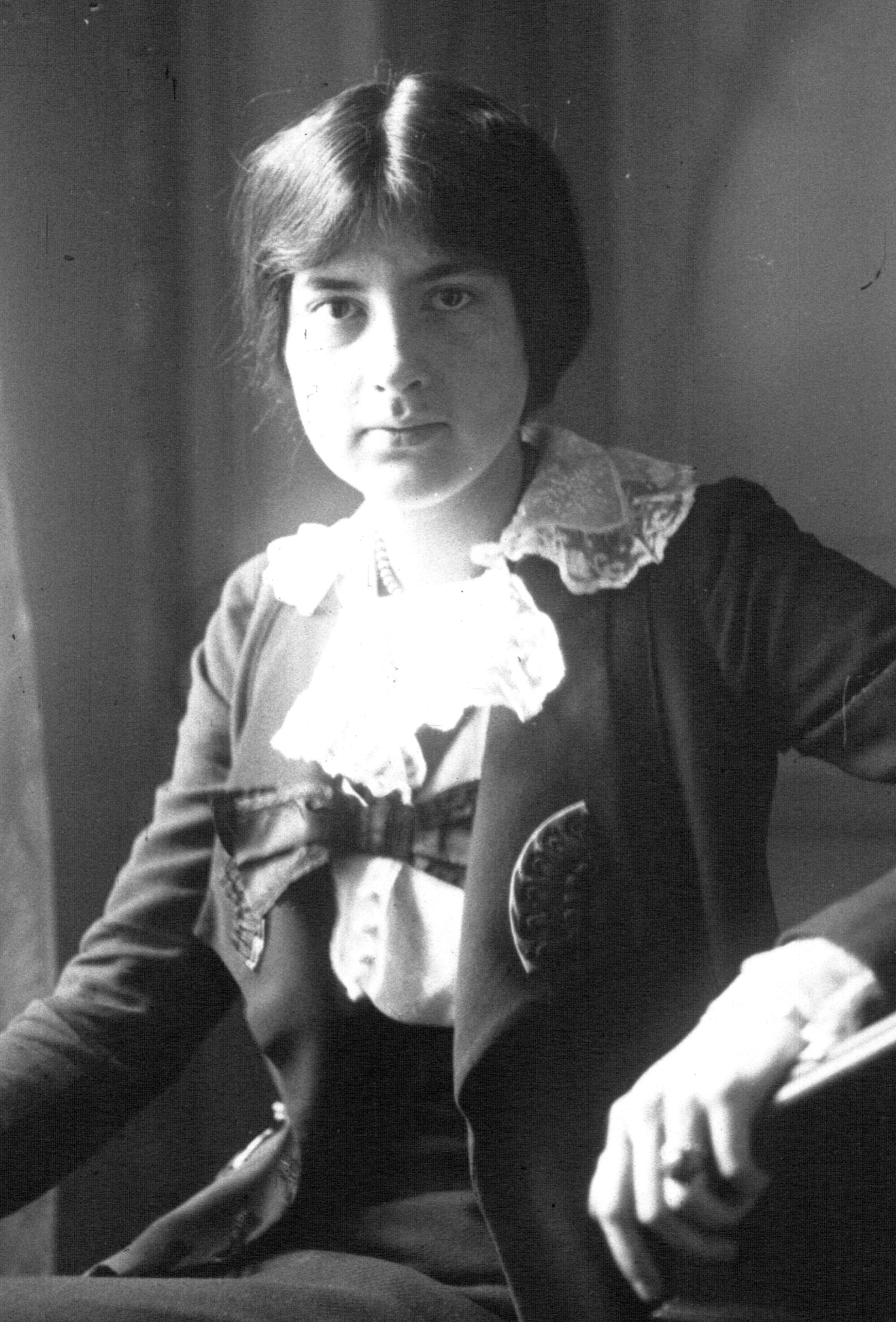
La compositora Lili Boulanger (1893–1918)

Katherine Hoover (1937–2018) va estudiar música a la Universitat de Rochester i a l'Escola de Música Eastman, on va obtenir un certificat d'actuació en flauta i una llicenciatura en música en teoria de la música el 1959. Va començar a publicar obres professionals el 1965 amb ella. Duet per a dos violins. Hoover va ser la guanyadora del Concurs de música recentment publicat de la National Flute Association, primer el 1987 amb la seva peça Medieval Suite i la segona el 1991 amb la seva peça Kokopelli per a flauta solista. Aquestes peces utilitzen moltes tècniques ampliades per a la flauta, com ara la flexió de pas. Moltes de les seves obres han estat enregistrades per músics de renom i interpretades a Carnegie Hall.
Joan Tower (nascut el 1938) va escriure la seva obra Topaz negre de 1976, que presenta moltes melodies i harmonies tonals. Va rebre la seva DMA en composició a la Universitat de Colúmbia el 1978. Va ser encarregada el 1979 per l'American Composers Orchestra, resultant en el seu primer treball orquestral, Sequoia. Aquesta ha estat interpretada per nombroses orquestres de tot el món. De 1985 a 1988 Tower va ser el compositor en residència a la simfonia de Sant Lluís. El 1990 va ser la primera dona que va guanyar el premi Grawemeyer de composició musical, que va incloure un premi de 150.000 dòlars. Des de llavors, Tower ha estat el compositor en residència en nombrosos festivals de música, inclosos el Norfolk Chamber Music Festival i el Tanglewood Contemporary Music Festival. Tower és professora de música al Bard College de Nova York des del 1982 i és considerada una de les dones compositores més influents del segle xx.
Ellen Taaffe Zwilich (nascuda el 1939) va rebre el seu doctorat en composició de Juilliard i va ser la primera dona que va aconseguir-ho. El mateix any, va obtenir una medalla d'or al Concurs Internacional de Composició d'Itàlia. El 1983, Zwilich va tornar a fer història, convertint-se en la primera dona que va guanyar el premi Pulitzer en música per la seva Simfonia núm. 1. Des d'aquest èxit, ha rebut molts encàrrecs. La seva peça Millennium ha estat interpretada per vint-i-set orquestres des de la seva estrena l'any 2000. Ha estat professora de música Francis Eppes de la Florida State University des de 1999. Es coneix per Zwilich que té una "veu eclèctica mil·lenària" en les seves composicions, utilitzant un disseny clar i timbres rics. Malgrat que la seva música era originalment molt dissonant i influïda per la Segona Escola vienesa, el seu estil es va fer més emotiu després de la mort del seu marit.
Libby Larsen (nascuda el 1950) va obtenir el seu MM en 1975 a la Universitat de Minnesota i es va doctorar per la mateixa escola el 1978. El 1973 va cofundar el Minnesota Composers Forum, ara conegut com el American Composer's Forum. Larsen va ser el compositor en residència de l'Orquestra de Minnesota entre 1983 i 1987. Larsen va compondre més de 220 obres, incloent-hi orquestra, dansa, òpera, coral, teatre, cambra i repertori solista. Les seves peces han estat interpretades a tot Estats Units i Europa. Larsen és un gran defensor de la música contemporània i les músiques femenines i va guanyar un premi Grammy pel seu CD The Art of Arleen Auger el 1994. Larsen va guanyar el Lifetime Achievement Award de l'Acadèmia de les Arts i les Lletres el 2000 i va publicar el seu llibre The Concert. Hall que va dormir i es va despertar com a ràdio del cotxe el 2007.
Jennifer Higdon (nascuda el 1962) va obtenir un màster i doctorat a la Universitat de Filadèlfia el 1994. Higdon ha rebut premis de la fundació Guggenheim, de l'Acadèmia Americana de les Arts i les Lletres, de la Lliga Internacional de Compositores de Dones, entre d'altres. El seu treball de Shine de 1996 va ser nomenat Millor peça contemporània per USA Today. De les nombroses peces de Higdon, la catedral blava és la més freqüent. El 2010, Higdon va guanyar el premi Grammy a la millor composició clàssica contemporània pel seu concert de percussió. També el 2010 va guanyar el premi Pulitzer en música per la seva composició Concert per a violí, estrenada per Hilary Hahn.
A continuació es detallen compositors femenins notables. Alguns també són notables com a intèrprets (per exemple, pianistes coneguts d'Amy Beach i Verdina Shlonsky). Per obtenir una llista completa, vegeu Llista de compositores femenines per any de naixement.
- Amy Beach (1867–1944)
- Nadia Boulanger (1887–1979)
- Lili Boulanger (1893–1918)
- Verdina Shlonsky (1905–1990)
- Imogen Holst (1907–1984)
- Violet Archer (1913–2000)
- Thea Musgrave (1928)
- Sofia Gubaidúlina (1931-2025)

## Instrumentistes

### Música popular

#### Individus i líders de banda

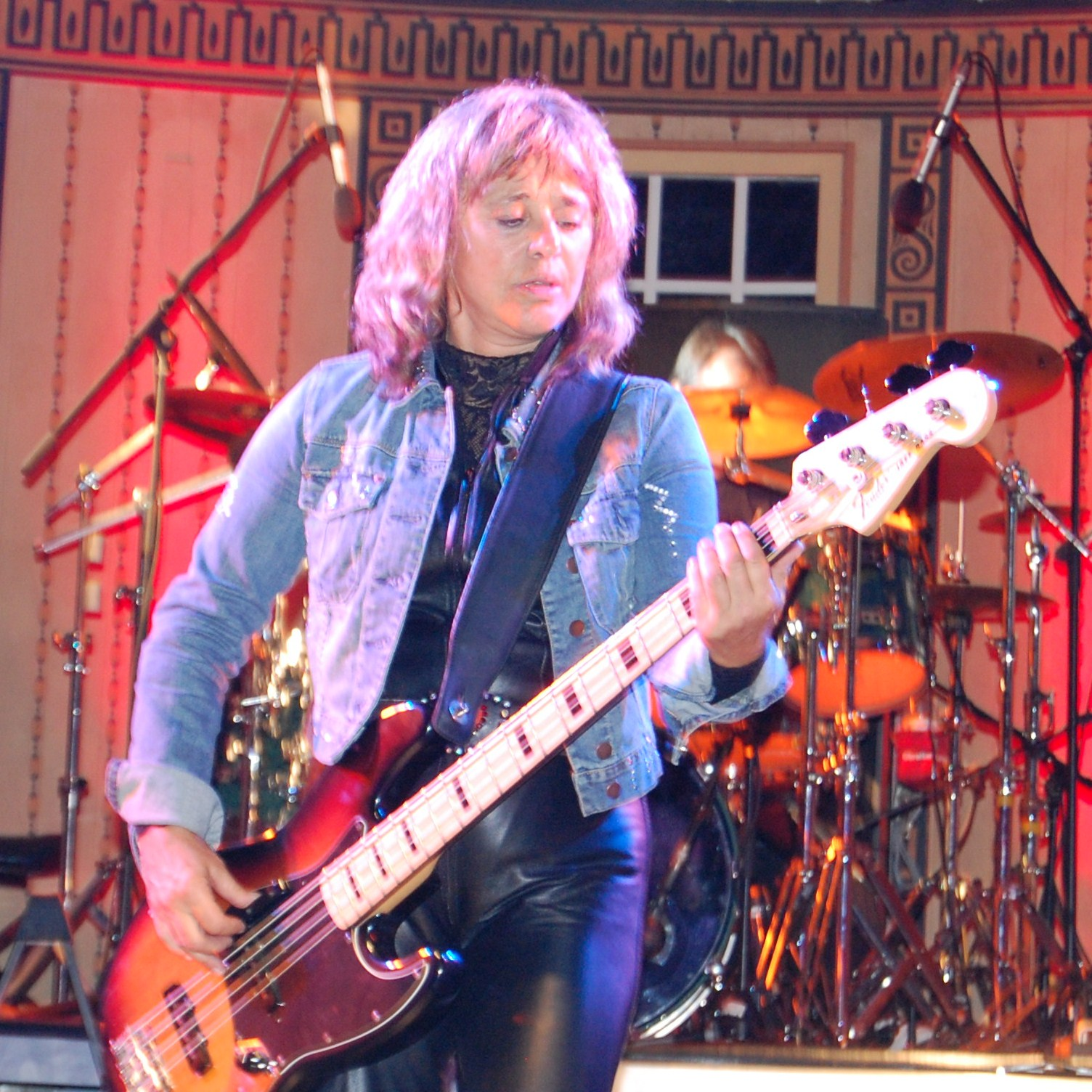
Suzi Quatro és cantant, baixista i líder de banda. Quan va llançar la seva carrera el 1973, va ser una de les poques dones instrumentistes i bandes destacades.

Les dones tenen un gran protagonisme en molts estils de música popular com a cantants. Tot i això, les dones instrumentistes professionals no són infreqüents en la música popular, sobretot en gèneres de rock com el heavy metal. "[P] posar-se en una banda és en gran manera una activitat homosocial masculina, és a dir, aprendre a tocar en una banda és sobre manera una experiència basada en iguals ..., formada per les xarxes d'amistat existents en sexe. A més, la música rock" sovint es defineix com una forma de rebel·lió masculina respecte a la cultura del dormitori femení. "En la música popular, hi ha hagut una distinció entre la participació pública (masculina) i la privada (femenina)" en la música. [S] els estudiosos han defensat que els homes exclouen les dones de les bandes o dels assajos, enregistraments, actuacions i altres activitats socials de les bandes"." Les dones són considerades principalment com a consumidores passives i privades de presumptament xicotetes, prefabricades, per tant, inferiors. ", una de les raons per les quals rares vegades hi ha bandes de gènere mixtes és que" les bandes funcionen com a unitats estretes en què la solidaritat homosocial és un vincle social entre persones del mateix sexe ... - té un paper crucial. "[86] A la dècada de 1960 la música pop esc ene, "ingerir a vegades era un passatemps acceptable per a una noia, però tocar un instrument ... simplement no es va fer".
"La rebel·lió de la música rock va ser en gran part una rebel·lió masculina; les dones, sovint, a les dècades dels cinquanta i seixanta, les noies dels adolescents, al rock solen cantar cançons com a persones totalment dependents dels seus nuvis masclistes ...". Philip Auslander diu que "Malgrat que a finals dels anys seixanta hi havia moltes dones en el rock, la majoria actuaven només com a cantants, una posició tradicionalment femenina en la música popular". Tot i que algunes dones tocaven instruments en bandes de rock de garatge de totes les dones nord-americanes, cap d'aquestes bandes va obtenir més que un èxit regional. Així que "no van proporcionar plantilles viables per a la participació continuada de les dones en el rock". Amb relació a la composició de gènere de les bandes de heavy metal, s'ha dit que "[h] els intèrprets de metall enrere són gairebé exclusivament masculins" Almenys fins a mitjan anys vuitanta, a banda d'"excepcions com Girlschool". Tanmateix, ara [a la dècada del 2010] potser més que mai, les dones de metall fortes han posat el seu duc i s'hi han posat"," tallant un lloc considerable per a elles". Quan Suzi Quatro va sorgir el 1973," cap altra música femenina destacada. Va treballar al rock simultàniament com a cantant, instrumentista, compositora i líder de banda". Segons Auslander," va donar un cop de peu a la porta masculina en rock and roll i va demostrar que una música femenina ... i això és un punt que estic extremadament preocupat uns ... podrien jugar tan bé si no millor que els nois".
Alguns d'aquests artistes també són destacats per cantar i redactar cançons, però figuren aquí per les seves habilitats instrumentals:
- Joni Mitchell
- Bonnie Raitt
- Nancy Wilson
- Kaki King
- Orianthi
- Sister Rosetta Tharpe
- Jennifer Batten
- Mary Ford
- Lita Ford
- Joan Jett
- Carole King
- Tal Wilkenfeld
- Shirley Horn
- Eva Cassidy
- Ruth Brown
- Marian Anderson

#### Totes les bandes femenines i grups de noies
Una banda de totes dones és un grup musical en gèneres de música popular com el rock, el blues, el jazz i gèneres relacionats, format exclusivament per músiques femenines. Això es diferencia d'un grup de noies, en què les membres femenines són únicament vocals, tot i que aquesta terminologia no se segueix universalment. Si bé les bandes masculines són habituals en moltes bandes de rock i pop, les bandes femenines són menys comunes.
Un grup de noies és un acte de música amb diverses cantants femenines que generalment harmonitzen juntes. El terme "grup de noies" també s'utilitza en un sentit més estret dins dels països de parla anglesa per a denominar l'onada de grups de cantants de música pop femenina nord-americana que van florir a finals dels anys 1950 i principis dels anys 1960 entre la decadència del rock and roll precoç i la invasió britànica. molts foren influïts per l'estil doo-wop. A totes les bandes femenines també s'anomenen grups de noies.
Aquestes bandes completament femenines eren difícils de mantenir, ja que molts grups anteriors lluitaven per substituir les músiques femenines un cop sortien, i algunes es van veure obligades a obrir la banda als homes per evitar deixar-se.

#### 1930-1960s
A l'època del jazz i durant els anys trenta, es van formar bandes totalment femenines com The Blue Belles, els redheads parisencs (més tard els Bricktops), All-Girl Band de Lil-Hardin, Frances Carroll & The Coquettes, The Ingenues, The Harlem Playgirls, Musical Sweethearts de Phil Spitalny i "Helen Lewis i els seus All-Girl Jazz Syncopators "van ser populars. Ina Ray Hutton va dirigir una banda per a noies, els Melodears, de 1934 a 1939. Eunice Westmoreland, amb el nom de Rita Rio, va dirigir una banda femenina que va aparèixer a la ràdio NBC i per Vitaphone i RKO. El 1959 es va constituir un grup polonès Filipinki.
Grups compostos únicament per dones van començar a sorgir amb l'arribada del rock and roll. Entre els primers grups de rock femení que es va signar en un segell discogràfic hi havia Goldie & the Gingerbreads, a Atlantic Records el 1964, The Pleasure Seekers amb Suzi Quatro a Hideout Records el 1964 i Mercury Records el 1968, The Feminine Complex a Athena Records el 1968, i Fanny (que va ser pionera a la banda de totes les dones a principis de mitjans dels anys setanta) el 1969, quan Mo Ostin els va signar a Warner Bros. Records. També n'hi havia d'altres, com The Liverbirds (1962–1967), l'As of Cups (1967), The Heart Beats (1968), Ariel (1968–1970) o les New Coon Creek Girls (1930).

#### 1970-1980
El 1971 Fanny es va convertir en la primera banda completament femenina a assolir els 40 millors llocs dels Hot 100, amb "Charity Ball" al punt 40 ". El 1975, el duet canadenc de germanes, Kate i Anna McGarrigle, van enregistrar el primer d'una cadena de àlbums. The Runaways va ser un grup de rock dur de primer ordre i de totes dones, amb èxit comercial, que va llançar el seu primer àlbum el 1976: els membres del grup Joan Jett, Cherie Currie i Lita Ford van passar a treballar com a solista. A la dècada de 1980, per primera vegada, es va assolir un èxit de gràfics de totes les bandes femenines i bandes de rock amb front femenina. Al gràfic de final de 100 anys al Billboard Hot del 1982, "I Love Rock 'n' Roll" de Joan Jett al número 3 i el tema "We got the beat" del número 25 de Go-Go, van enviar un missatge a molts caps de la indústria. que les dones que poguessin jugar podien aportar diners. El 1989, una de les bandes femenines més famoses, els Dixie Chicks, va començar a tocar a les cantonades del carrer a Dallas, Texas. Aquesta banda està formada per un trio de Natalie Maines com a cantant principal, Natalie Maguire al ball i mandolina, i Emily Robison, mestra del banjo, el doobro, la guitarra i l'acordióó. Els Dixie Chicks van vendre més CD que tots els altres grups de música country combinats. Van guanyar cinc Grammys, el 2000, l'Àlbum de l'any de la Country Music Association i el premi Vocal Group of the Year el 2002. Una altra famosa banda femenina inclou WildWood Girls. Originalment els WildWood Pickers van començar el 1979 des de la zona de Chicago, la banda femenina va començar després que la banda es convertís en un assumpte familiar i després, el 1982 canviïn el seu nom per WildWood Girls, resultant en el doble de reserves. Van emprendre gires a l'estranger per la USO i el Departament de Defensa, van treballar com a grup a Dollywood durant uns 5 anys i van tocar moltes vegades al festival Bean Blossom d'Indiana, de Bill Monroe, a Indiana durant deu anys. Van llançar sis enregistraments, malgrat els problemes que es van trobar en relació amb el fet que eren totes un grup de noies. Una altra banda famosa és la marca Happy Hollow String (1974–1979). Eren una banda de bledes totes femenines amb Sandy Crisco al banjo. Crisco va informar que era difícil trobar el bany de dones durant les reserves, ja que a causa de la manca de dones intèrprets, molts instrumentistes masculins no sabien on era.

#### Punk

El guitarrista punk Viv Albertine.

Al Regne Unit, l'arribada del punk a finals dels anys setanta amb el seu ethos "qualsevol pot fer-ho" va provocar que les dones aportessin contribucions importants. A diferència de les escenes de rock i heavy metal dels anys 70, dominades per homes, la mentalitat anàrquica i contracultural de l'escena punk a mitjan i finals dels anys 70 va animar les dones a participar-hi. "Aquesta era la bellesa de la cosa punk", va dir després Chrissie Hynde. "La discriminació [sexual] no existia en aquesta escena." Aquesta participació va tenir un paper en el desenvolupament històric de la música punk, especialment als Estats Units i al Regne Unit a. aquest temps, i continua influint i permetent generacions futures.
La historiadora del rock Helen Reddington afirma que la imatge popular de músiques de joves dones punk, centrada en els aspectes de la moda de l'escena (mitges de xarxa, pèl ros i punxegut, etc.) era estereotipada. Afirma que moltes, si no la majoria de les dones punk, estaven més interessades en la ideologia i les implicacions sociopolítiques, en lloc de la moda. La historiadora musical Caroline Coon afirma que abans del punk, les dones de la música rock eren pràcticament invisibles; per contra, en punk, ella argumenta que "no seria possible escriure tota la història de la música punk sense fer menció a cap grup masculí, i crec que molta [gent] ho trobarà molt sorprenent." Johnny Rotten va escriure que "Durant l'època dels Pistols, les dones estaven fora allà jugant amb els homes, portant-nos en igualtat de condicions ... No era combativa, sinó compatible." Les dones participaven en bandes com The Slits, The Raincoats, Mo. -dettes i Dolly Mixcla, The Innocents.

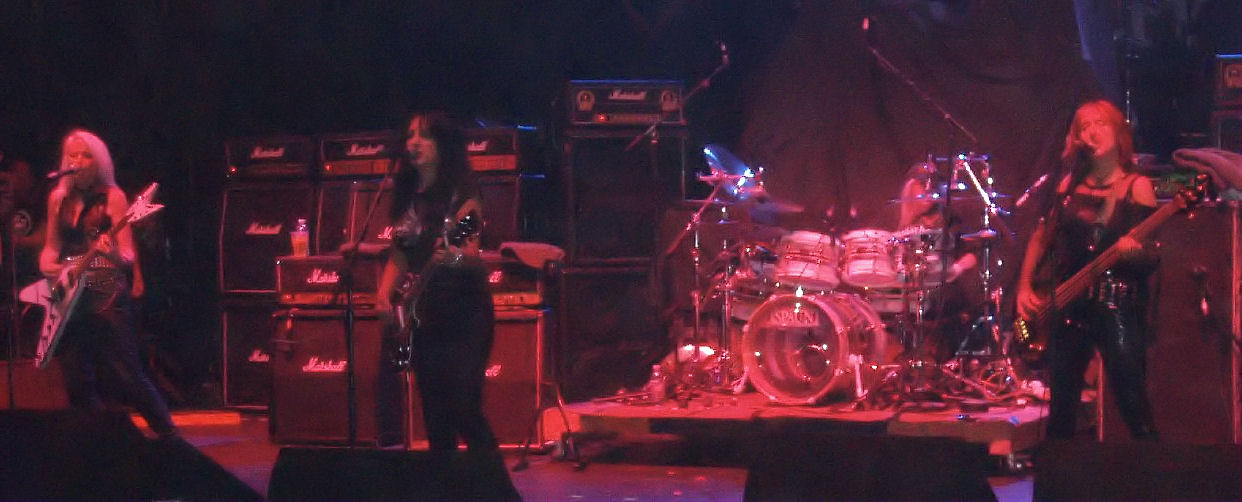
Girlschool és una banda britànica de heavy metal totalment femenina formada en la nova onada de l'escena de heavy metal britànic el 1978 i associada freqüentment amb els contemporanis Motörhead. Són el grup de rock femení de més llarg recorregut, encara actiu després de més de 35 anys

#### Heavy Metal
La banda femenina de heavy metal de totes dones Girlschool, del sud de Londres, es va formar el 1978 a partir de les cendres de Painted Lady. Tot i que van tenir un cert èxit al Regne Unit, es van conèixer més a principis dels anys vuitanta. Una de les membres originals de la banda, Kathy Valentine va marxar per unir-se a la banda completament femenina The Go-Go's, passant de guitarra a baix. Entre els primers enregistraments de Girlschool hi havia un EP titulat "The St. Valentines Day Massacre", que van gravar amb els segells de bronze Motörhead amb el nom Headgirl. El 1974, The Deadly Nightshade, un grup de rock / country, va ser signat per Phantom. Les dones del gènere heavy metal acostumen a haver de limitar-se a causa que el gènere està molt orientat al masculí.

#### Grunge
Si bé hi ha la percepció que els grups dels anys 80 i 90 del gènere de rock alternatiu del grunge eren "aclaparadament masculins" (per exemple, Nirvana), "[w] omen estaven totalment representats" en bandes grunge com L7, Lunachicks, Dickless, STP, 7 Year Bitch, el grup de Courtney Love, Hole i Babes a Toyland, aquest últim una "banda femenina de Minneapolis", i el grunge estava "íntimament relacionat amb Riot Grrrl", un moviment punk feminista underground. Les dones instrumentistes destacades inclouen les baixistes Darcy Wretzky i Melissa Auf der Maur dels The Smashing Pumpkins i les bateristes Patty Schemel (projectes Hole i Courtney Love) i Lori Barbero de Babes de Toyland.

#### 1990-2000
Als anys noranta, les revistes de música començaven a veure més seriosament les músiques femenines, posant Bonnie Raitt i Tina Weymouth a les seves portades. Mentre que The Go-Go's i The Bangles, tots dos de l'escena del club LA, van ser les primeres bandes de rock en tota categoria femenina que van aconseguir un èxit sostingut, els músics individuals van obrir el camí perquè la indústria busqués bandes que tinguessin músiques femenines.
A la dècada de 1990, bandes com Hole, Super Heroines, The Lovedolls i L7 es van fer populars, tot demostrant a l'escenari, i en entrevistes, de vegades una actitud de confiança i "dolenta", sempre disposada a desafiar supòsits sobre com es pot fer tot. la banda femenina s'ha de comportar. Courtney Love va descriure a les altres dones del forat com a ús d'un "punt de vista més lunar" en els seus papers com a músiques. A la dècada de 1990, el gènere Riot Grrrl, punk, dirigit per dones, es va associar a bandes com Bratmobile i Bikini Kill. Destiny's Child era un grup femení nord-americà compost per Beyoncé Knowles, Kelly Rowland i Michelle Williams. Destiny's Child va començar com a Girl's Tyme, el 1990 i anys després, es va signar a Columbia Records i Music World Entertainment com a Destiny's Child el 1997. El segon àlbum més venut de Destiny's Child va ser The Writing's on the Wall (1999), que va incloure "Bills, Bills, Bills "i" Say My Name ". Addicionalment, el Spice Girls va ser un grup de pop britànic all girl format el 1994. La banda està formada per Melanie Brown, Melanie Chisholm, Emma Bunton, Geri Halliwell i Victoria Beckham. Van signar amb Virgin Records i el seu senzill "Wannabe" va sortir al 1996 i va ser considerat com a número u en 37 països diferents.

#### Anys 2000 - 2010
Als anys 2000, totes les bandes de front femenines i femenines van començar a utilitzar la seva influència per promoure el feminisme i les dones a la indústria musical. Bandes com The Distillers, liderades per Brody Dalle, van influir en l'augment del street punk. Sant Vicent va començar a guanyar més tracció i finalment va aparèixer a la portada de la revista Guitar World. Sant Vicent portava una samarreta amb una etiqueta de biquini a la portada de la revista, un comentari sobre com quan les dones apareixen amb guitarres, se solen vestir molt mínimament, com a eina de màrqueting per vendre els instruments. Haim, una banda composta per tres germanes, es mostra molt desconeguda quan es tracta de la promoció de la música en la música, i reclama els principals festivals de música per la manca de bandes femenines a les factures i la falta de pagament per artistes femenines en comparació amb el masculí, artistes del mateix nivell. En els darrers anys, la manca de representació femenina en la música ha estat un punt polèmic important de la indústria. Les músiques i bandes femenines són constantment oblidades a favor d'artistes masculines, tot i que moltes persones de la indústria musical s'han esforçat per canviar-ho.

#### 2010s - 2018
Del 2010 al 2018, moltes bandes de noies han sorgit i es van fer més populars. Una de les bandes de noies més famoses és Little Mix (2011), una banda britànica originària de The X Factor i integrada per Jesy Nelson, Leigh-Anne Pinnock, Jade Thirlwall i Perrie Edwards. Little Mix és el primer grup femení des dels Pussycat Dolls que va aconseguir els cinc primers llocs nord-americans amb el seu àlbum ADN (2012). També van batre el rècord de les Spice Girls aconseguint la primera posició del quadre nord-americà debutant en el primer llançament d'un grup de noies britàniques. A més, Fifth Harmony és un grup femení nord-americà amb seu a Miami i format per Ally Brooke, Normani Kordei, Dinah Jane, Lauren Jauregui i Camila Cabello fins a la seva sortida el 2016. Aquest grup també va formar part del X Factor el 2012. Els seus tres àlbums d'estudi es van classificar al top ten de la Billboard 200 dels Estats Units.

### Jazz
Històricament, la majoria de dones conegudes intèrprets en jazz han estat cantants, com Ella Fitzgerald, Billie Holiday, Diane Schuur i Dinah Washington. Culture Trip assenyala que les dones del jazz han estat "massa sovint limitades al paper de la xantuse". Tot i això, hi ha molts intèrprets instrumentals notables. En alguns casos, aquests músics també són compositors i caps de banda:
- Toshiko Akiyoshi (b. 1929): bandleader, pianist, arranger, composer
- Regina Carter: violinista de jazz
- Melba Liston: trombonista i arranjadora
- Vi Redd (b. 1928): alto saxophonist
- Melissa Aldana: tenor saxophonist
- Emily Remler: jazz guitar
- Mimi Fox: jazz guitar
- Sweet Emma Barrett
- Terri Lyne Carrington (bateria)
- Carla Bley (piano)
- Mary Lou Williams (piano)
- Billie Pierce (piano)
- Jeanette Kimball (piano)
- Lovie Austin (piano and bandleader)
- Joelle Khoury (piano and composer)
- Shirley Horn
- Eva Cassidy
- Ruth Brown
- Viola Smith (bateria)
- Frances Carroll (directora d'orquestra)

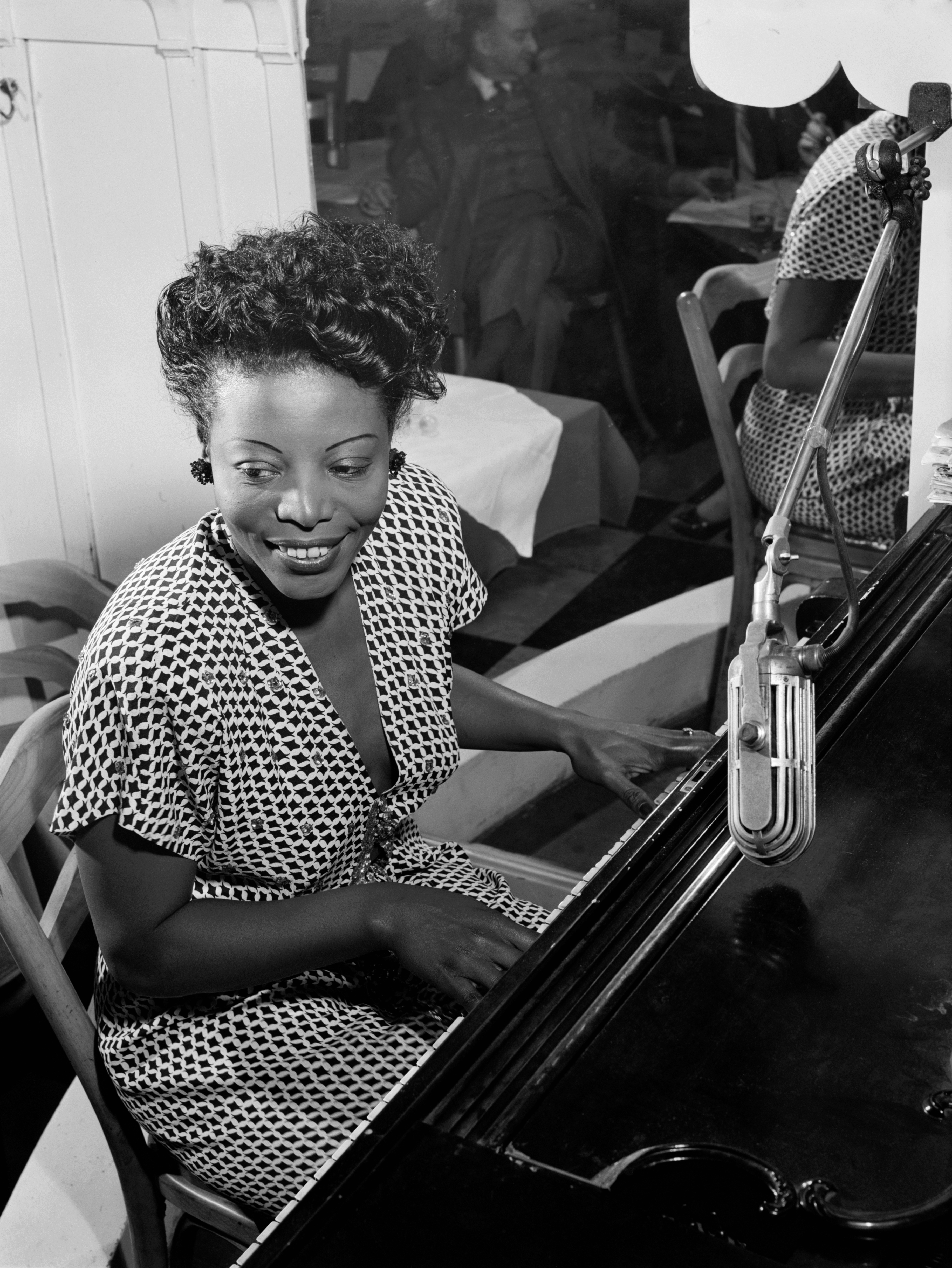
Mary Lou Williams (1910–1981) va ser una pianista, compositora i arranjadora que va interpretar jazz, música clàssica i gospel. Va escriure centenars de composicions i arranjaments i va enregistrar més de cent discos.

També hi ha hagut bandes de jazz totalment femenines com The International Sweethearts of Rhythm o Frances Carroll & The Coquettes i totes les orquestres femenines com l'orquestra Hour of Charm. Sovint, durant la Segona Guerra Mundial, tots aquests grups de dones entretenirien les tropes mentre servien els músics masculins. Tot i això, després de la guerra, aquests grups de noies es van deixar de banda, ja que els músics masculins van tornar i el públic va afavorir la "normalitat" que comportava i la sexualització de les dones en la música va tornar.
Alguns d'aquests músics van ajudar a donar forma a la música de jazz i la cultura nord-americana. Quan June Norton era jove, volia continuar amb la música clàssica, amb l'esperança que algun dia pogués participar en l'òpera. Tanmateix, això no semblava possible, de manera que va començar a practicar música popular. Norton es va convertir en la primera dona negra de la regió de Washington DC a aparèixer cantant als anuncis de televisió comercialitzats cap als estats del sud. Això va portar a assolir nombrosos premis, entre els quals el 1962 Achievement Award de l'Associació Nacional de Dones de colors, el premi Personality TV of the Year, el 1962 Emphasis Award de l'Associació Nacional de Desenvolupament del Mercat i el 1962 Singer of the Year. el YMCA. Posteriorment es va apartar dels focus i va començar la seva carrera com a conseller i es va casar amb Thomas C. Cuff. Va passar la resta dels seus anys laborals ajudant a joves desfavorits i presoners.
Una altra pianista, compositora i vocalista femenina va contribuir significativament al jazz i la cultura nord-americana. Shirley Horn (1934–2005) va gravar més de 25 àlbums i va treballar com a músic lateral per a Stuff Smith, Toots Thielemans, Charlie Haden i Oscar Peterson. Va practicar a la Howard University Junior School of Music, i després va rebre ofertes de la Universitat Juilliard i la Universitat Xavier, però va optar per quedar-se a Washington DC, casar-se i tenir un fill. Ella va continuar de gira i tocar concerts constantment. El seu primer enregistrament va formar part del llançament de Stuff Smith, Cat, en un Hot Fiddle, de 1959. Embers i Ashes van enregistrar la seva primera gravació i li van ajudar a adonar-se que volia ser pianista de concerts. Pocs mesos després d'això, Miles Davis es va posar en contacte amb Horn i li va dir a Village Vanguard a la ciutat de Nova York que volia que Horn s'obrís per a ell i que es negés a jugar si això no era una possibilitat. Va ser quan la fama i la reputació de Horn van començar a augmentar. Va continuar treballant amb Mercury Records i Verve Records. Va rebre molts premis, entre els quals el 1999, el Grammy Award al millor àlbum vocal de Jazz per I Remember Miles, cinc Washington Area Music Awards, un títol de música honorífica del Berklee College of Music i un 2004 NEA Jazz Master Bellowship i premi de la National Endowment. per a les Arts.

### Música clàssica
Els instrumentistes de música clàssica poden centrar-se en un tipus específic de reproducció, com recitals solistes, concerts en solitari, música de cambra o actuar com a membre d'una orquestra, o poden fer diferents tipus. Alguns músics que toquen instruments orquestrals poden fer tot aquest tipus d'actuacions. Els instrumentistes de música clàssica poden fer actuacions en directe per a un públic i enregistraments. En alguns casos, els intèrprets clàssics poden fer actuacions principalment en directe. Tradicionalment hi ha hagut un aspecte de gènere en tocar instruments en la música clàssica.
Moltes portades d'àlbums per a músiques clàssiques femenines tenen fotografies que posen l'èmfasi en l'atractiu físic de l'intèrpret, "sovint utilitzant imatges ressaltades". Segons Jessica Duchen, escriptora de música per a The Independent de Londres, les dones músiques clàssiques són "massa sovint jutjades per les seves aparences, en lloc del seu talent" i fan pressió "perquè es vegin sexy a l'escenari i a les fotos". Duchen afirma que, encara que "[aquí] hi ha dones músiques que es neguen a tocar pel seu aspecte, ... les que solen tenir més èxit material".

#### Orquestra

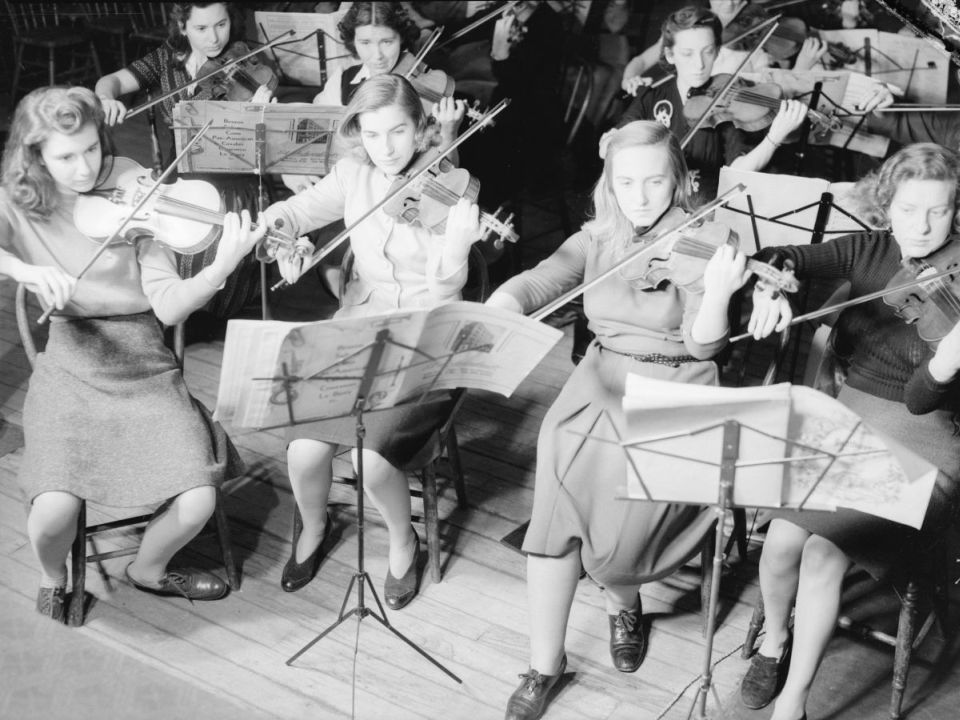
L'Orquestra Simfònica de les Dones de Montreal el 1942

Històricament, les orquestres acostumaven a ser gairebé exclusivament masculines, a excepció del jugador d'arpa, ja que l'arpa era considerada un "instrument femení". Una editorial del diari de música del 1917 a Anglaterra va animar les orquestres a permetre que les dones toquessin els "instruments més lleugers", amb la comprensió que aquestes dones intèrprets renunciarien a la seva posició als homes un cop acabés WW I. Als anys noranta, per reduir la probabilitat de biaix de gènere, algunes orquestres van començar a realitzar audicions de possibles nous membres darrere d'una pantalla, de manera que el quadre d'audició no va poder veure si es tractava d'un intèrpret masculí o femení. Històricament, hi ha hagut una tendència a què les seccions de llautó siguin masculines, i algunes dones jugadores de llautó han al·legat que hi ha biaixos de gènere en contra de jugadores de llautó. Un estudi de la dècada de 1980 va comprovar que les dones representaven el 36% de les orquestres dels Estats Units; Un 30% al Regne Unit i un 16% a Alemanya de l'Est i de l'Oest. Les dones solien ser contractades per orquestres amb menys remuneració i eren menys presents a les principals orquestres.
En el passat, l'Orquestra Filharmònica de Viena defensava que la "uniformitat ètnica i de gènere" donava a la seva orquestra un millor so. Diversos músics masculins de la VPO van declarar en una entrevista de 1996 que la música clàssica tenia "qualitats definides per gènere que es poden expressar més clarament per la uniformitat masculina" en l'orquestra. Un membre masculí de la VPO va declarar que els homes "porten secrets relacionats amb la música i els tons, igual que en les cultures indígenes o indígenes australianes, on els homes toquen determinats instruments, i no les dones". Un executant de VPO masculí va declarar que "l'embaràs comporta problemes. Porta trastorns. Un altre argument important contra les dones és que poden aportar la solidaritat dels homes en qüestió. Ho trobeu a tots els grups masculins".
La Filharmònica de Viena no va acceptar les dones amb membres permanents fins al 1997, molt més tard que les orquestres comparables (de les altres orquestres classificades entre les cinc millors del món per Gramophone el 2008, l'última que va designar una dona a un lloc permanent va ser la Filharmònica de Berlín.) Ja el febrer de 1996, el primer flautista Dieter Flury va dir a Westdeutscher Rundfunk que l'acceptació de les dones seria "jugar amb la unitat emocional (emotionelle Geschlossenheit) que té aquest organisme actualment". L'abril de 1996, el secretari de premsa de l'orquestra va escriure que "compensar les expectatives d'excedència" de permís de maternitat era un problema.

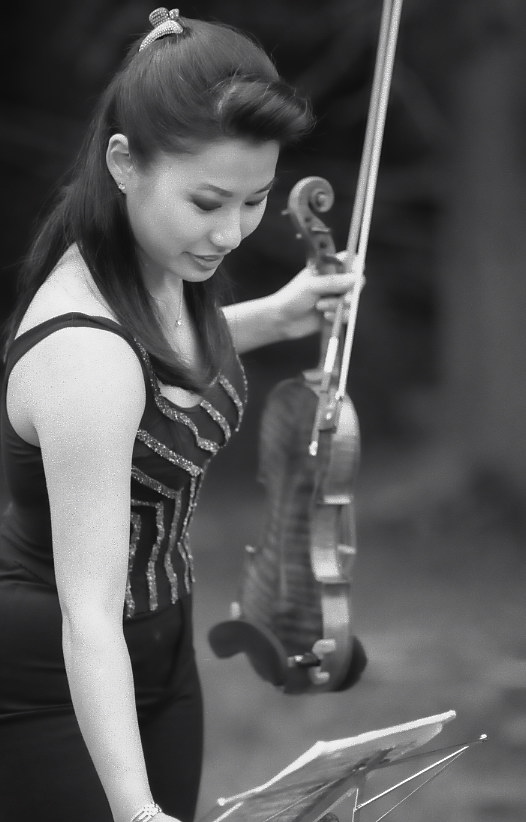
La violinista clàssica Sarah Chang abans de fer un concert en solitari el 2005

L'any 1997, l'orquestra va estar "enfrontant-se a les protestes durant una gira [dels EUA]" per l'Organització Nacional de les Dones i l'Associació Internacional de les Dones en la Música. Finalment, "després de mantenir-se en ridícul fins a l'Àustria socialment conservadora, els membres de l'orquestra es van reunir [el 28 de febrer de 1997] en una reunió extraordinària la vigília de la seva sortida i van acordar admetre una dona, Anna Lelkes, com a arpista. "A partir del 2013, l'orquestra compta amb sis membres femenines; una d'elles, la violinista Albena Danailova es va convertir en una de les mestres de concert de l'orquestra el 2008, la primera dona a ocupar aquest càrrec. El 2012, les dones encara representaven només el 6% dels membres de l'orquestra, enfront del 14% a la Filarmònica de Berlín, el 30% a l'Orquestra Simfònica de Londres i el 36% a la Filarmònica de Nova York. El president del VPO, Clemens Hellsberg, va dir que el VPO ara utilitza audicions cegues completament controlades. Ella va dir que tria "el millor que aconseguim", implicant que l'equitat de gènere completa passaria temps a mesura que els membres més grans es jubilessin i que es facin audicions noves en condicions neutres de gènere. La Filarmònica txeca exclou les dones i la filharmònica de Berlín "té una història de discriminació de gènere".
El 2013, un article de Mother Jones afirmava que "[qualsevol] orquestra de prestigi té una pertinença femenina significativa (dones superant homes a la secció de violí de la Filharmònica de Nova York) i diversos conjunts de renom, inclosa l'Orquestra Simfònica Nacional, la Simfonia de Detroit i la Minnesota Symphony, dirigida per violinistes femenines. Les seccions de llautó, percussió i orquestra del baix són encara masculines. "

#### Solistes
En la música clàssica, els solistes poden interpretar solos no acompanyats al seu instrument, com passa amb pianistes que toquen obres per a piano sol o instruments de corda que interpreten suites barroques per a un instrument (per exemple, suites Bach per a violoncel solista). En molts casos, però, els solistes van acompanyats, ja sigui per un pianista, per un petit conjunt de música de cambra o, en el cas d'un concert, per una orquestra simfònica plena. A la temporada 2014–2015, la majoria dels solistes concertistes que van actuar amb importants orquestres canadenques eren masculins. A l'orquestra simfònica de Vancouver, el 67% dels solistes del concert eren homes. A l'Orquestra Simfònica de Toronto, el 74% dels solistes del concert eren homes. A l'Orquestra del National Arts Center, el 79% dels solistes concertistes eren homes. A l'Orquestra Simfònica de Mont-real, el 84% dels solistes concertistes eren homes. Quan es va publicar la notícia del CBC sobre l'equilibri de gènere de solistes concertistes, el director de l'Orquestra Simfònica de Vancouver, Bramwell Tovey, va disputar l'exactitud de la notícia respecte de la seva orquestra, argumentant que l'article només tenia en compte una sola temporada.

## Cantants

### Música popular

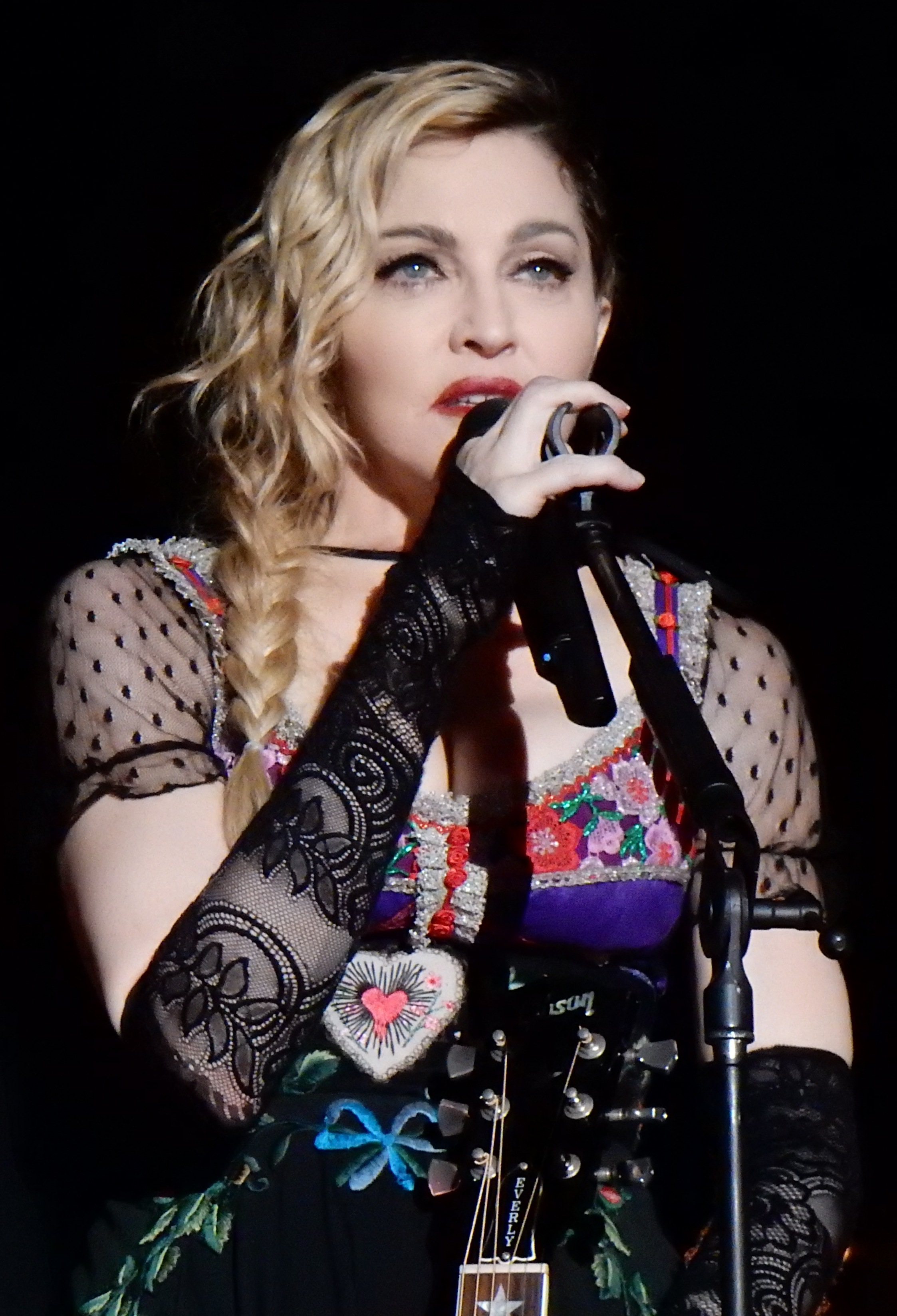
Madonna és l'artista que va canviar el paper de la dona en la música popular.

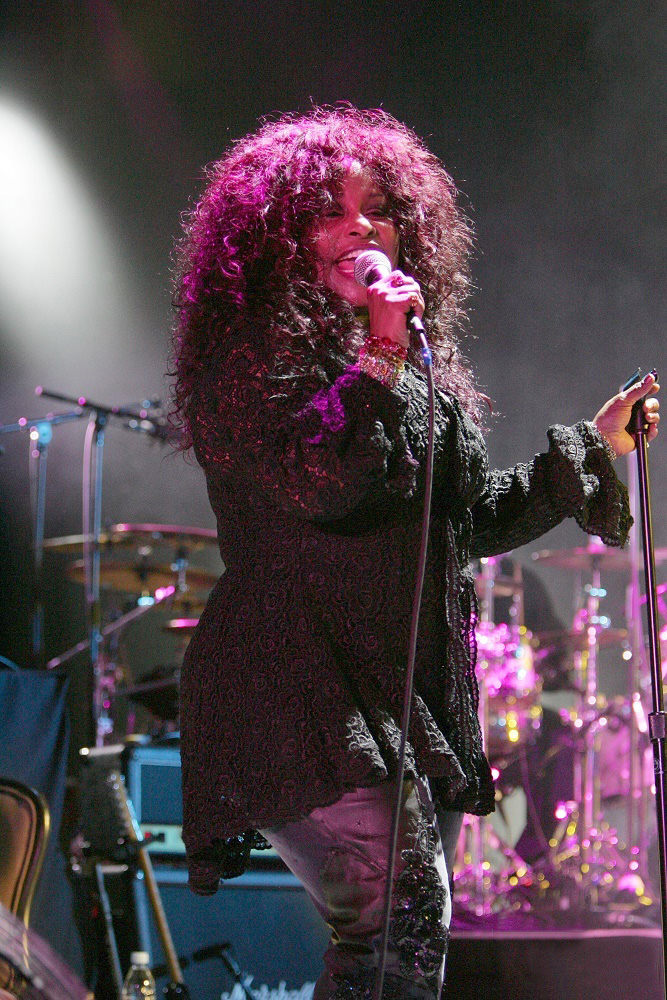
Chaka Khan (nascuda el 1953) ha estat anomenada la "reina del funk".

Madonna ha estat reconeguda com una figura clau en la música popular, gràcies al seu èxit i contribucions que han influït en la música femenina i en les estrelles pop actuals.
La cantautora i productura musical Björk ha expressat que la feina de les dones tant dins com fora de la indústria musical no és prou reconeguda i no reben les mateixes recompenses que els homes. Björk també ha explicat que molta gent assumeix que ella no produeix música ni toca cap instrument ja que canta principalment a l'escenari. Lady Gaga va parlar sobre les dificultats de ser una dona artista de gravació quan va rebre un premi el 2015. Va expressar que "a vegades és realment complicat per a les dones en el món de la música. És com un grup de nois on no ens deixen accedir". Va dir que intentaria ser valorada per la seva intel·ligència com a músic, però altres en la indústria no creuen que les dones puguin tenir un fons musical o entendre el que fan només per ser dones. Ani di Franco, cantautora de folk indie, afirma que abans, per a les dones, simplement entrar en una botiga de guitarres era un acte de coratge, ja que era com un "club de nois". No només les artistes femenines senten pressió per agradar als homes, sinó que les DJs femenines també tenen dificultats per trobar-se en un sector dominat pels homes.
Encara que el funk sigui popular en la música actual, poca gent ha estudiat les dones del funk. Segons l'assaig de Cheryl Keyes, She Was too Black for Rock and too hard for Soul: (Re)discovering the Musical Career of Betty Mabry Davis, la majoria dels estudis sobre el funk han posat èmfasi en la contribució cultural dels homes. Betty Davis és una pionera reconeguda en el món del funk i rock pel seu talent artístic. En canvi, la majoria dels textos sobre aquests estils musicals han destacat artistes com Jimi Hendrix, George Clinton i el baixista Larry Graham com influxos clau en el desenvolupament de la sensibilitat musical rockera. Dones dins el funk poden incloure Chaka Kan, Labelle, Brides of Funkenstein, Klymaxx, Mother's Finest i Betty Davis.
Adele, Angham, Beyoncé, Lady Gaga, Madonna, Kylie Minogue, Katy Perry, Rihanna, Britney Spears, Taylor Swift, Ariana Grande, Celine Dion, Mariah Carey, Jennifer Lopez, Shakira i Sherine han estat algunes de les cantants femenines més exitoses des de la dècada de 2000. La majoria d'aquestes cantants també tenen habilitats com a compositores i alguns fins i tot treballen com a productors de música. 

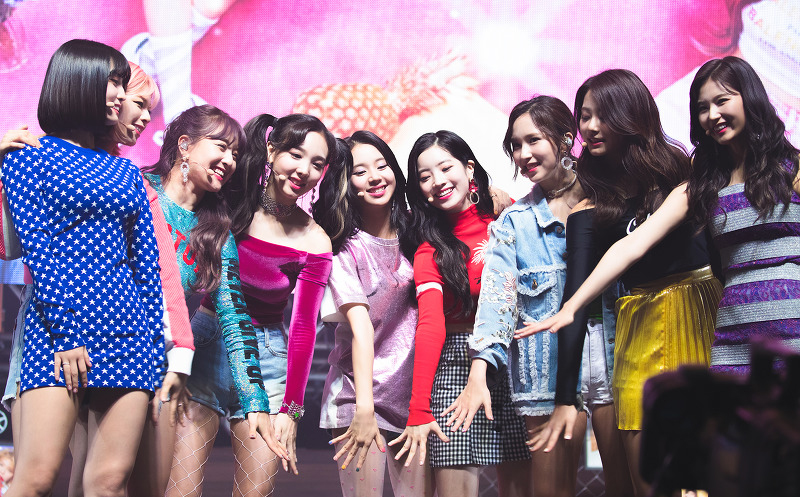
Twice, grup de noies ídoles de Corea del Sud dues vegades. D'esquerra a dreta: Momo, Jeongyeon, Jihyo, Nayeon, Chaeyoung, Dahyun, Mina, Tzuyu i Sana.

A la música pop de l'Àsia Oriental de la dècada de 2010, les bandes d'ídols japonesos de noies van ser molt exitoses al mercat físic de música més gran del món, amb 17 senzills número u el 2017. AKB48, el grup d'ídols J-pop més popular entre les noies, és l'acte amb més vendes de singles a Japó i el tercer en total de discos venuts, amb el single més venut cada any de la dècada fins ara. També, l'àlbum més popular a la venda al país és First Love, que va ser llançat el 1999 i pertany a la cantant i compositora japonesa Hikaru Utada. Els grups de noies sud-coreanes han tingut molt èxit a la dècada de 2010, amb Twice destacant per tenir el millor single de 2016 i haver guanyat 43 premis des del seu debut a l'octubre de 2015. Un altre conjunt coreà de noies de gran èxit d'aquesta dècada és Blackpink, que ha assolit el lloc més alt mai a la llista Billboard Hot 100 i és el primer grup femení de K-pop a ser número u en la llista d'artistes emergents de Billboard. A més, han guanyat 16 premis des del seu debut a l'agost de 2016. Tot i això, la majoria de la popularitat es centra en els grups masculins, mentre els grups femenins queden eclipsats pel concepte d'un club exclusivament per a nois. Recentment, grups de noies xinesos com SNH48 i Rocket Girls 101 han assolit un èxit rellevant, amb aquest últim venent més d'1,6 milions de còpies del seu EP debut el 2018.
Als Països Catalans, les dones estan jugant un paper clau en la redefinició del panorama musical pop, oferint noves perspectives, ampliant les fronteres estilístiques i donant visibilitat a temàtiques socials rellevants. Tot i que històricament el sector musical ha estat dominat pels homes, en els últims anys hi ha hagut una explosió de talent femení que ha ajudat a enriquir l'escena musical en català.
Les primeres referents les trobem abans del 2000, amb noms com ara Maria del Mar Bonet, que no pertany estrictament al pop, però la seva influència dins de la música catalana és indiscutible, i ha obert camí per a moltes dones artistes, i Nuria Feliu, que s'acostava més a la cançó tradicional i el jazz, però va ajudar a visibilitzar el talent femení dins del panorama musical català. A partir dels anys 2000, amb l'eclosió del pop i l'indie en català, van començar a emergir veus femenines amb força. Artistes com Beth, coneguda per la seva participació a Eurovisió el 2003, van començar a aconseguir èxit a nivell nacional i internacional. També destaca Lidia Guevara, que va barrejar pop melòdic amb lletres íntimes i sinceres.

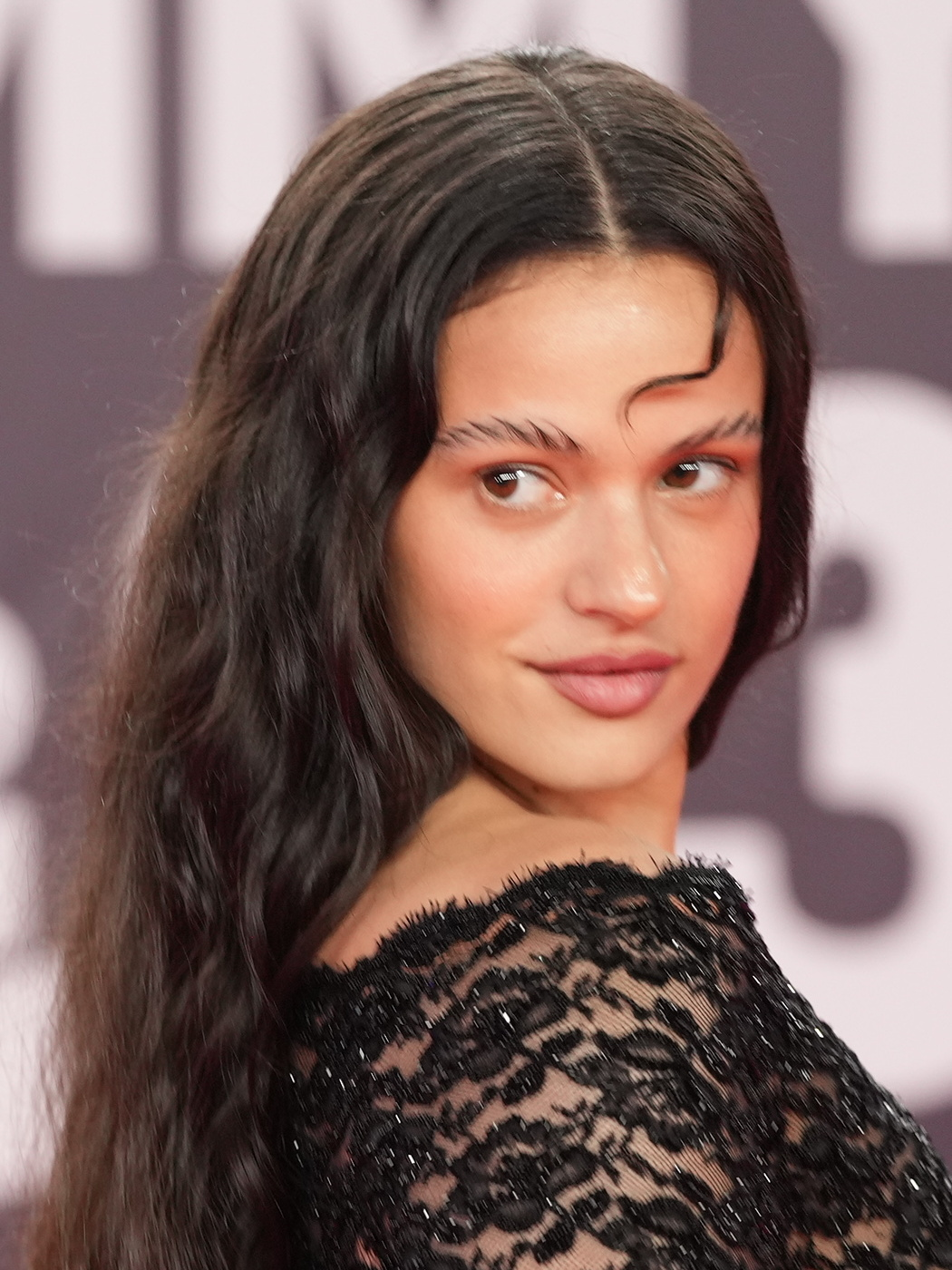
Rosalia el 2023

En els darrers anys, la presència femenina ha esdevingut molt més notable, amb artistes que no només triomfen a nivell local sinó que també tenen un impacte internacional:
- Rosalía és potser el cas més destacat. Tot i que la major part de la seva música és en castellà, ella ha cantat en català en algunes cançons (com "Milionària"). Rosalía ha aconseguit una projecció global, portant elements de la cultura catalana i flamenca al panorama internacional, i és una de les dones més influents del món de la música.
- Bad Gyal (Alba Farelo i Solé) és un altre cas de trajectòria internacional, com a  cantant, productora i compositora catalana d'estils dancehall, reggaeton, trap, hip-hop, R&B i RCTM.
- Mushkaa (Irma Farelo i Solé) es destaca dins l'escena urbana en català per la seva visió feminista de les seves cançons, amb el seu «reggaeton porc i música tristoia».[25]

- Rigoberta Bandini (Paula Ribó) és una altra artista que ha guanyat una gran popularitat amb el seu pop fresc i ple d’humor. Amb cançons com "Perra" o "Ay mamá", ha destacat per les seves lletres feministes i per la seva crítica social, i s'ha convertit en un referent per moltes dones joves.
- Clara Peya, una pianista i compositora, fusiona el pop amb l’electrònica i el jazz, i aborda temàtiques socials com el feminisme i els drets humans. Peya ha destacat per la seva originalitat i profunditat, sent una de les figures més compromeses de l'escena musical catalana.
- Judit Neddermann, amb una proposta que barreja pop, folk i world music, ha guanyat reconeixement per la seva veu suau i les seves lletres carregades d’emoció. Canta tant en català com en castellà, i ha aconseguit un lloc destacat en la música d’autor. També cal destacar la seva germana, Meritxell Neddermann.
- Samantha, originària de Benicàssim i participant del programa Operación Triunfo, ha consolidat la seva carrera amb un pop fresc i melòdic en català i castellà, connectant amb el públic més jove.

Cal recalcar, també, la importancia dels festivals i les iniciatives per promoure la música en català, com ara el Festival Strenes o el Mercat de Música Viva de Vic, o el programa de televisió Eufòria, ja que ha proporcionen una plataforma important per a moltes artistes femenines, podent visibilitzar el talent femení emergent.

### Blues

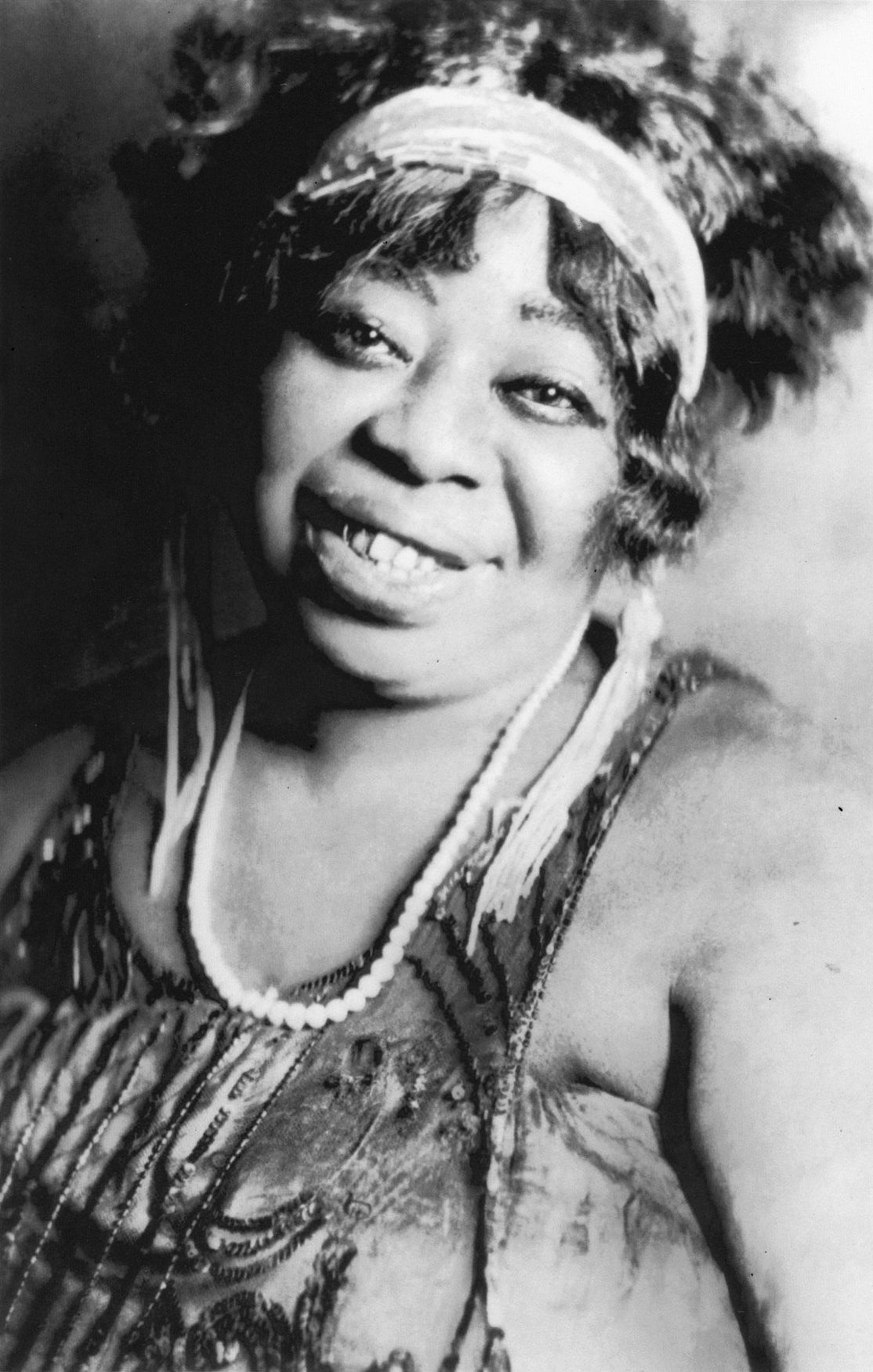
Ma Rainey (1886–1939) va ser una de les primeres cantants de blues professionals estatunidenques conegudes i una de les primeres generacions d'aquests cantants a enregistrar.

El blues femení clàssic va ser una forma primerenca de la música de blues popular als anys vint. Una amalgama de blues tradicionals i música de teatre urbà, l'estil també és conegut com a vodevil blues. Les cançons clàssiques de blues interpretades per vocalistes femenines anaven acompanyades per pianistes o petits conjunts de jazz i van ser els primers blues a enregistrar-se. Els clàssics cantants de blues femenins van ser pioners en la indústria discogràfica, ja que van estar entre els primers cantants i artistes de blues negres que es van enregistrar. També van ser instrumentals per popularitzar el blues de 12 bar a tot els Estats Units.
A Gertrude "Ma" Rainey (1886–1939), coneguda com la "Mare dels Blues", se li atribueix la primera interpretació del blues a l'escenari com a entreteniment popular quan va començar a incorporar el blues al seu acte de cançons d'espectacles i comèdia cap al 1902. El cantant de cabaret de Nova York, Mamie Smith, va gravar "Crazy Blues" el 1920, que va vendre més de 75.000 còpies. Smith es va fer conegut com "la primera dama dels blues d'Amèrica". El 1920, la cantant de vodevil Lucille Hegamin es va convertir en la segona dona negra que va gravar blues quan va gravar "The Jazz Me Blues". Ethel Waters, Alberta Hunter, Mary Stafford, Katie Crippen, Edith Wilson i Esther Bigeou, entre d'altres, van realitzar els seus primers enregistraments abans de finals de 1921. Aquests enregistraments de blues normalment es van etiquetar com a "records de cursa" per distingir-los dels discos venuts a públic blanc. No obstant això, els enregistradors d'algunes de les cantants clàssiques de blues femenines també van ser comprades per compradors blancs. Marion Harris es va convertir en una de les primeres cantants blanques en enregistrar el blues.
El més popular dels cantants de blues clàssics va ser Bessie Smith, de Tennessee (sense relació amb Mamie Smith), que va gravar per primera vegada el 1923 i es va fer coneguda com "Empress of the Blues". Va signar amb Columbia i es va convertir en l'artista negra més ben pagada dels anys vint, enregistrant més de 160 cançons. Altres cantants de blues clàssics que van enregistrar àmpliament fins a finals dels anys vint van ser Ida Cox, Clara Smith i Sarah Martin. Aquests primers cantants de blues van influir en cantants posteriors, com Mahalia Jackson i Janis Joplin. Aquestes contribucions de les dones de blues al gènere incloïen "una major improvisació en línies melòdiques, fraseig inusual que va alterar l'èmfasi i l'impacte de les lletres, i dramàtiques vocals amb crits, gemecs, gemecs i ganyotes. El blues de les dones va fer així canvis en altres tipus de cant popular que tenia spin-off en jazz, musicals de Broadway, cançons de torxes dels anys trenta i quaranta, gospel, rhythm and blues i, eventualment, rock and roll".

### Música country
La discriminació de gènere i el sexisme es dona amb freqüència a la música country. En èpoques més recents, s'ha desenvolupat un subgènere popular: "Bro-Country", que té lletres que objectiven sexualment les dones i les enmarquen com a actius per a l'ús masculí. Alguns artistes populars de "Bro-Country" inclouen Luke Bryan, Florida Georgia Line i Blake Shelton. Amb el pas del temps, la discriminació de gènere i el sexisme han esdevingut més destacades en comparació amb algunes categories com el rap i el pop. Eric Rasmussen, professor del Col·legi de Mitjans de Comunicació i de la Texas Tech University, sosté que en comparació amb els anys 90 i 2000 (dècada), la música country dels anys 2010 discrimina més les dones. Algunes de les maneres en què es discrimina inclouen: "parlar més de l'aparença de les dones, [mostrar] les dones amb roba ajustada o reveladora, comparar les dones amb objectes, referir-se a les dones en argot [termes] versus els seus noms reals, i retratar a les dones com a desconfiadores i enganyadores."
El "Bro-Country" pot estar influenciat per aspectes històrics de la cultura del sud que s'han associat amb el racisme i el sexisme. Les dones de la música country continuen enfrontant-se a aquests problemes, i sovint no troben la manera de tractar-les directament. Kacey Musgraves, una artista de gravació, descriu la seva experiència amb el sexisme a la música country afirmant que si una etiqueta no pot treure la seva cançó de terra, es culpa immediatament de la vostra personalitat o del fet de ser femení o que no. Feu que el director de programes de ràdio se senti important. Dones com Kacey Musgraves, sense importar el que facin o canvien, gairebé sempre cauen sota alguna forma d'examen dels seus competidors masculins.
Un gran nombre de dones cantants del gènere musical del país han influït en la indústria a través del seu èxit. Malgrat la popularitat dels artistes masculins del país i la discriminació que es mostra a través de la seva música, moltes artistes han treballat en el seu camí passat, portant-les a assolir múltiples èxits.
Dolly Parton, una cantant de country femenina que fa més de 55 anys que a la indústria, va desenvolupar una carrera d'èxit per ella mateixa. Parton va crear de forma constant nous projectes per llançar als seus fans i va ser definida com a "imparable" per una revista de cultura pop titulada Rolling Stone. Aquests projectes inclouen més de 45 àlbums musicals, múltiples funcions de cinema, un parc temàtic de Dollywood i la creació d'una empresa de producció.
Carrie Underwood, la icònica guanyadora d'American Idol, també va crear un impacte durador en el gènere musical country. Amb més de 251.000 unitats venudes, l'àlbum Cry Pretty d'Underwood va ser el seu quart àlbum en aconseguir el número u de la llista Billboard 200. [153] Blown Away, Play On i Carnival Ride van ser els altres tres àlbums que també van arribar al capdamunt dels llistats. Aquests èxits la van portar a convertir-se en la primera dona cantant a tenir quatre àlbums country com a número u del Billboard 200 de tot el gènere. Underwood va tenir diversos altres nombres al llarg de la seva carrera, superant a molts altres artistes populars, ja que va deixar un fort impacte en la indústria de la música del país femení.
Una activista pels drets de les dones i amant dels animals, Miranda Lambert, és una altra dona coneguda per tenir una carrera dominant dins de la indústria musical. Les seves cançons titulades "Over You" i "Heart Like Mine" es van fer càrrec dels gràfics de Billboard i de les estacions de ràdio de música country el 2010 i 2011. Com a artista femenina en solitari, escriu la seva música a través de l'honestedat i la realitat. Els missatges enviats a través de la seva música és destinada a ajudar les altres dones a no sentir-se soles quan passen per situacions de vida difícils. Lambert utilitza la fama que ha guanyat en la indústria musical i treballa amb entitats benèfiques com la Humane Society com a forma de retornar.

### Jazz

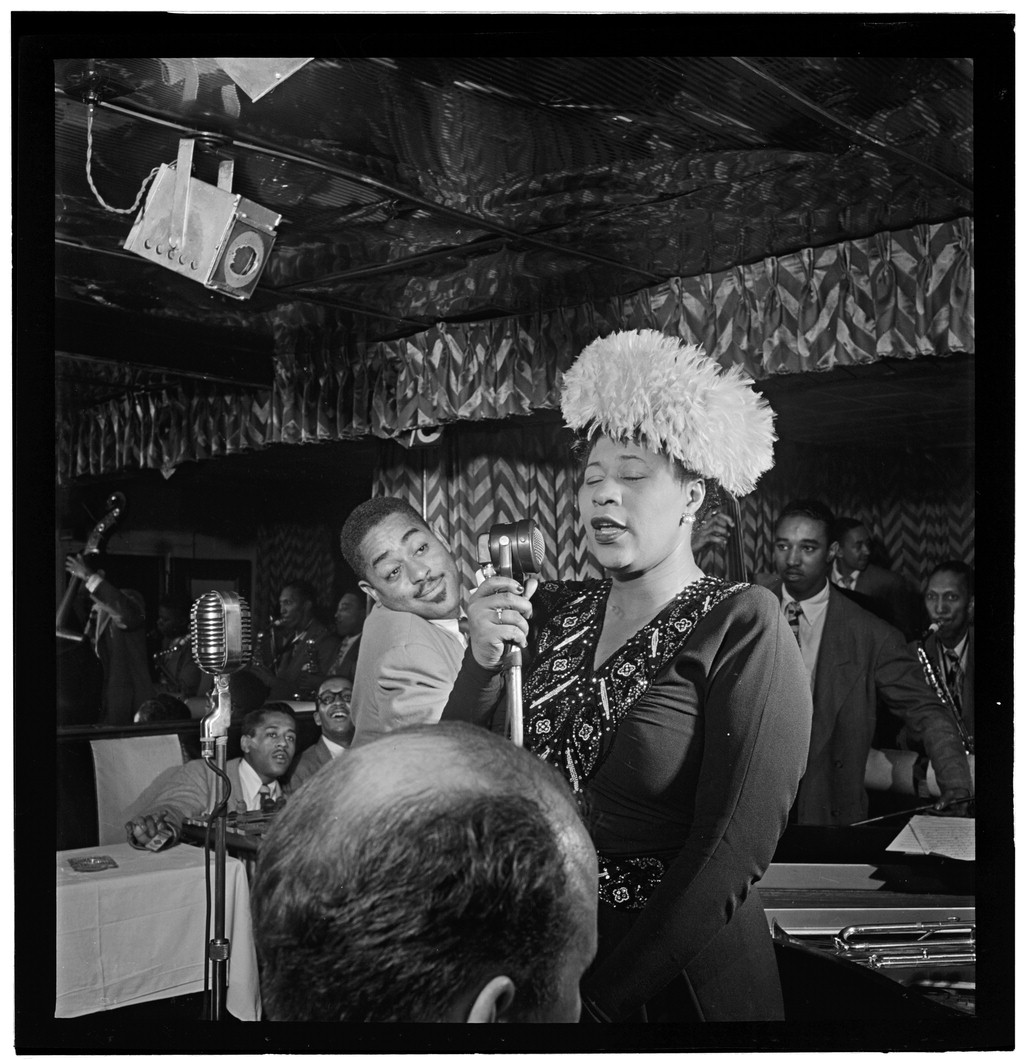
Ella Fitzgerald actuant amb Dizzy Gillespie, Ray Brown, Milt Jackson i Timme Rosenkrantz el setembre de 1947, Nova York

Si bé les dones han estat menys representades en el jazz com a instrumentistes, compositores, compositors i líders de bandes, hi ha hagut dones cantants notables. Bessie Smith va cantar tant el blues com el jazz. Lena Horne va aparèixer per primera vegada al Cotton Club com a adolescent. Ella Fitzgerald i Billie Holiday van ser conegudes per les seves balades durant l'època del swing. Shirley Horn va cantar tant jazz com blues. Nina Simone va cantar jazz, folk i Rhythm and blues. Etta Jones va cantar rhythm and blues i jazz. Anita O'Day és coneguda per les seves contribucions a Bebop. Betty Carter va cantar durant l'època post-bop. Mary Lou Williams va ser cantant i pianista durant les èpoques de swing i hard bop. Sarah Vaughan és coneguda per la seva cantant en l'era del jazz cool. Altres cantants destacades són Rosemary Clooney, Diane Schuur i Flora Purim. Entre les cantants de jazz contemporani hi figuren Norah Jones, Diana Krall, Melody Gardot i la cantant-baixista Esperanza Spalding. Esperanza Spalding ha intentat parlar més fort i impulsar una conversa més sobre la discriminació actual del jazz. El 2017, Esperanza Spalding va passar 77 hores seguides creant un àlbum sencer titulat Exposure per ajudar a canviar-se. Ràpidament es va convertir en "una exhibició de destreça implacable i una gran ambició" i va mostrar, a milers de persones, una dona que treballava amb confiança dins l'espai dominat per homes d'un estudi de gravació.

### Música clàssica

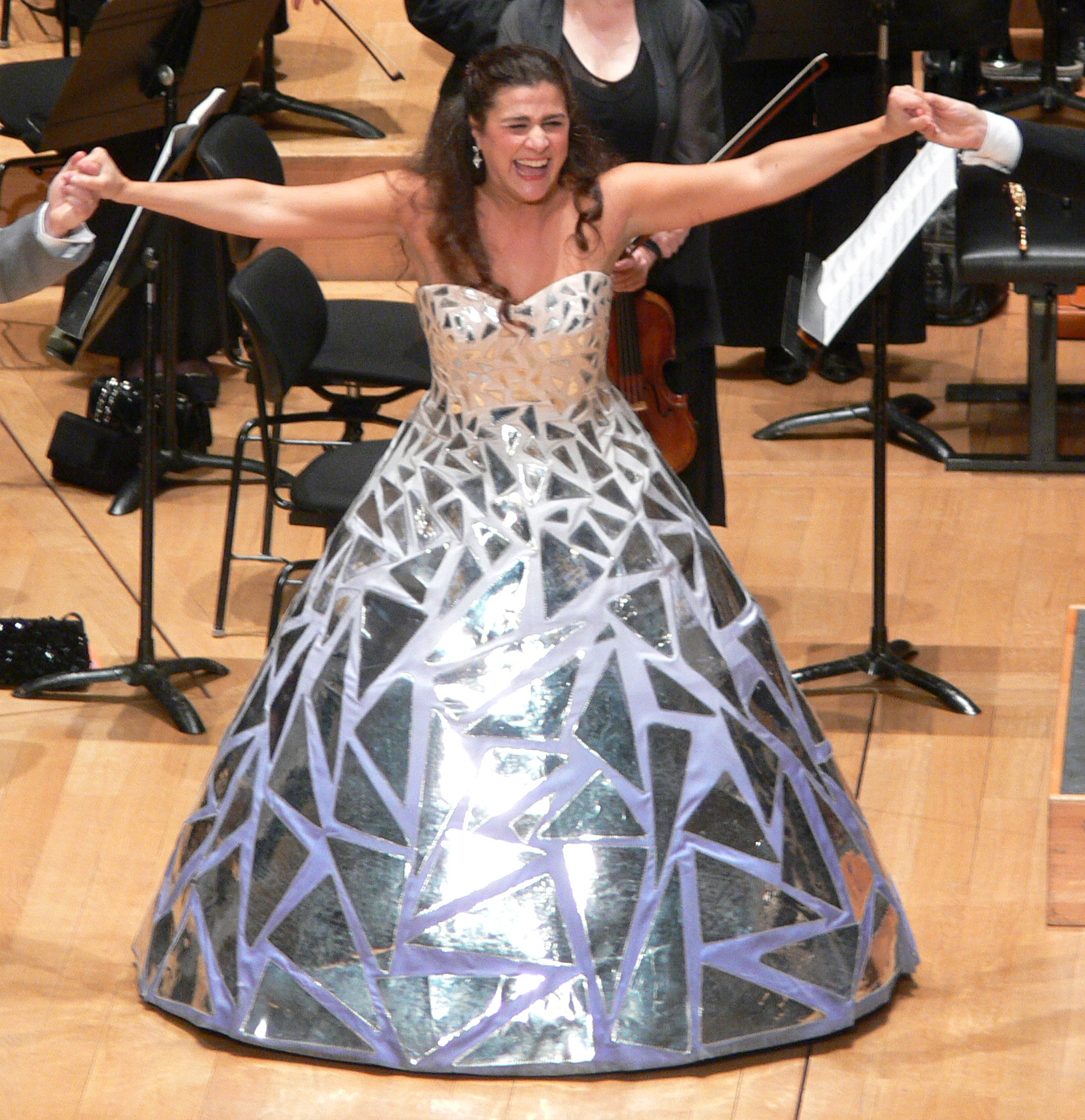
Cecilia Bartoli a l'escenari el 2008

Els cantants clàssics normalment fan representacions en directe i enregistraments. Les actuacions en directe poden ser en recintes petits, com esglésies, o grans recintes, com ara sales d'òpera o centres d'arts. Els cantants clàssics poden especialitzar-se en tipus específics de cant, com la cançó d'art, que són cançons interpretades amb un acompanyament per a piano, o l'òpera, que canta acompanyada d'una orquestra simfònica en una producció teatral escenificada i costumista. Els cantants clàssics es classifiquen normalment pel seu tipus de veu, que indica tant el seu rang vocal com, en alguns casos, el "color" de la seva veu. Entre els exemples de tipus de veu que indiquen el rang de veu d'un cantant són contralt, mezzo-soprano i soprano (aquests van del rang més baix al rang més alt). Exemples de tipus de veu que indiquen tant la gamma del cantant com el "color" del seu tipus de veu són la soprano coloratura i la soprano lírica. Mentre que els cantants de música popular solen utilitzar un micròfon i un sistema de reforç de so per a la seva veu, en la música clàssica la veu s'ha de projectar naturalment a la sala, una habilitat per a la qual fan formació vocal.

#### Dones negres

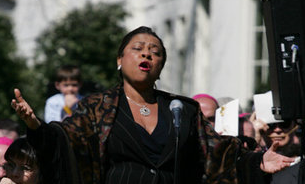
La batalla del soprano Kathleen canta "L'oració del Senyor", dimecres, 16 d'abril de 2008, durant la cerimònia d'arribada en honor del papa Benet XVI a la gespa sud de la Casa Blanca.

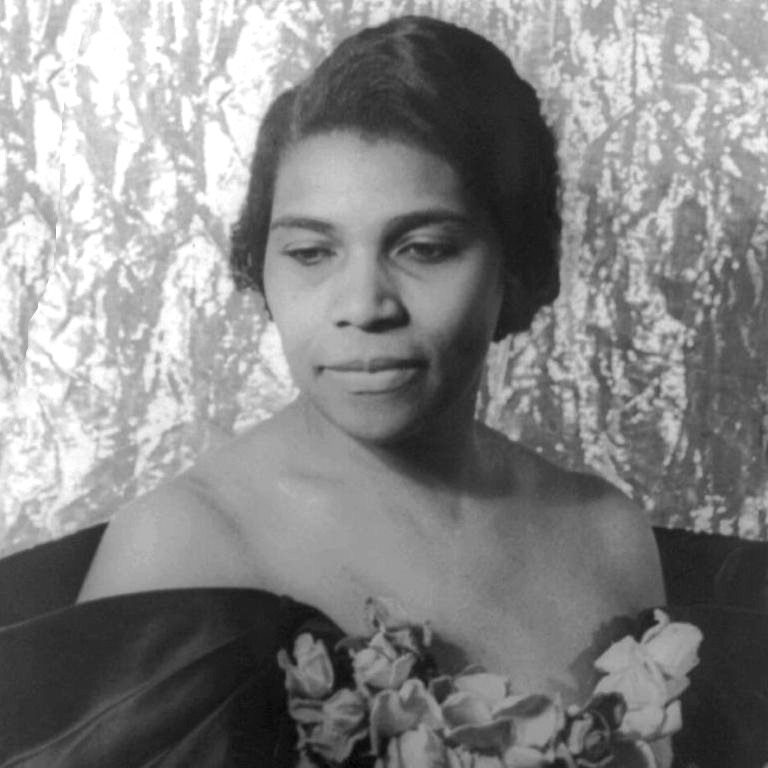
Marian Anderson in 1940

Marian Anderson (1897–1993) va ser un contralto afroamericà del qual el crític musical Alan Blyth va dir: "La seva veu era un ric i vibrant contralt d'una bellesa intrínseca". La major part de la seva carrera de cantant es va passar interpretant en concerts i recitals. a les principals sales de música i amb famoses orquestres arreu dels Estats Units i Europa entre 1925 i 1965. Anderson es va convertir en una figura important en la lluita pels artistes negres per superar els prejudicis racials als Estats Units durant mitjans del segle xx. El 1939, les Daughters of the American Revolution (DAR) van rebutjar el permís perquè Anderson cantés a un públic integrat al Saló de la Constitució. Amb l'ajuda de la primera dama Eleanor Roosevelt i del seu marit Franklin D. Roosevelt, Anderson va realitzar un aclamat concert a l'aire lliure al diumenge de Pasqua, 9 d'abril de 1939, a les escales del Lincoln Memorial de Washington, DC, que va cantar davant una multitud de més de 75.000 persones i una audiència de ràdio en milions. Anderson va continuar trencant barreres als artistes negres als Estats Units, convertint-se en la primera persona negra, americana o d'una altra manera, a actuar a la Metropolitan Opera de Nova York el 7 de gener de 1955.

#### Cantants notables
Una llista llarga de notables cantants clàssics inclou:
- Elly Ameling
- Cecilia Bartoli
- Kathleen Battle
- Maria Callas
- Natalie Dessay
- Joyce DiDonato
- Frederica von Stade
- Renée Fleming
- Elina Garanca
- Susan Graham
- Anna Netrebko
- Jessye Norman

#### Sexisme i discriminació de músiques femenines
Sigui de música hip-hop, country o popular, músiques i intèrprets femenines de tots els gèneres experimenten discriminació i tractament sexista. El tractament de la dona a la indústria musical es destaca millor per la frase denotada per Megan Jordan, molt acordada en el discurs acadèmic actual: 10X EL TALENT = 1/3 DEL CRÈDIT. Les tres formes destacades de discriminació subtil que experimenten les cantants femenines es confonen amb els no músics, la manca de control artístic en comparació amb els seus homòlegs masculins i la seva sexualitat, edat i feminitat constantment escrutades. En molts casos, les músiques femenines són rebutjades en papers inferiors, com ara un "gimmick", "bo per a una noia" i un "accessori invisible". Els homes dirigeixen la majoria dels projectes musicals i la llibertat artística de les músiques femenines és restringida pels grups de banda masculins o directius. Una altra forma predominant de discriminació cap a les vocalistes i músiques femenines de la indústria musical és la mala conducta sexual. Moltes dones músiques tenen por de descobrir les seves experiències amb agressions sexuals perquè les seves històries són descartades per ser massa sensibles a allò que és "normal" a la indústria musical. Al tombant del segle xx, però, moltes vocalistes femenines com Kesha, Taylor Swift i Lady Gaga es van presentar amb les seves històries, ajudant a donar forma al moviment contra l'assetjament. A més, sota el moviment Me Too, s'estan revisant més històries de mal comportament i discriminació a la indústria musical.
Una altra forma de sexisme a la indústria musical emana de les lletres predominants en la música. Hi ha cinc grans temes en les lletres de tots els gèneres que faciliten la discriminació femenina, assenyalats aquí per la doctora Sarah Neff: "retratat de dones en rols de gènere tradicionals, retratat de dones tan inferiors als homes, retratat de dones com a objectes, retratat de dones com Els estereotips i la representació de la violència contra les dones". Utilitzant una sèrie de marcadors sexistes, els estudis han trobat que innombrables lletres comporten temes masclistes, inclosos" representar a les dones en els rols de gènere tradicionals, descriure les relacions amb les dones de maneres poc realistes i atribuir-li la pena d'una dona estrictament, sobre la base del seu aspecte físic. "El sexisme a la música està ben documentat per a gèneres com el rap i el hip-hop, però, amb una investigació més recent, això val també per a la música country, el rock i altres gèneres.

### Música del món

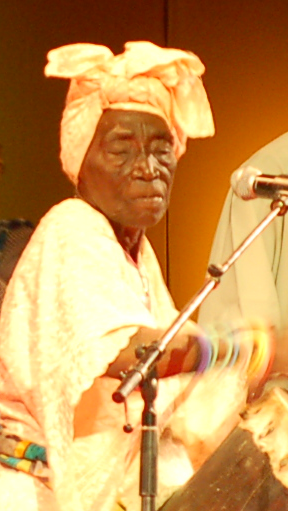
Bi Kidude (1910-2013) va ser un taarabsinger tanzaní nascut a Zanzibari. Ha estat anomenada la "reina de Taarab i Unyagomusic"

Les dones tenen un paper important en la música mundial, una categoria musical que abasta molts estils de música diferents d'arreu del món, incloent música ètnica i música tradicional d'Àfrica, el Carib, Amèrica del Sud, Àsia i d'altres regions, música indígena, música neotradicional, i música on es barreja més d'una tradició cultural (per exemple, barreges de música occidental i música ètnica). El terme es va popularitzar als anys vuitanta com a categoria de màrqueting de música tradicional no occidental.
L'actriu, cantant i ballarina brasilera Carmen Miranda es va fer coneguda a Occident com a suplement exòtic en les pel·lícules de Hollywood dels anys trenta, semblant a la ballarina Josephine Baker abans, i la veu de l'exotica Yma Sumac després d'ella. Als anys seixanta Elis Regina va ser la cantant femenina més destacada de la Bossa Nova de la música brasilera que va influir en la música popular de tot el món. A la dècada dels seixanta i setanta la cantant de folk argentina Mercedes Sosa, la sud-africana Miriam Makeba o la grega Maria Farantouri també van ser reconegudes pel seu compromís contra la situació política opressora dels seus països d'origen. Sosa cantant "Gràcies a la vida", "Pata Pata" de Makeba i la col·laboració de Farantouri amb el compositor Mikis Theodorakis van ser icones musicals de la lluita pels drets humans. La "reina de Salsa" Celia Cruz va emigrar de Cuba als Estats Units el 1966.
Amb l'interès creixent per l'aleshores anomenada música del món a la dècada de 1980, es van tornar a descobrir antigues gravacions d'artistes reconegudes per a una audiència mundial i distribuir-les per tot el món; molt coneguda al seu país –algunes estelades amb estatus llegendari– com els cantants àrabs Umm Kulthum, Asmahan i Fairuz, la cantant algeriana Raï Cheikha Rimitti, Asha Bhosle, la cantant de reproducció més prolífica de les bandes sonores de la pel·lícula de Bollywood, Romani Esma Redžepova, la cantant mexicana Chavela Vargas, i les Reines de Mahotella de Sud-àfrica; o es van gravar per primera vegada (per homes caucàsics) com Cesária Évora del Cap Verd, Stella Chiweshe de Zimbàbue i Afro-peruana Susana Baca.
Hi ha nombroses dones intèrprets de world music, entre les quals hi ha: Ann Savoy, Bi Kidude, Brenda Fassie, Chabuca Granda, Chava Alberstein, Cleoma Breaux Falcon, Dolly Collins, Elizabeth Cotten, Frehel, Gal Costa, Genoa Keawe, Googoosh, Hazel Dickens, Jean Ritchie, Lata Mangeshkar, Lola Beltrán, Lucha Reyes, Lucilla Galeazzi (The Mammas), Lydia Mendoza, Maria Tanase, Mariam Doumbia, Nada Mamula, Ofra Haza, Oumou Sangare, Rita Marley, Rosa Passos, Roza Eskenazi, Safiye Ayla, Salamat Sadikova, Selda Bagcan, Shirley Collins, Valya Balkanska, Violeta Parra, Warda, and Zap Mama.

## Música oriental

### Música àrab

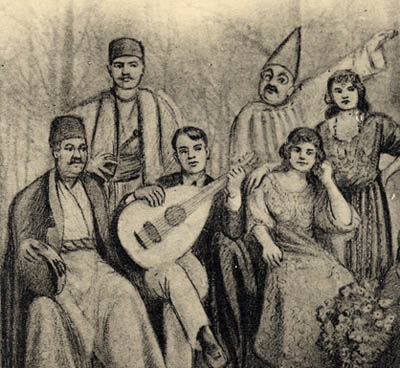
Un grup de músics, incloses dones intèrprets, d'un grup de teatre musical de Bagdad a la dècada de 1920

La música àrab, que té orígens perses, és una amalgama de la música del poble àrab a la Península Aràbiga i la música de tots els diversos pobles que formen el món àrab. A Egipte, durant l'època medieval, els músics professionals masculins durant aquest període es van anomenar Alateeyeh (plural), o Alatee (singular), que significa "un jugador sobre un instrument". Tanmateix, aquest nom s'aplica tant a vocalistes com a instrumentistes. Els músics professionals masculins es consideraven desprevinguts i baixos, i es guanyaven la vida tocant a les festes. Les músiques professionals femenines a Egipte van ser anomenades Awalim (pl) o Al'meh, que significa una "femella apresa". Aquests cantants eren sovint contractats amb motiu d'una celebració a l'harem d'una persona benestant. No estaven amb l'harem, sinó en una habitació elevada que estava amagada per una pantalla per no ser vista ni per l'harem ni per l'amo de la casa. Les Awalim femenines eren més ben pagades que les intèrprets masculines i eren molt apreciades.
Al segle ix, l'ús d'instrumentistes masculins va ser durament criticat en un tractat, perquè els músics masculins s'associaven a vicis percebuts com jugar a escacs i escriure poesia amorosa. Després de la invasió d'Egipte, Napoleó va encarregar informes sobre l'estat de la cultura otomana. L'informe revela que hi havia gremis d'instrumentistes masculins que tocaven a públic masculí, i de cantants / músiques “apreses” que cantaven i tocaven per a públic femení.

### Música xinesa

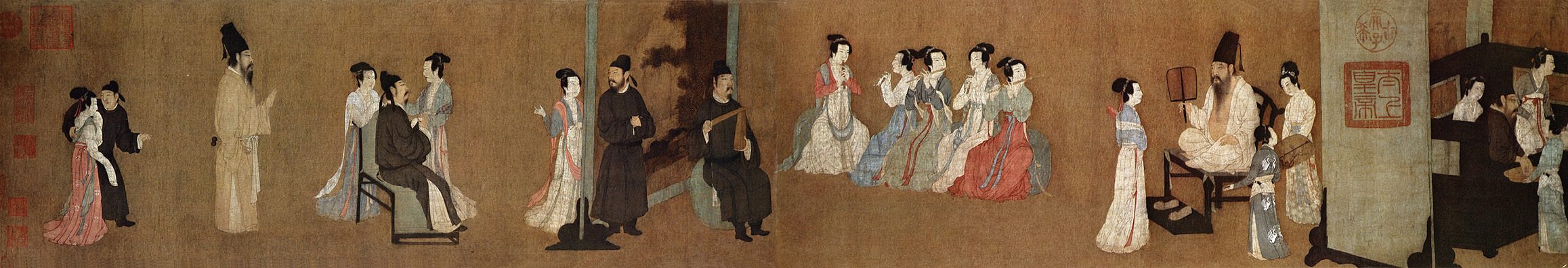
Una meitat de la versió de la dinastia Song (960–1279) de la revelació nocturna de Han Xizai, original de Gu Hongzhong; les músiques femenines del centre de la imatge toquen flautes de bambú transversal i guan, i el músic masculí toca un clapat de fusta anomenat paiban.

En la música xinesa, la música era una activitat important per a les dones durant l'antiguitat, especialment per a dones apreses. Les dones intèrprets es van associar amb el guqin des de l'antiguitat. El guqin és un instrument musical xinès de set cordes de la família cítara. Ha estat preferit tradicionalment per estudiosos i literats com a instrument de gran subtilesa i perfeccionament. Una destacada jugadora guqin va ser Cai Wenji, associada a la peça Hujia Shiba-pai.
Les dones músiques també tenen un paper clau en la música popular xinesa. Al sud de Fujian i Taiwan, la música de Nanyin o Nanguan és un gènere de les balades tradicionals xineses. Els canten una dona acompanyada d'una flauta xiao i una pipa, a més d'altres instruments tradicionals. La música és generalment trist i sol tractar el tema d'una dona afectada per l'amor.

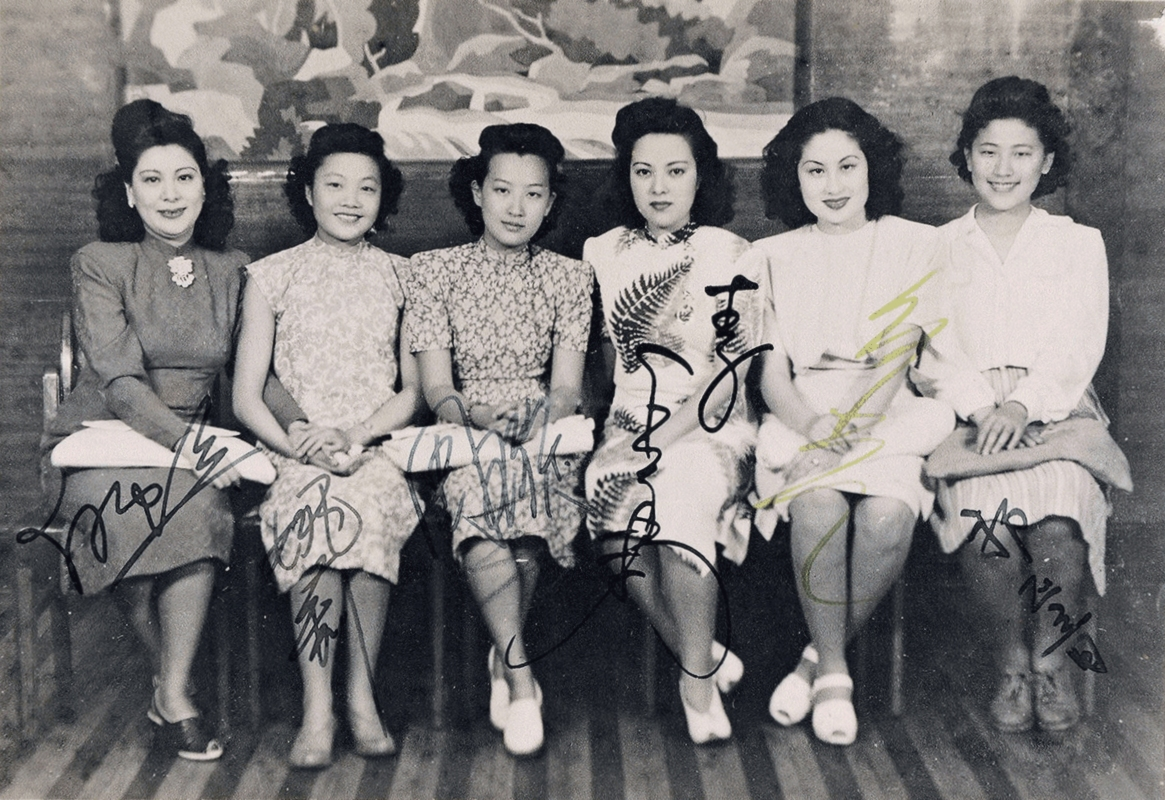
Sis de les set estrelles. Esquerra a dreta: Bai Hong, Yao Lee, Zhou Xuan, Li Xianglan, Bai Guang i Wu Yingyin (falten a la imatge Gong Qiuxia).

La indústria de la música xinesa pop (C-pop) a la dècada de 1930 i 1940 estava dominada per les Seven Great Singing Stars, que eren els cantants més reconeguts de la Xina als anys quaranta. Zhou Xuan, Gong Qiuxia, Yao Lee i Bai Hong van sorgir a la dècada de 1930, mentre que Bai Guang, Li Xianglan i Wu Yingyin es van popularitzar als anys quaranta. Després de 1949, aquestes primeres generacions de C-pop van ser denunciades pel Partit Comunista de la Xina com la Música Groga, ja que veia la música pop com a sexualment indecent (el color groc està associat a l'erotisme i el sexe a la Xina). Només després del final de la Revolució Cultural, a principis dels anys vuitanta, es podia tornar a representar la música groga.

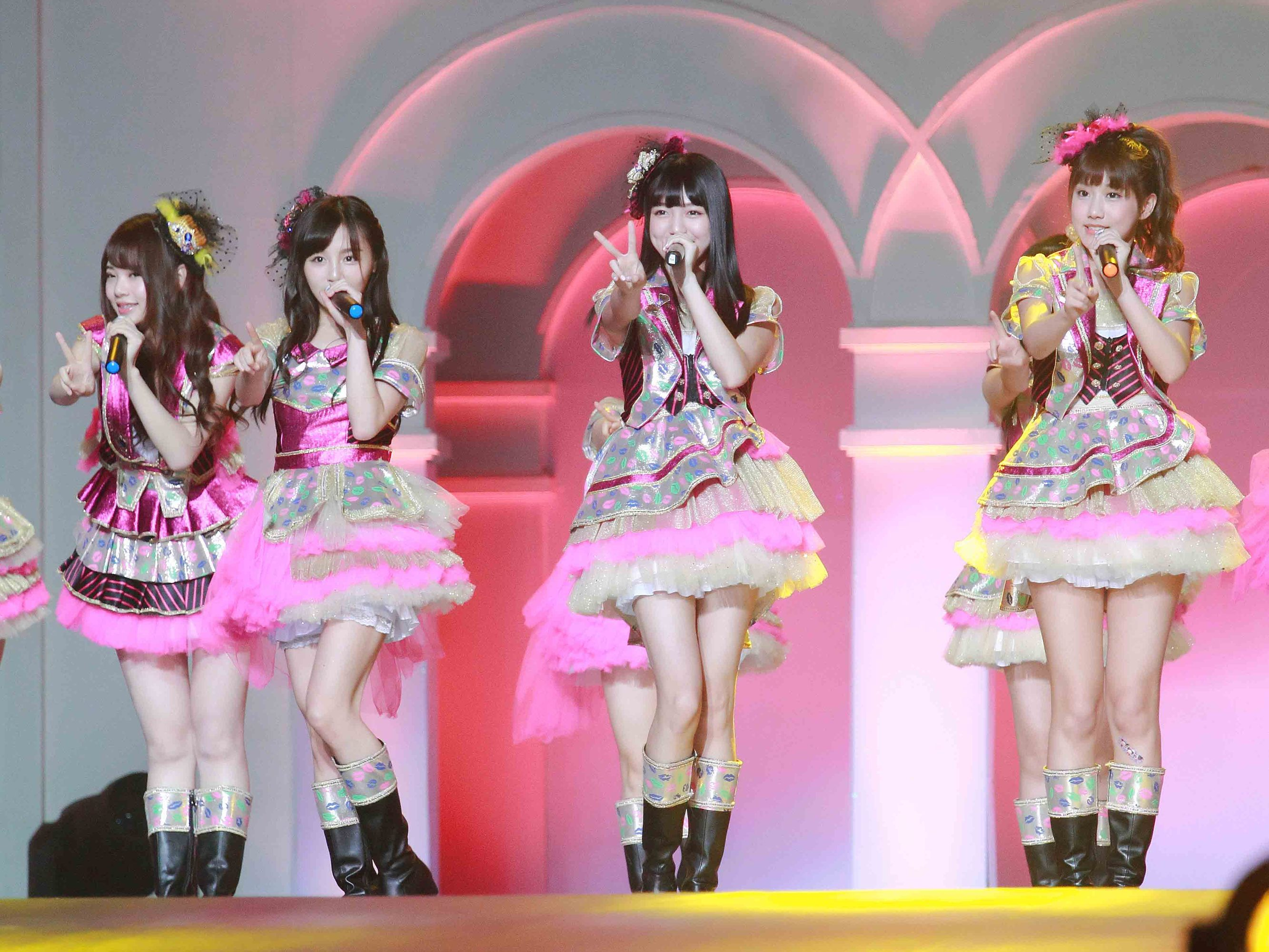
Membres de SNH48. D'esquerra a dreta: He XiaoYu, Zeng Yanfen, Yi JiaAi (zh) and Li Yitong.

Avui dia, després dels extensos canvis polítics i culturals de la Xina dels darrers 50 anys, la música popular xinesa ha estat emulant cada cop més i inspirant-se en els estils de música popular de Corea del Sud (K-pop) i del Japó (J-pop), tots dos. que ara s'assembla molt. Com a tal, durant els anys 2010 s'han establert diversos grups de noies basats tant en el model japonès, com SNH48 (creat el 2012) i els grups germans, com en el model coreà, com Rocket Girls, creat el 2018 a partir del xinès. versió d'un programa de competició de talent televisiu de realitat coreana. Aquests grups han aconseguit un èxit important, amb el debut del EP de Rocket Girls que venen més d'1,6 milions d'exemplars. Malgrat això, les artistes femenines xineses solistes continuen sent molt més populars al país, com ho han estat tradicionalment. Algunes de les cantants populars xineses en solitari més recents són: 胡66, Ada Zhuang, Kelly Yu, 陳粒 (zh), Feng Timo, Bibi Zhou, 双笙, Tia Ray, 金玟岐 (zh) and Jane Zhang.

### Música índia

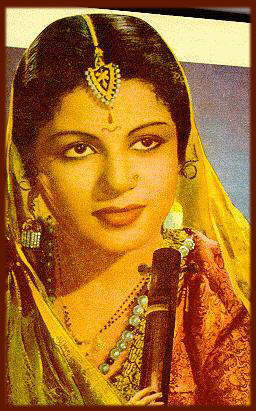
El cantant clàssic Carnatic indi M.S. Subbulakshmi (1916-2004)

La música clàssica índia és la música d'art del subcontinent indi. Els orígens de la música clàssica índia es troben en els himnes hindús. Aquest estil de cant va evolucionar fins a satisfer i, finalment, en ragas. La música clàssica índia també ha estat influenciada significativament per la música popular índia, o sincretitzada amb aquesta. Els principals compositors de la tradició històrica de la música clàssica índia eren homes. Les vocalistes modernes de les dones inclouen D. K. Pattammal, M. S. Subbalakshmi, Gangubai Hangal, Hirabai Barodekar, Kesarbai Kerkar, Kishori Amonkar, Malini Rajurkar, Mogubai Kurdikar, Prabha Atre, Roshan Ara Begum i Shruti Sadolikar Katkar. Una dona instrumentista és Annapurna Devi.
En la música popular índia, lavani és un gènere musical popular a Maharashtra que tradicionalment és interpretat per dones. El Bhangra (Punjabi: ਭੰਗੜਾ) és una forma de música folk orientada a la dansa del Punjab. L'estil musical actual es deriva de l'acompanyament musical no tradicional als riffs del Punjab anomenat amb el mateix nom. El ball femení de la regió del Punjab es coneix com a Giddha (Punjabi: ਗਿੱਧਾ).
En la música de Bollywood (el centre de la indústria cinematogràfica de l'Índia) i d'altres indústries de cinema regionals a l'Índia, les dones cantants de reproducció han tingut un paper important, amb les germanes Lata Mangeshkar i Asha Bhosle, que han treballat principalment en pel·lícules hindi, sovint referides com a dos dels cantants de reproducció més coneguts i prolífics de l'Índia. El 2011, Bhosle va ser reconegut oficialment pel Guinness Book of World Records com l'artista més gravat de la història de la música.

### Música iraniana

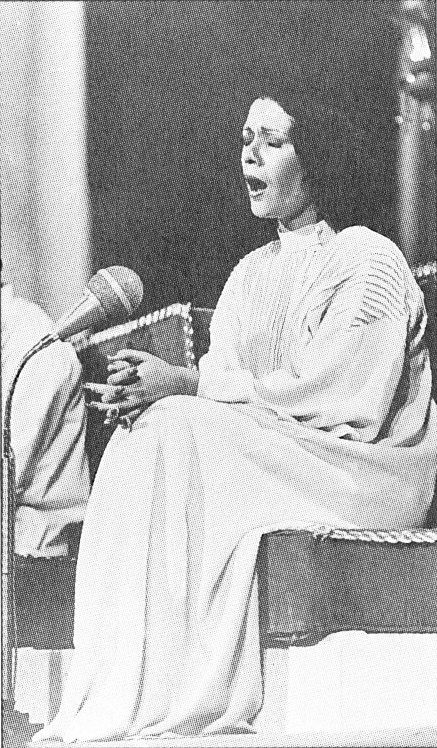
Fātemeh Vā'ezi (persa: فاطمه واعظی) (nascut el 1950), conegut pel seu nom artístic Parīsā (persa: پریسا), és un vocalista i músic clàssic persa.

Des de la revolució iraniana, les vocalistes solistes femenines iranianes han estat autoritzades per actuar per al públic femení. Les vocalistes femenines poden actuar per a públic masculí només com a part d'un cor. Tradicionalment, ha estat difícil per a les cantants femenines aparèixer públicament. Les dones només eren autoritzades a realitzar rituals religiosos, anomenades Tazieh, i als homes se'ls prohibia generalment escoltar dones. Abans de la Revolució, les dones iranianes només podien cantar en privat, mentre treballaven, per a altres dones o durant les celebracions de les dones. Qamar ol-Molouk Vaziri (1905–1959) és una de les primeres mestres femenines de la música persa. Entre les músiques femenines destacades hi ha Delkash (1923-2004); Simin Ghanem (nascuda el 1944); Maryam Akhondy (nascuda el 1957), fundadora de Barbad Ensemble; Guitarra clàssica persa Lily Afshar; la cantant Shakila, guanyadora del premi de l'Acadèmia Persa; la directora Soodabeh Salem; Afsaneh Rasaei; Pirayeh Pourafar, fundador de Nava Ensemble i Lian Ensemble; i Mahsa Vahdat.
La cantant clàssica Fatemeh Vaezi (coneguda habitualment pel seu nom artístic "Parisa") ha donat concerts acompanyats d'una orquestra femenina. Després del 1986, Maryam Akhondy va començar a treballar amb altres músics iranians a l'exili. L'any 2000, Maryam Akhondy va crear el grup Banu a totes les dones que va cantar cançons populars antigues que formaven part de les activitats i celebracions de les dones. La cantant Sima Bina ha ensenyat a moltes estudiants. Ghashang Kamkar ensenya a estudiants tant masculins com femenins. Tant Ghashang com Vaezi han criticat l'estructura de poder patriarcal a l'Iran pel seu tractament a les músiques femenines. Entre les intèrprets de música folk de l'Iran s'hi inclouen Sima Bina, Darya Dadvar, Monika Jalili, Ziba Shirazi, Zohreh Jooya i Shushā Guppy. Entre els intèrprets del pop iranià hi ha Googoosh, Hayedeh, Mahasti, Leila Forouhar, Pooran i Laleh Pourkarim. Entre els intèrprets de música del món hi ha Azam Ali i Cymin Samawatie.

### Música japonesa

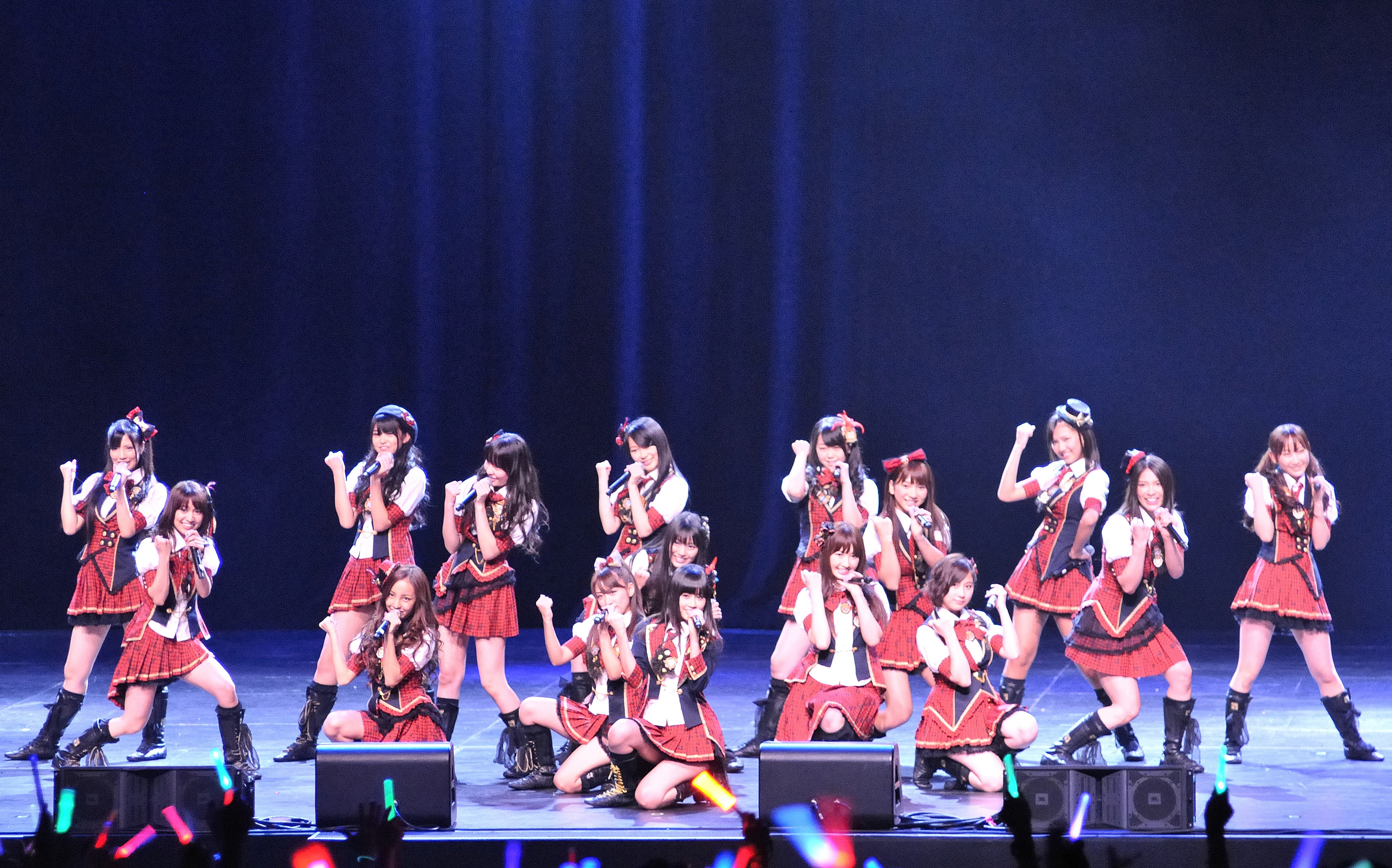
El grup de noies japoneses ídol AKB48 és l'acte més venut al Japó per nombre de solters venuts.

El Japó té el mercat de música física més gran del món, amb 2.000 milions de dòlars EUA el 2014 i el segon mercat global de música global, amb un valor total de venda de 2.600 milions de dòlars el 2014. El mercat dels singles físics està dominat per artistes de dones ídols japoneses. 9 dels 10 millors selles més venuts del país el 2015 pertanyien al grup de noies ídoles AKB48 o als grups "germanes" i "rivals". AKB48 ha tingut els senzills més venuts de l'any al país durant els últims sis anys i el grup també és l'acte més venut al Japó per nombre de senzills venuts. La cantant i compositora japonesa nord-americana Utada Hikaru té el disc més venut del país, First Love. La compositora i pianista Mari Takano és una de les compositores contemporànies japoneses més reconegudes de la generació Takemitsu.

### Música jueva
Hi ha proves literàries de llibres bíblics com El llibre dels jutges que les dones (incloses Miriam, Deborah i Hannah) van participar en tradicions musicals que incloïen cant de lamentacions i tocar instruments. Tanmateix, les dones no s'esmenten en referències a la litúrgia. A les dones se'ls va prohibir el culte litúrgic (kolisha). Tot i que continuarien tenint un paper en els rituals musicals de l'àmbit domèstic a casa, els enterraments i les noces, aquests costums no estaven documentats com a música litúrgica (i els seus creadors i intèrprets).

## Estudioses i educadores musicals

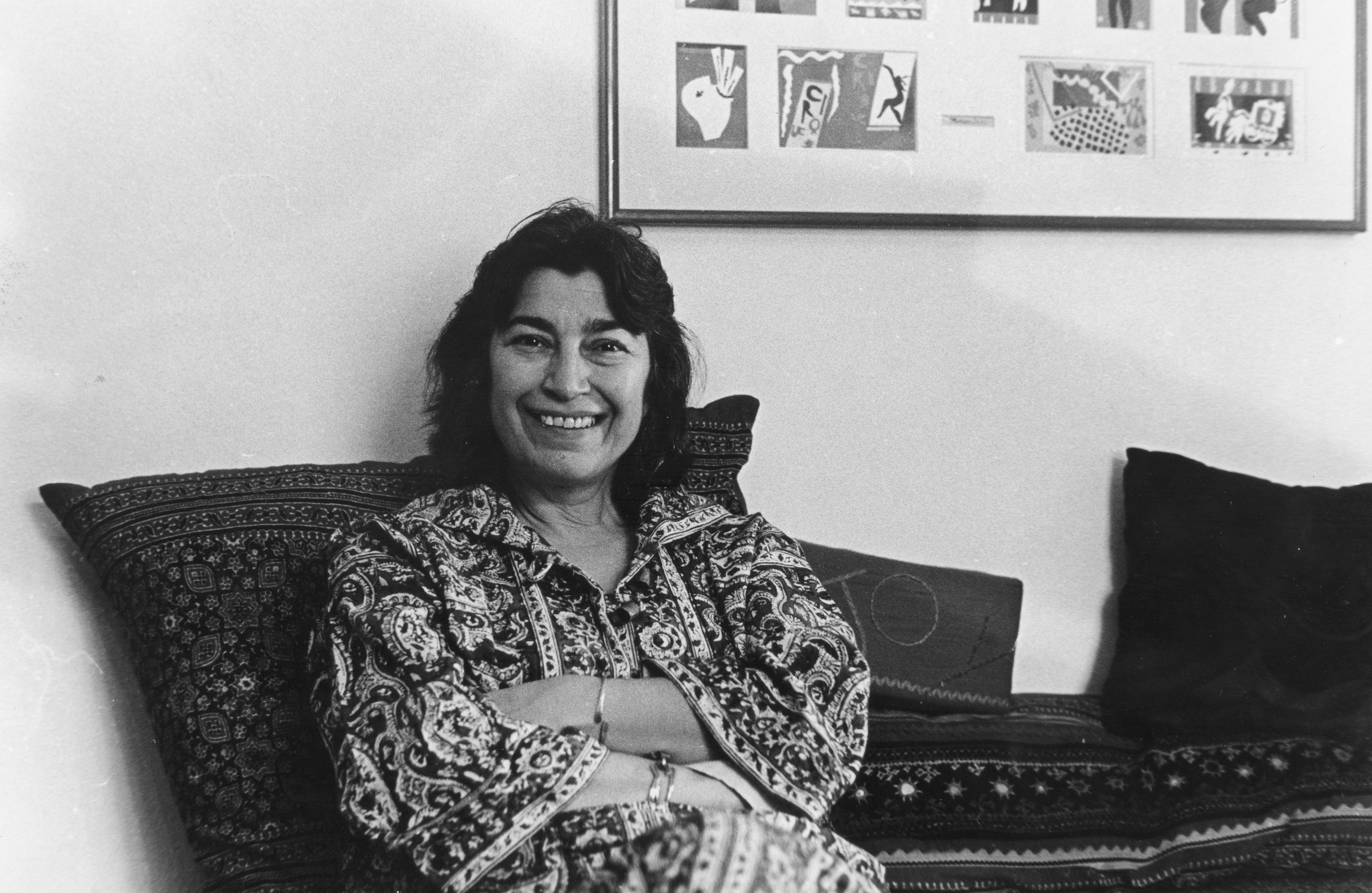
Rosetta Reitz (1924–2008) va ser una historiadora i feminista nord-americana del jazz que va establir un segell discogràfic produint 18 àlbums de la música de les primeres dones del jazz i el blues.

### Musicòlogues, etnomusicòlogues i historiadores de la música
Malgrat que el reconeixement l'hagin tingut els homes, hi ha moltes dones que han tingut un paper rellevant en aquestes disciplines. A continuació es presenten algunes de les més destacades:
Carolyn Abbate (nascuda el 1956) és una musicòloga americana que es va doctorar a la Universitat de Princeton. La Harvard Gazette l'ha descrit com "una de les historiadores musicals més destacades i admirades del món".
Susan McClary (nascuda el 1946) és una musicòloga associada a la "Nova Musicologia" que incorpora la crítica feminista a la seva obra. McClary és doctora a la Universitat Harvard. Un dels seus treballs més coneguts és Feminine Endings (1991), que abasta construccions musicals de gènere i sexualitat, aspectes de gènere de la teoria de la música tradicional, sexualitat de gènere en narrativa musical, música com a discurs de gènere i qüestions que afecten les dones músiques. Al llibre, McClary suggereix que la forma sonata (usada en simfonies i quartets de corda) pot ser un procediment masclista o misogínic que construeixi identitat de gènere i sexual. Tanmateix, en el llibre anomenat Conventional Widsom (2000) critica l'existència d'elements "purament musicals", separats de la cultura i el significat, que són utilitzats pels musicòlegs per crear el cànon clàssic de forma suposadament objectiva. En aquest llibre reclama que tota obra s'ha d'observar des d'una perspectiva hermenèutica, tenint en compte el context social, el polític i el significat.
Als Països Catalans, diverses dones s'ha professionalitzat com a musicòlogues: 
- Montserrat Albet i Vila (Barcelona, 1927-2013) fou una musicòloga i pianista catalana.
- Maria Lluïsa Cortada (Barcelona, 1938-2020) fou musicòloga i clavecinista, especialitzada en Anselm Viola.
- María del Carmen Gómez Muntané (Barcelona, 1949), especialitzada en la música medieval i del renaixement, amb una llarga trajectòria internacional de publicacions, i que ha rebut el premi nacional de musicologia.
- Anna Costal i Fornells (Barcelona, 1981), és doctora en Art i Musicologia per la Universitat Autònoma de Barcelona.[31] Les seves investigacions s'han basat en la música catalana dels segles XIX i XX, especialment les vinculades amb la sardana[32] i les havaneres.[33]
- Isabel Ferrer Senabre  és doctora en musicologia, educadora social i trombonista. S'ha centrat en l’estudi de la música en espais d’oci, identitat valenciana i la musicologia feminista. També ha treballat en el sector editorial, en diferents revistes especialitzades d'àmbit internacional. Actualment, treballa en la divulgació i investigació musical en la premsa.[34]

Les etnomusicòlogues estudien les nombroses músiques de tot el món que posen l'accent en les seves dimensions o contextos culturals, socials, materials, cognitius, biològics i d'altres, en canvi o a part del seu component sonor aïllat o de qualsevol repertori particular. Inicialment, l'etnomusicologia estava gairebé exclusivament orientada a la música no occidental, però ara inclou l'estudi de la música occidental des de perspectives antropològiques, sociològiques i interculturals.

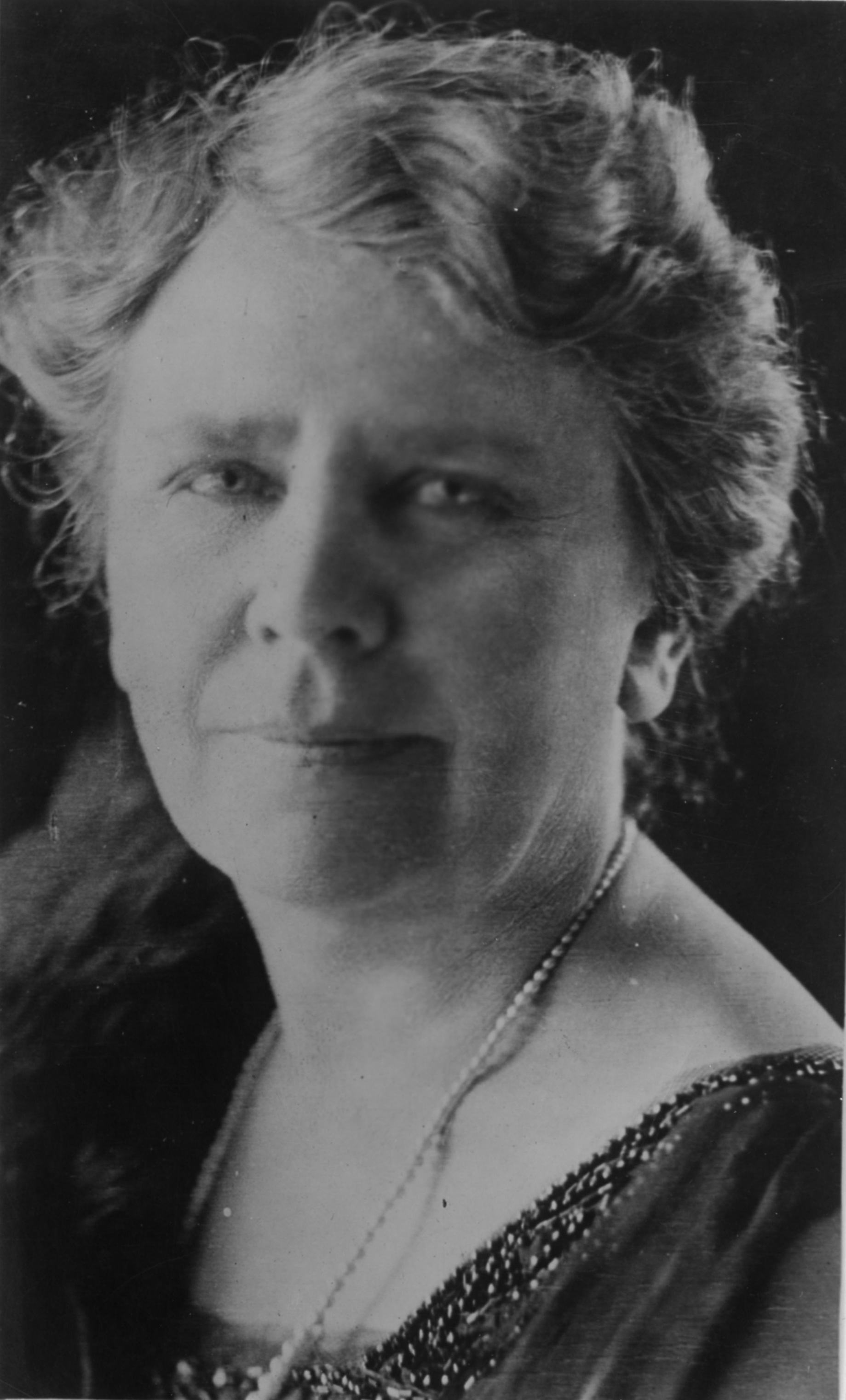
Frances Densmore (1867 - 1957) va ser una antropòloga i etnògrafa nord-americana coneguda pels seus estudis sobre música i cultura indígenes americanes.

Les dones han fet unes aportacions importants en aquest camp, sobretot en la intersseció entre els estudis de gènere i la etnomusicologia. Ellen Koskoff, professora emèrit a l'Eastman School of Music, ha fet un treball extensiu sobre el gènere en aquesta dsiciplina. De més a més, ha estat presidenta de la Society for Ethnomusicology.
Una de les etnomusicòlogues més destacades del segle XX fou Frances Densmore. Nascuda a Red Wing, Estats Units d'Amèrica, el maig de 1867, va ser una etnòloga, antropòloga i etnomusicòloga. En destaquem les més de mil gravacions que Densmore va gravar des de l'any 1907 per al Boureau of American Ethnology (BAE), que van servir per a l'estudi i la preservació de la música índia americana.
Dins l'etnomusicologia catalana, Silvia Martínez García és especialista en música popular urbana. Es va doctorar el 1997 amb una tesi sobre el Heavy Metal a la Universitat de Barcelona, després de completar els seus estudis a la Université de Montréal (Canadà) i UCLA (Estats Units). Ha estat cap del Departament de Musicologia de l’ESMUC (2007-2012) i ha presidit la SIBE-Sociedad de Etnomusicologia (2006-2011). Des del 2017 forma part de l’Executive Committee de la International Association for the Study of Popular Music.
Algunes estudioses destacades són:
Musicòlogues:
- Eva Badura-Skoda
- Margaret Bent
- Suzanne Cusick
- Ursula Günther
- Maud Cuney Hare
- Liudmila Kovnatskaya
- Kendra Preston Leonard
- Rosetta Reitz
- Elaine Sisman
- Hedi Stadlen
- Rose Rosengard Subotnik
- Anna Costal i Fornells
- Isabel Ferrer Senabre
- María del Carmen Gómez Muntané
- Maria Lluïsa Cortada
- Montserrat Albet i Vila
- Marta Grassot Radresa
- Maria del Mar Miranda
- Victòria Palma Barbany

Etnomusicòlogues:
- Judith Becker
- Frances Densmore
- Ida Halpern
- Ellen Kosoff
- Deborah Wong
- Janet E. Tobitt
- Katherine Hagedorn
- Maud Karpeles
- Silvia Martínez Garcia

### Educadores musicals
Si bé els crítics de música van argumentar a la dècada de 1880 que "les dones mancaven de la innata creativitat per compondre bona música" a causa de la "predisposició biològica", més tard, es va acceptar que les dones tindrien un paper en l'educació musical i s'involucraven en aquest camp "per tant que les dones van dominar l'educació musical durant la darrera meitat del segle xix i fins al segle XX ". "Els relats tradicionals de la història de l'educació musical [als EUA] sovint han descuidat les aportacions de les dones, perquè aquests textos han posat èmfasi en bandes i en els màxims líders en organitzacions musicals jeràrquiques". Quan miraven més enllà d'aquests líders de banda i líders màxims, les dones tenien molts papers d'educació musical a la “llar, la comunitat, les esglésies, les escoles públiques i les institucions de formació del professorat” i “com a escriptores, mecenes i a través del seu voluntariat en organitzacions”.

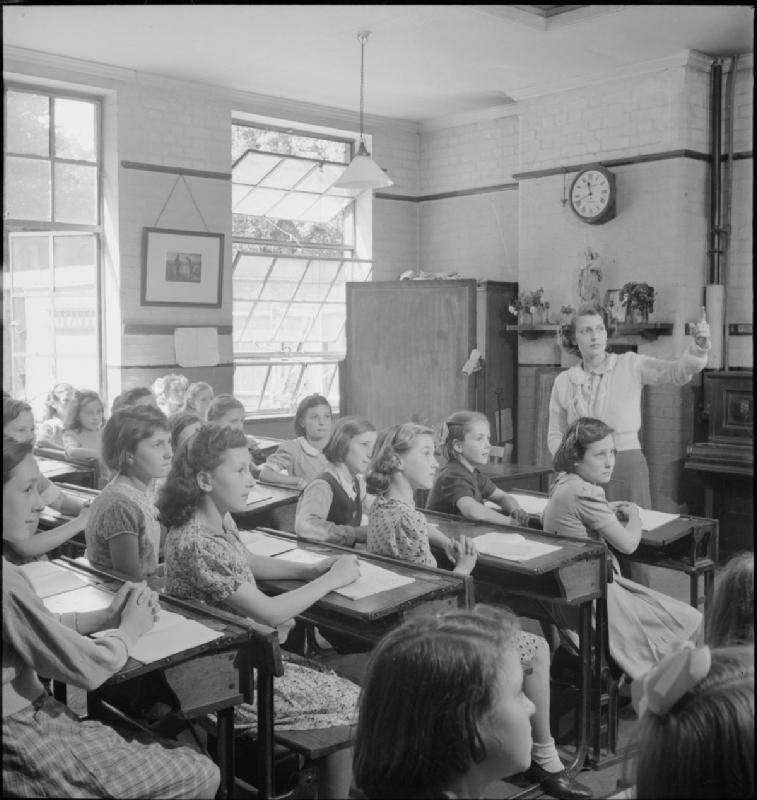
A music teacher leading a music ensemble in an elementary school in 1943.

Malgrat les limitacions imposades als rols de les dones en l'educació musical al segle xix, les dones van ser acceptades com a professores de parvulari, perquè es considerava que era un "àmbit privat". Les dones també van ensenyar música en privat, a les escoles de noies, a les escoles dominicals, i van formar músics en programes de música escolar. Al final del segle xx, les dones van començar a treballar com a supervisores de música a les escoles elementals, professors a escoles normals i professors de música a les universitats. Les dones també es van tornar més actives en organitzacions professionals en educació musical i les dones van presentar ponències en conferències.
Una dona, Frances Clarke (1860–1958) va fundar la Conferència Nacional de Supervisors Musicals el 1907. Mentre que un nombre reduït de dones van exercir de presidenta de la Conferència Nacional de Supervisors de Música (i les següents versions rebatejades de l'organització durant el proper segle) a principis del segle xx, només hi havia dues presidentes femenines entre 1952 i 1992, cosa que "reflecteix de manera absoluta la discriminació". Després del 1990, però, es van obrir els rols de lideratge de les dones a l'organització. Del 1990 al 2010, hi havia cinc presidents femenines d'aquesta organització. Les dones educadores de música "superen els homes dos a un" en l'ensenyament de música general, cor, lliçons privades i instruccions del teclat. Més homes solen contractar-se per a treballs d'educació en bandes, administració i jazz, i més homes treballen en col·legis i universitats. Segons la doctora Sandra Wieland Howe, encara hi ha un "sostre de vidre" per a les dones en les carreres d'educació musical, ja que hi ha un "estigma" associat a les dones en càrrecs de lideratge i "els homes superen a les dones com a administradores".

#### Individus destacables
- Julia Crane (1855-1923) va ser una educadora musical nord-americana que va crear una escola, la Crane School of Music a Potsdam, Nova York, que va ser la primera escola específicament per a la formació de professors de música de l'escola pública. Està entre les figures més importants de la història de l'educació musical nord-americana. Crane va ser estudiant de Manuel García. Crane es va incorporar al Saló de la Fama dels Educadors Musicals el 1986. A partir del 2015, la Crane School of Music és una de les tres escoles que formen la Universitat Estatal de Nova York (SUNY) a Potsdam. Té 630 estudiants de grau i 30 de postgrau i una facultat de 70 professors i personal professional.
- Cornelia Schröder-Auerbach [de] (1900–1997), música, musicòloga, pianista i organista, va estudiar musicologia a Breslau, Múnic, Jena i Friburg a Breisgau, on es va doctorar en musicologia el 1928, el seu supervisor va ser Wilibald Gurlitt. Segons el professor de la Universitat de l'estat de Texas, Nico Schüler, va ser la primera dona que es va graduar amb un doctorat en musicologia. El 1930 va fundar amb Peter Harlan i el seu marit, el compositor Hanning Schröder [de], el trio Harlan per a interpretacions històricament informades, que va desplegant un camí per a aquest nou gènere, basat també en la seva recerca en música i composicions de clavicordi. Amb la presa de possessió nazi del govern alemany i les seves discriminacions antisemites, la no observant protestant Schröder-Auerbach va ser prohibida el 1934 de fer funcions públiques perquè els seus quatre avis havien estat jueus. Des de principis de 1944, sota l'anomenada identitat ariana, va reiniciar les actuacions públiques de música a Dargun com a organista de l'església, director de direcció i professor de música, després de 1945 va continuar amb això i també va treballar al capítol de música de l'associació estatal de Mecklenburg de l'Associació Cultural. de la RDA. El 1952 es va incorporar a l'Acadèmia de les Arts d'Alemanya Oriental a Berlín Oriental, on va reconstruir l'arxiu musical, perdut el 1945 amb la destrucció de la predecessora de l'Acadèmia Prusiana de les Arts. Vivint al sector nord-americà de Berlín, l'Acadèmia de Berlín Est va acomiadar-la el 1959. També va treballar com a autora, lexicògrafa, crítica de música per a les estacions de ràdio i per a la Deutsche Grammophon.
- Carolynn Lindeman (nascuda el 1940) es va graduar al Conservatori Superior de Música d'Oberlin College, a l'Acadèmia Mozarteum, a la Universitat Estatal de San Francisco i a la Universitat Stanford, on va rebre el seu Doctor en Arts Musicals. Va ser professora a la Universitat Estatal de San Francisco de 1973 a 2005. Va ser presidenta de la Conferència Nacional d'Educadors de Música de 1996 a 1998. Va editar la sèrie "Estratègies per a l'ensenyament". Ella "[a] coneixia la discriminació [de gènere] en l'àmbit acadèmic".
- June Hinckley (1943–2007) es va graduar amb un doctorat a la Florida State University. Va ser supervisora de música i belles arts al comtat de Brevard, a Florida. Va escriure articles sobre educació musical. Va ser presidenta de la Conferència Nacional d'Educadors de Música de 1998 a 2000.
- Lynn Brinckmeyer es va doctorar a la Universitat de Kansas. Va ser professora associada i directora de l'educació musical coral a la Texas State University. Va ser Presidenta de la Conferència Nacional d'Educadors de Música des del 2006 fins al 2008.
- Barbara Geer es va graduar a la Universitat de Carolina del Nord. Va ser consultora musical en sistemes escolars a Carolina del Nord i va exercir de presidenta de la Conferència Nacional d'Educadors de Música des del 2008 fins al 2010.
- Grace Harriet Spofford (1887–1974) va ser una educadora i administradora musical nord-americana. Es va graduar al Smith College el 1909, i més tard al Peabody Conservatory of Music amb llicenciatura en piano (1913) i orgue (1916). La seva primera posició en educació va ser directament després del seu temps a Smith, ensenyant piano al Heidelberg College (actual Universitat de Heidelberg). Després d'assistir a Peabody, Spofford es va convertir en professor de piano i més tard administrador. De 1924 a 1931, va ser la primera degana de l'Institut Curtis de Música de Filadèlfia. Des de 1935 fins a 1954, va ser la directora de l'escola de música de Henry Street Settlement. Va ser en gran manera responsable de l'encàrrec de The Second Hurricane, una òpera teatral d'Aaron Copland i Edwin Denby. Després de la jubilació, Spofford es va relacionar amb relacions musicals internacionals. Entre 1954 i 1963, va exercir la presidenta de música del Consell Internacional de les Dones tres vegades, durant la qual el consell va patrocinar l'enregistrament d'obres orquestrals de cinc dones compositores: Mabel Wheeler Daniels, Miriam Gideon, Mary Howe, Julia Perry i Louise Talma. El 1964 i el 1966, Spofford va ser delegat del Consell Internacional de Música. Va rebre un honor del 1968 de la Federació Nacional de Clubs de Música per "distingit servei a la música en el camp dels drets humans".

## Directores

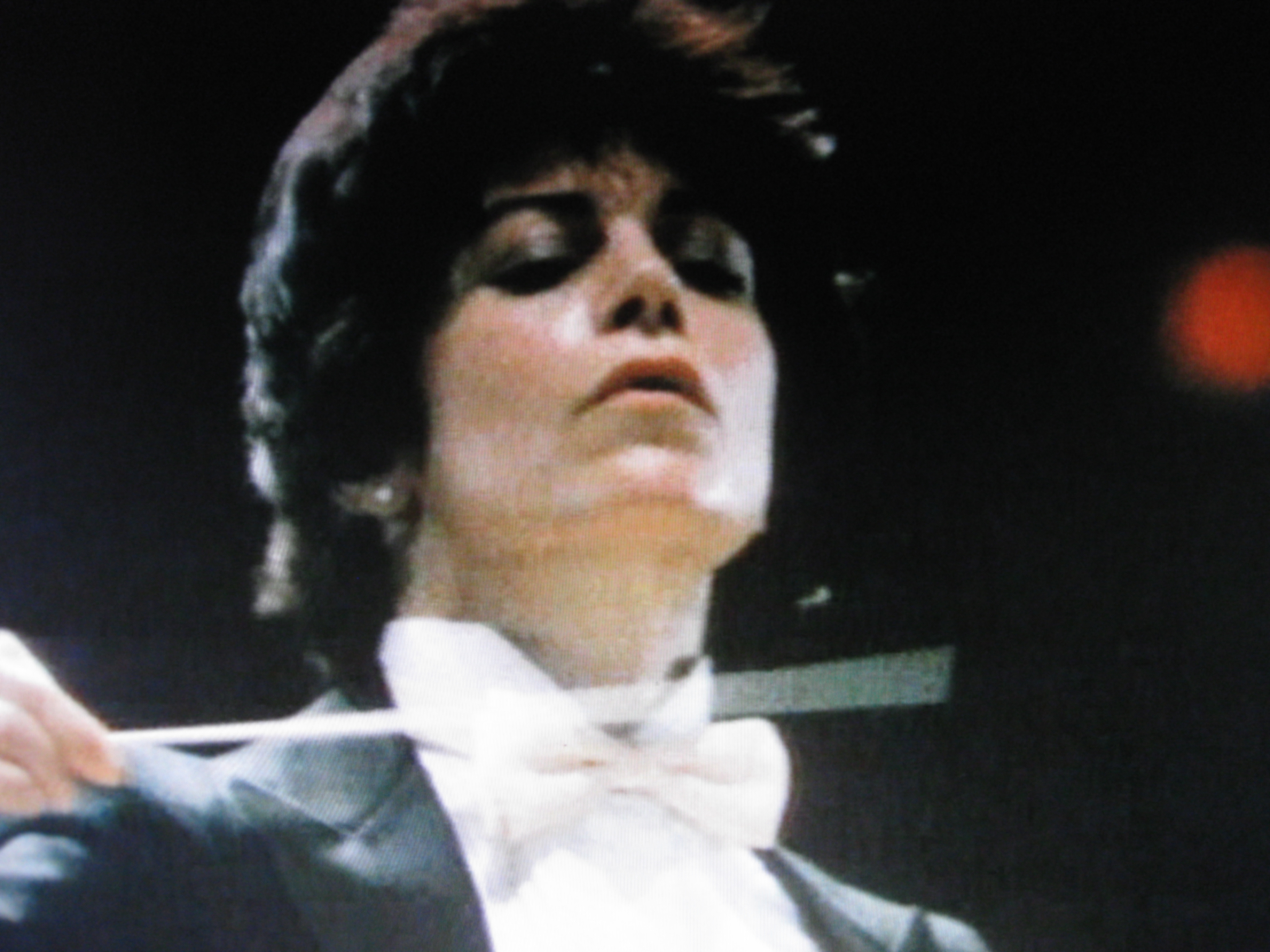
JoAnn Falletta realitzant el ritu de primavera.

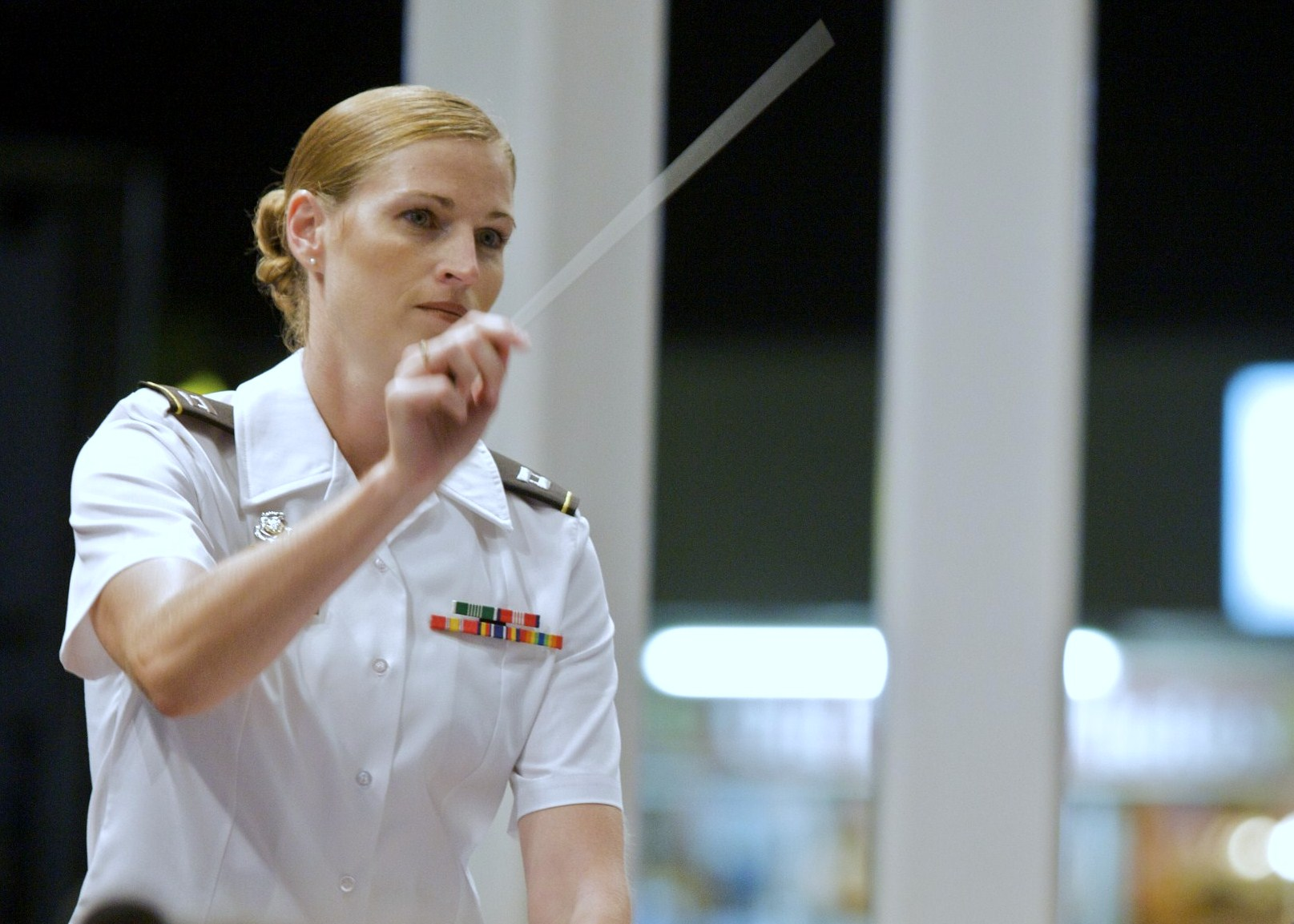
El capità de l'exèrcit dels Estats Units Sharon Toulouse dirigia un conjunt de música militar el 2008.

La majoria dels directors d'orquestra professionals són homes. Un article del 2013 afirmava que a França, de 574 concerts només 17 van ser dirigits per dones, i que tampoc cap dona havia dirigit l'Orquestra Nacional de París. Poques directores han assolit el primer nivell internacional. El gener de 2005, la directora australiana Simone Young es va convertir en la primera dona que va dirigir la Filarmònica de Viena. El 2008, Marin Alsop, que va tenir Leonard Bernstein com a mentor, va ser la primera dona a convertir-se en la directora musical i directora principal de l'Orquestra Simfònica de Baltimore, una important orquestra nord-americana. Es van produir "protestes per part d'alguns membres de l'orquestra quan va ser nomenada directora", però des d'aquell moment, "li han arribat molts aplaudiments" El 2014, Alsop també es va convertir en la primera dona que dirigia el concert Last Night of the Proms –un dels esdeveniments de música clàssica més importants de Gran Bretanya– en els seus 118 anys d'història.
En el món professional de les orquestres, també hi ha una falta de diversitat racial. Hi ha una clara distinció entre el nombre reduït de dones blanques en el camp en comparació amb la d'homes blancs, però hi ha un nombre encara menor d'altres identitats racialitzades i ètniques. La proporció de músics no blancs representats en els membres de l'orquestra es manté extremadament baixa i, en les posicions executives d'alt nivell, és rar veure dones o persones de color. Tanmateix, la bretxa de gènere es va començar a reduir a principis dels anys noranta, i les dones van representar entre el 46% i el 49% del total de grups de músics en les dues dècades posteriors. A la London Symphony Orchestra, entre els anys 1980 i 2014, hi va haver un creixement de la diversitat dels músics a l'escenari, impulsat principalment per un augment de músics procedents d'illes asiàtiques i del Pacífic. Les dades sobre directors del 2006 al 2016 mostren que hi ha una tendència gradual però constant cap a una major diversitat racial i ètnica, amb un augment del 15,7% el 2006 al 21% el 2016. Un exemple, però, del biaix de gènere i ètnic que hi ha, es veu en un estudi realitzat al Bulletin of the Council for Research in Music Education on s'examinava si factors de gènere i raça influenciaven a l'hora de jutjar interpretacions musicals. Els resultats van mostrar que les actuacions dels músics de color eren menys valorades que les dels músics blancs.
Al principi, a les dones no se les animava a exercir professionalment perquè es considerava inapropiat socialment; no eren considerades ni prou fortes ni prou hàbils per a tocar instruments que no fossin el piano, ni per sobreviure als durs programes d'assajos. Jeri Lynne Johnson va ser la primera dona afroamericana a guanyar un premi de direcció internacional quan va ser guardonada amb la beca de direcció de Taki Concordia el 2005, i es va convertir en la fundadora i directora musical de l'Orquestra de Cambra Perla Negra, la primera orquestra professional multiètnica a Filadèlfia. Posteriorment, ha dirigit altres orquestres arreu del món, inclosa la Simfonia de Colorado, la Bournemouth Symphony (Regne Unit) i l'Orquestra Estatal de Weimar (Alemanya).
La barcelonina Dolores Marco va ser la primera dona del país en exercir com a directora d'orquestra, i va tenir bons èxits en ciutats d'Europa i d'Amèrica. Rita Ferrer i Miquel és també una directora catalana que va començar a donar classes de música des de jove i va fundar l'Escola de Música de Palafrugell al 1967, que posteriorment ha passat a ser Conservatori. Va estudiar música a l'escola Vedruna, i es va llicenciar en piano al Conservatori Superior de Música del Liceu, a Barcelona. Ha dirigit sobretot corals, com la coral Nit de Juny de Palafrugell, que va crear ella mateixa al 1978 amb joves que volien seguir estudiant música, i amb la qual ha viatjat molt a l'estranger. Laura de Aranzana és una jove directora nascuda a Catalunya, que va estudiar a l'Escola Superior de Música de Catalunya i actualment dirigeix la Coral Mixta d'Igualada. A més, treballa al ballet de l'Òpera de Viena com a correpetidora. Irene Delgado és també una directora catalana que treballa entre Barcelona i Viena, i va obtenir una beca per fer d'assistent a la directora Marin Alsop amb l'Orquestra Simfònica de la Ràdio de Viena. També ha dirigit l'Orquestra Simfònica del Vallès i  altres orquestres de Viena i Espanya. Altres directores catalanes són l'ampostina Isabel Costes i Rodríguez, la gironina Concepció Ramió i Diumenge i les barcelonines Helena Bayo Delgado, Alicia Coduras, Josepa Sellés i Pilar Pérez .

### Sexisme, racisme i discriminació de gènere
Ja sigui en hip-hop, country o música pop, les dones músiques experimenten tractaments sexistes i discriminació. Les tres formes més típiques de discriminació que experimenten les dones cantants són: no ser considerades músiques, falta de control artístic en comparació amb els homes, i tenir en compte constantment la seva sexualitat, edat i feminitat. En molts casos, les dones són portades a exercir un rol inferior, i se'ls posen adjectius com "bé per una noia" o "accessori invisible". Els homes dominen els projectes musicals i la llibertat artística de les dones està controlada pels caps o pels managers. Una altra forma de discriminació cap a elles en la indústria musical és la mala conducta sexual. Moltes dones músiques tenen por d'explicar les seves experiències relacionades amb l'agressió sexual, perquè aquestes històries són taxades de ser massa sensibles pel que es considera normal en la indústria musical. Al segle xx, però, moltes cantants com Kesha, Taylor Swift, Lady Gaga o Dua Lipa van començar a fer visibles les seves històries, ajudant així a promoure el moviment en contra de l'assetjament. A més a més, sota el moviment del MeToo, s'estan examinant altres experiències de males conductes i discriminació. Dua Lipa ha alçat la seva veu sobre el sexisme en la indústria musical, dient que "les dones han de lluitar per obtenir reconeixement", ja que a vegades l'èxit de gran cantants femenines és desacreditat per "un home darrere la dona".
Les directores es van enfrontar al sexisme, al racisme i a la discriminació de gènere també durant els segles XIX i XX. Per trencar aquesta aparent barrera laboral, les dones van crear les seves pròpies oportunitats fundant i organitzant orquestres només femenines; un exemple és l'Orquestra Fadette Femenina de Boston fundada el 1888 per la directora Caroline B. Nichols. Durant les primeres dècades del segle XX es van fundar diverses orquestres dirigides i formades completament per dones. Segons l'escriptor Roonie Wooten, un professor al Departament de Música de la Universitat d'Illinois, "és interessant i irònic que alguna cosa que es consideri "universal" hagi exclòs històricament a les dones (a excepció de determinats rols estereotipats definits) i més concretament a les dones pel color."
Les directores continuen afrontant el sexisme i la discriminació de gènere al segle XXI. A la dècada del 2010, diversos músics i directors destacats van fer declaracions masclistes sobre directores d'orquestra. El 2013, Vassili Petrenko, el principal director de la Orquestra Filarmònica d'Oslo i la Royal Philharmonic de Liverpool, va provocar indignació quan va dir a un diari noruec que "les orquestres reaccionen millor quan tenen un home al davant ". També va afirmar que "quan les dones tenen famílies, és difícil ser tan dedicat com es demana al negoci". Bruno Mantovani, el director del Conservatori de París, va concedir una entrevista en què va fer declaracions masclistes sobre dones directores. Mantovani va plantejar el "problema de la maternitat" i va posar en qüestió la capacitat de la dona per suportar els reptes físics i les tensions de la professió, que va afirmar que implica "dirigir, agafar un avió, prendre un altre avió, tornar a dirigir". Iuri Temirkanov, el director musical de la Orquestra Filarmònica de Sant Petersburg, va fer també declaracions masclistes en una entrevista de setembre de 2013, afirmant que "L'essència de la professió de directora és la força. L'essència d'una dona és la debilitat". El director finlandès Jorma Panula va fer comentaris en contra de les directores  el 2014; va afirmar que "les dones [no són directores] ... només empitjoren", que va anomenar "una qüestió purament biològica". Les directores Laura de Aranzana i Irene Delgado també comenten les dificultats amb que es troben en el món de l'orquestra pel fet de ser dones, ja que moltes vegades s'han d'esforçar el doble per aconseguir els mateixos objectius.

### Algunes directores
Entre les directores destacables es troben:
- Rita Ferrer i Miquel (* 1951)
- Laura de Aranzana
- Irene Delgado-Jiménez
- Dolores Marco i Seseras (1935 - 2005)
- Marin Alsop (* 1956)
- Frieda Belinfante (1904–1995)
- Gisele Ben-Dor (* 1955)
- Nadia Boulanger (1887–1979)
- Antonia Brico (1902–1989)
- Sylvia Caduff (* 1937)
- Joana Carneiro (* 1976)
- Sian Edwards (* 1959)
- JoAnn Faletta (* 1954)
- Jane Glover (* 1949)
- Mirga Gražinytė-Tyla (* 1986)
- Julia Jones (* 1961)
- Karen Kamensek (* 1970)
- Natalia Luis-Bassa (* 1966)
- Alondra de la Parra (* 1980)
- Kristiina Poska (* 1978)
- Lidiya Yankovskaya (* 1986)
- Simone Young (* 1961)
- Xian Zhang (* 1973)
- Helena Bayo (* 1970)
- Alicia Coduras (* 1958)
- Josepa Sellés  (1908-1974)
- Pilar Pérez  (1909-2008)
- Isabel Costes
- Concepció Ramió (1961)

## Crítica musical

### Música popular

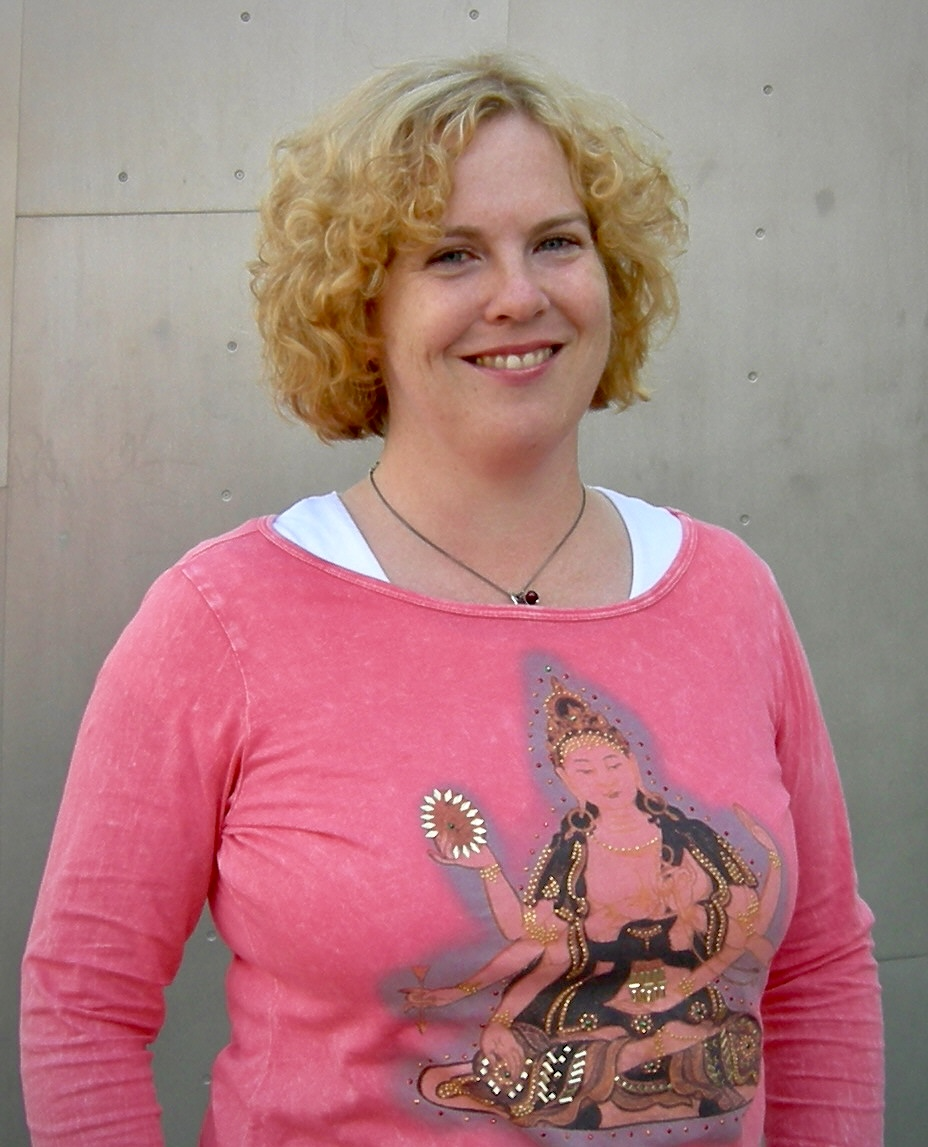
La crítica nord-americana de música pop Ann Powers (fotografiada el 2007).

Segons Anwen Crawford, el "problema per a les dones [crítics de música popular] és que el nostre paper en la música popular va ser codificat fa molt de temps", cosa que significa que " es pot viure per crítics de rock femenins (o jazz, hip-hop, i Els crítics de música de dansa, per això, són escassos ". Crawford assenyala que els "crítics de música rock més famosos-Robert Christgau, Greil Marcus, Lester Bangs i Nick Kent- són tots masculins".
El sociòleg Simon Frith va assenyalar que la música pop i rock "estan estretament relacionades amb el gènere; és a dir, amb les convencions del comportament masculí i femení". Segons Holly Kruse, tant articles de música popular com articles acadèmics sobre música pop s'escriuen generalment a partir de “posicions de tema masculí”. Així mateix, hi ha relativament poques dones que escriuen en periodisme musical: "El 1999, el nombre de dones o editors principals a Rolling Stone va oscil·lar al voltant del ... 15%, mentre que a Spin i Raygun, [aproximadament] va ser aproximadament 20. %. " Es va discutir la crítica relacionada amb el gènere en un article de Jezebel del 2014 sobre les lluites de les dones en el periodisme musical, escrit pel crític musical Tracy Moore, anteriorment editor de l'escena de Nashville.
La crítica musical nord-americana Ann Powers, com a crítica i periodista per a una indústria popular, dominada per homes, ha escrit crítiques sobre les percepcions de sexe, minories racials i socials de la indústria musical. També ha escrit sobre feminisme. El 2006 va acceptar un lloc com a principal crític de música pop al Los Angeles Times, on va triomfar a Robert Hilburn. El 2005, Powers va co-escriure el llibre Piece by Piece amb el músic Tori Amos, que parla del paper de la dona en la indústria de la música moderna i inclou informació sobre composició, gira, interpretació i realitats del negoci musical.
Anwen Crawford, escriptora de The Monthly va contribuir al llibre d'assajos i perfils de Jessica Hopper titulat The First Collection of Criticism by a Living Female Rock Critic. L'article de Crawford "explora la llarga lluita de la dona per la visibilitat i el reconeixement en el camp de la crítica rock, tot i que hem estat ajudant a ser pioners des del principi". Crawford afirma que "la botiga de discos, la botiga de guitarra i ara les xarxes socials: quan es tracta de música popular, aquests llocs esdevenen escenaris per a l'exhibició de la destresa masculina"; "L'experiència de [em] emale, quan apareix, és rebutjada repetidament com a fraudulenta. Tota dona que hagi aventurat alguna vegada una opinió sobre la música popular us pot donar alguna variació [d'aquesta experiència] ... i convertir-se en una reconeguda" experta (a músic, crític) no salvarà [les dones] de les acusacions de falsificació ".
Entre les crítiques de música popular destacats es troben:
- Tanja Bakić
- Raquel Cepeda
- Ann Powers
- Joy Press
- Lillian Roxon
- Linda Solomon
- Penny Valentine
- Ellen Willis, Out of the Vinyl Deeps (2011)

### Música clàssica

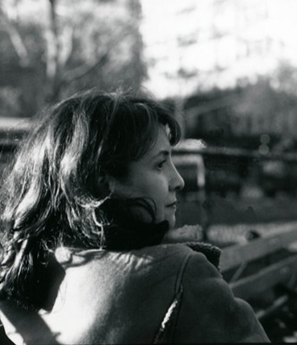
Marion Lignana Rosenberg (1961-2013) va ser crítica, escriptora, traductora, emissora i periodista de música. Va escriure per a moltes publicacions periòdiques, incloses Salon.com, The New York Times i Playbill.

"El National Arts Journalism Program (NAJP) de Columbia ... va completar un gran estudi de periodisme artístic a Amèrica [el 2005]. Van trobar que" el crític mitjà de música clàssica és un home blanc de 52 anys amb un graduat el vint-i-sis per cent de tots els crítics que escriuen són dones. "" Tot i això, William Osborne assenyala que aquesta xifra del 26% inclou tots els diaris, inclosos els documents regionals de baixa circulació. Osborne afirma que els "grans papers dels Estats Units, que són els que influeixen en l'opinió pública, no tenen pràcticament cap crítica de música clàssica per a dones". Les úniques crítiques femenines dels principals papers dels Estats Units són Anne Midgette (New York Times) i Wynne Delacoma (Chicago Sun-Times). Midgette va ser la "primera dona a cobrir música clàssica en tota la història del paper". Susannah Clapp, crítica de The Guardian –un diari que té una crítica de música clàssica femenina– va declarar el maig del 2014 que només aleshores s'havia adonat de “quina raresa” és una crítica de música clàssica femenina en periodisme.
Les crítiques destacades de les dones de música clàssica inclouen:
- Anne Midgette (New York Times)
- Marion Lignana Rosenberg (1961–2013)

## Altres professions musicals

### Enginyeria de producció i enregistrament de so
Un article sobre Sound on Sound del 2013 afirmava que hi ha "poques dones en producció de discos i enginyeria de so". Ncube afirma que "[n] el cinc per cent dels productors de música són homes i, tot i que hi ha productores femenines que aconsegueixen grans coses en música, són menys conegudes que els seus homòlegs". "Només tres dones han estat nominades a la millor productora dels britànics o dels Grammy" i cap va obtenir cap premi. "Les dones que volen entrar al camp [produint] s'enfronten a un club de nois o a una mentalitat de gremi".
Tot i això, les dones no han pres el repte des dels anys quaranta. Mary Shipman Howard va ser enginyera a la ciutat de Nova York als anys quaranta. Lillian McMurry va ser una productora discogràfica i fundadora de Trumpet Records a la dècada de 1950. Una de les primeres dones a produir, dissenyar, organitzar i promoure la música amb el seu propi segell de música rock and roll va ser Cordell Jackson (1923-2004). Va fundar el segell Moon Records a Memphis el 1956 i va començar a publicar i promocionar els senzills que va enregistrar a l'estudi de casa seva, fent d'enginyer, productor i arranjador. Ethel Gabriel va tenir una carrera de 40 anys amb RCA i va ser la primera gran productora discogràfica.
Trina Shoemaker és un mescladora, productora discogràfica i enginyera de so responsable de produir, dissenyar i / o barrejar discos per a bandes com Queens of the Stone Age, Sheryl Crow, Emmylou Harris, Something for Kate, [214] Nanci Griffith i molts més. El 1998 Shoemaker es va convertir en la primera dona que va guanyar el premi Grammy al millor àlbum dissenyat pel seu treball a The Globe Sessions. A més de Crow, Shoemaker va continuar treballant amb artistes com Blues Traveller, Emmylou Harris, les Indigo Girls i els Dixie Chicks.
Altres dones destacades són:
- Leslie Ann Jones, enginyera de so a  Skywalker Sound
- Sylvia Massy, productora, enginyera de so i mescladora
- Emily Lazar, mastering engineer
- Susan Rogers, dissenyadora de so de Purple Rain
- Genya Ravan, productora de Loud and Snotty,  dels The Dead Boys' Young,
- Sylvia Robinson, productora del primer hip hop.
- Lari White, coproductora de White Trash With Money de Toby Keith

### DJs i turntablists
Les dones de la música sovint es veuen sobretot en els papers cantants de la música popular i hi ha relativament poques dones DJ o turntablistes en música hip hop, house house, nu metal i altres gèneres on participen DJs i turntablists. De fet, tots aquests gèneres són molt dominats per homes. Una part d'això pot derivar d'un percentatge general baix de dones en llocs de treball relacionats amb la tecnologia d'àudio, com ara l'enginyeria i la producció d'àudio. El 2007 l'article de Mark Katz "Men, Women and Turntables: Gender and the DJ Battle", afirmava que "molt poques dones lluiten; la qüestió és un tema de conversa entre els DJ de hip-hop durant anys". El 2010, Rebekah Farrugia va afirmar que "la centricitat masculina de la cultura de l'EDM" contribueix a "una marginació de les dones en aquests espais [EDM]". Si bé el turntablisme i les pràctiques de DJ més àmplies no s'han de combatre, Katz suggereix que l'ús o la falta d'ús del plat giratori de manera àmplia per part de les dones a través de gèneres i disciplines es veu afectat pel que ell defineix com a "tecnofília masculina". La historiadora Ruth Oldenziel concorda en la seva redacció sobre enginyeria amb aquesta idea de socialització com a factor central de la falta de compromís amb la tecnologia. Ella explica: "un enfocament exclusiu en el suposat fracàs d'entrada del camp de la dona ... és insuficient per comprendre com han sorgit les nostres nocions estereotipades; tendeix a posar la càrrega de la prova completament a les dones ia culpar-les de la seva suposada inadaptació. La socialització, la seva falta d'aspiració i la seva voluntat de valors masculins. Una pregunta igualment desafiante és per què i com els nois han estimat les coses tècniques, com han estat socialitzats els nois com a tecnòfils ".

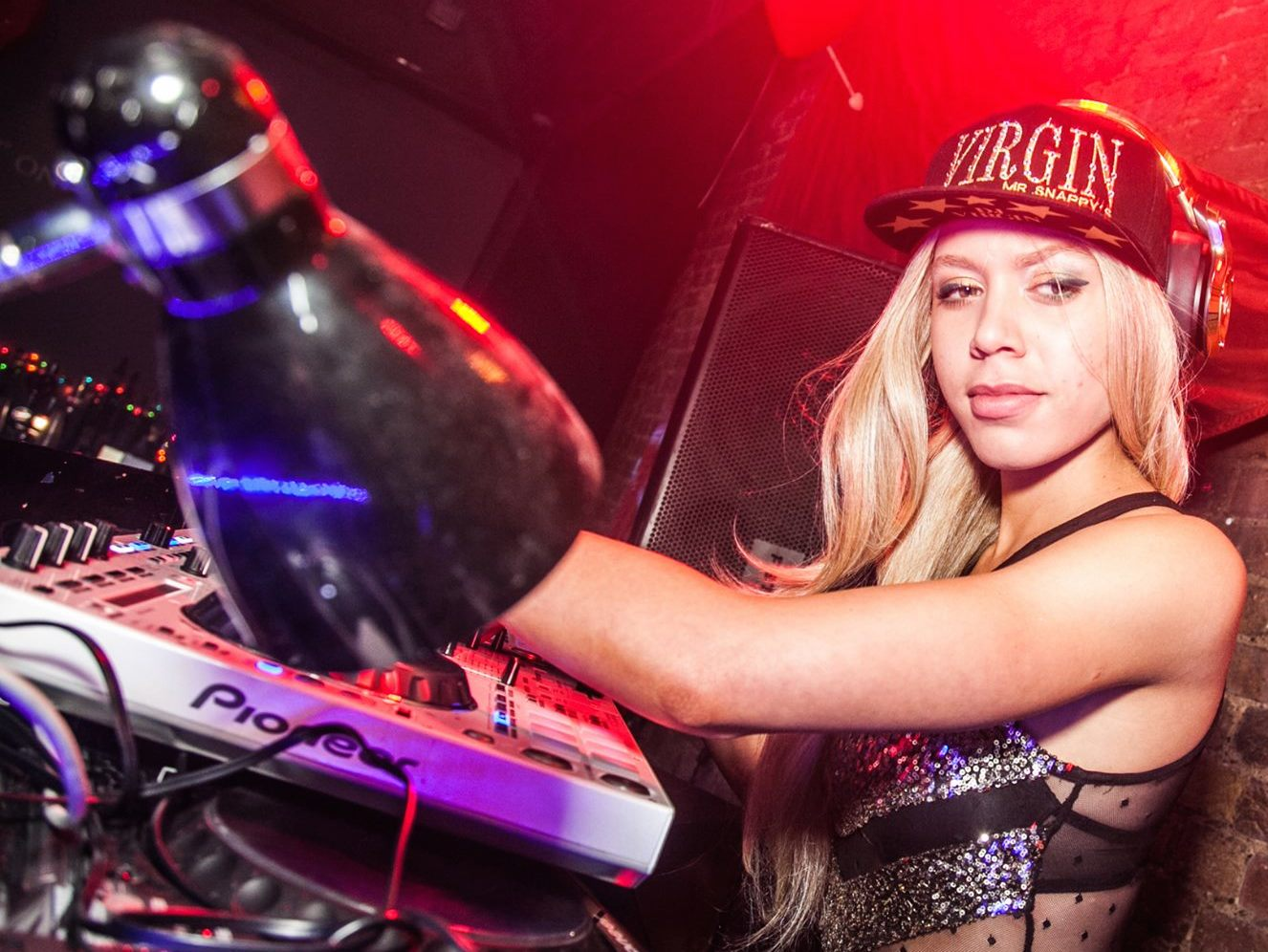
DJ Virgin és una DJ de Londres, al Regne Unit.

Lucy Green s'ha centrat en el gènere en relació amb intèrprets i creadors musicals, i concretament en els marcs educatius en relació amb tots dos. Ella suggereix que l'alienació de les dones de “àrees que tenen una forta tendència tecnològica com el DJing, l'enginyeria del so i la producció” no és necessàriament del seu disgust a aquests instruments, sinó que es relaciona amb l'efecte interromput de les seves delineacions dominantment masculines ”. Malgrat això, les dones i les nenes participen cada cop més en pràctiques giratòries i de disc, de forma individual i col·lectiva, i "esmenen espais per a ells mateixos en EDM i DJ Culture". Hi ha diversos projectes dedicats a la promoció i el suport d'aquestes pràctiques com Women DJs London. Alguns artistes i col·lectius van més enllà d'aquestes pràctiques per ser més inclusius de gènere. Per exemple, Discwoman, una agència col·lectiva i de reserves amb seu a Nova York, es descriu a si mateixa com "representant i mostrant dones cis, dones trans i talent talentós".

## Moviments, organitzacions, esdeveniments musicals sobre el gènere

### Música femenina

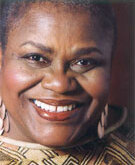
Bernice Johnson Reagon (nascuda el 1942) és una cantant, compositora, erudita i activista social, que va fundar el conjunt a cappella Sweet Honey in the Rock el 1973. Va ser una figura important en el panorama musical de la womyn.
La música per a dones (també la música de womyn o la música de wimmin) és música de dones, per a dones i sobre dones. El gènere va sorgir com a expressió musical del moviment feminista de segona onada, així com dels moviments obrers, de drets civils i de pau. El moviment (als Estats Units) va ser iniciat per lesbianes com Cris Williamson, Meg Christian i Margie Adam, músiques afroamericanes (entre elles, Linda Tillery, Mary Watkins, Gwen Avery) i activistes com Bernice Johnson Reagon i el seu grup Sweet Honey a The Rock i activista de pau Holly Near. La música femenina també fa referència a la més àmplia indústria de la música femenina que va més enllà dels artistes escènics per incloure músics d'estudi, productors, enginyers de so, tècnics, artistes de coberta, distribuïdors, promotors i organitzadors de festivals que també són dones.

### Organitzacions

#### Aliança Internacional per a les Dones en la Música
L'Aliança Internacional per a les Dones en la Música (IAWM) és una organització internacional de dones i homes dedicada a fomentar i fomentar les activitats de les dones en la música, particularment en les àrees d'activitat musical, com ara la composició, la realització i la investigació, en què el gènere. la discriminació és una preocupació històrica i continuada. La IAWM fa esforços per augmentar la programació de música per part de compositores femenines, per combatre la discriminació contra les músiques femenines, incloses les membres d'orquestra simfònica i per incloure els relats de les contribucions de dones músiques als plans d'estudis de la universitat. Per acabar amb la discriminació de gènere, la IAWM va liderar boicots amb èxit als concerts nord-americans de l'Orquestra Filharmònica de Viena als anys 90; continua el "rellotge VPO". La promoció de l'organització ha contribuït a la inclusió de dones compositores als llibres de text d'història de la música universitària.

#### Women in Music (WIM-NY)
Women in Music (WIM-NY) és una organització nord-americana amb seu a Nova York que va ser fundada el 1985. Té com a objectiu "recolzar, cultivar i reconèixer el talent de les dones" en la música. WIM-NY organitza activitats i esdeveniments, inclosos "seminaris, panells i esdeveniments en xarxa". A més, concedeix anualment els premis Touchstone a les dones amb música. Els membres de WIM-NY inclouen "executius de segells discogràfics, gestors d'artistes, compositors, músics, procuradors, enginyers de gravació, agents, publicistes, propietaris d'estudis, editors de música, venedors en línia i tradicionals" de "tots els gèneres de música i totes les àrees de la música". ] indústria. " A partir del 2015, el president és l'advocat Neeta Ragoowansi i la vicepresidenta l'advocada Jennifer Newman Sharpe. A partir del 2015, el consell d'administració inclou dones de Nielsen Music, Warner Music Group, Ableton, Downtown Music Publishing i Berklee College of Music.

#### Dones a Música Canadà
Women in Music Canada Association Professional (WIMC) és una organització amb seu a Toronto, Ontario, que es va constituir el 2012. És una organització sense ànim de lucre registrada federalment que té com a objectiu "fomentar la igualtat en la indústria musical mitjançant el suport i avenç de la dona ". WIMC té el suport financer del govern federal, del programa FACTOR, del govern de l'Ontario i de Slaight Music.

#### Women in Music (WIM-Regne Unit)
Women in Music (WIM-UK) és una organització de membres del Regne Unit que celebra la música per a dones a tots els gèneres de música. WIM-UK treballa per sensibilitzar els temes de gènere en la música i donar suport a les músiques en el seu desenvolupament professional. El lloc web de WIM-UK ofereix informació sobre competicions i oportunitats de treball. WIM-UK fa una enquesta sobre el nombre de dones compositores, realitzadores i solistes que apareixen a la BBC PROMS, el "festival de música clàssica més gran del món". Per als Proms de 2015, les compositores femenines van constituir el 10% del programa, les dones realitzadores un 4% dels 50 directors i les solistes instrumentals femenines el 30%.

### Riot Grrrl

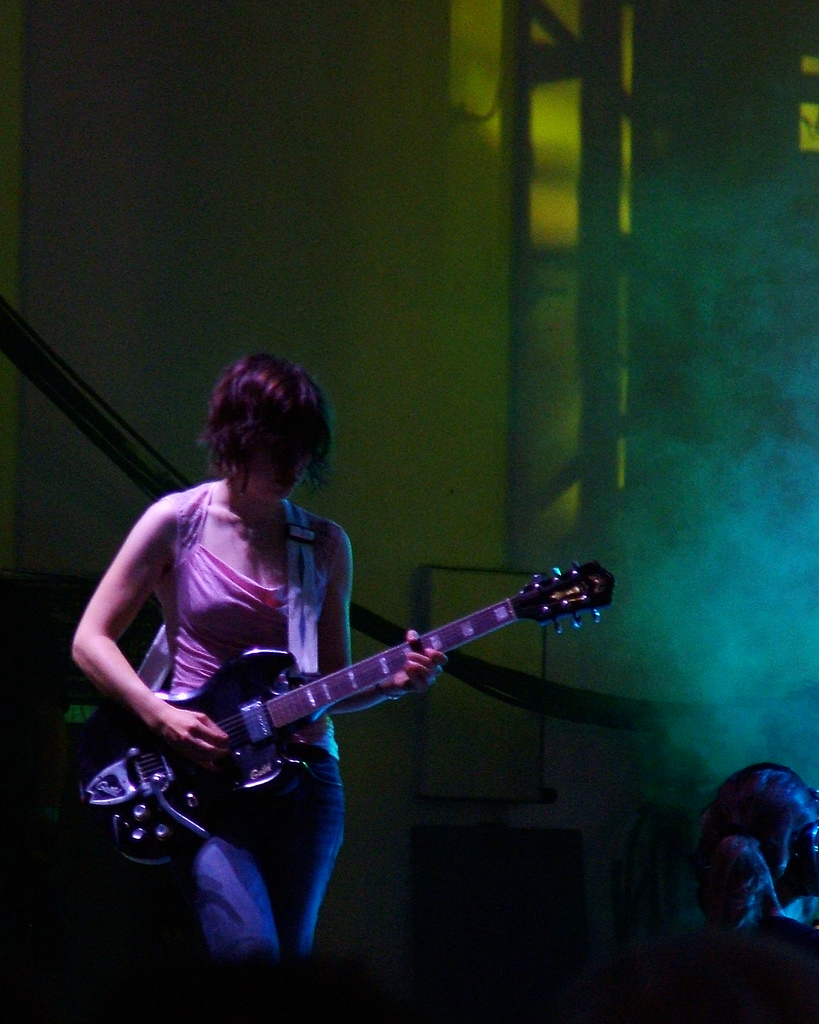
Carrie Brownstein de Sleater-Rinney a Lollapalooza 2006

Riot Grrrl és un moviment feminista underground punk hardcore que va començar originàriament a principis dels anys 90, a Washington, D.C., i al nord-oest del Pacífic més gran, sensiblement a Olympia, Washington. Sovint s'associa amb el feminisme de tercera onada, que a vegades es veu com el seu punt de partida. També s'ha descrit com un gènere musical sorgit del rock indie, amb l'escena punk servint d'inspiració per a un moviment musical en què les dones podrien expressar-se de la mateixa manera que ho feien els homes durant els últims anys.
Les bandes antidisturbis solen abordar temes com la violació, l'abús domèstic, la sexualitat, el racisme, el patriarcat i l'apoderament femení. Les bandes associades al moviment inclouen Bikini Kill, Bratmobile, Heavens to Betsy, Excuse 17, Huggy Bear, Cake Like, Skinned Teen, Emily's Sassy Lime, Sleater-Kinney i també grups queercore com Team Dresch. A més d'una escena i gènere musical, riot grrrl és una subcultura que inclou una ètica de bricolatge, zines, art, acció política i activisme. Els coneguts antidisturbis són coneguts per celebrar reunions, començar capítols i donar suport i organitzar les dones en la música.
L'ús de la paraula "noia" tenia per objectiu indicar un moment en què les nenes es veuen menys influïdes per les pressions de la societat i, per tant, tenen la autoestima més forta: la infància. La ràbia darrere del moviment va ser notada per l'ortografia alternativa de la paraula com a "grrrl", que sona com un grinyol.
Van participar en un nou tipus de feminisme punk que va promoure la idea de fer-ho-tu mateix, intercanviar manifestos i intercanviar cintes mixtes de bandes preferides per obtenir la paraula. Estaven cansades que les dones esborressin de la història o tinguessin les seves experiències mal interpretades i ignorades per altres. En resposta a la violència patriarcal, l'adultisme i l'heterocentrisme, Riot grrrl es va dedicar a expressions emocionals i retòriques negatives similars a les del feminisme i l'estètica punk. L'argument feminista que el personal és polític es va revisar a la imatge que va exposar Riot grrrl, de manera similar a la cultura de Punk, que l'autorealització no es troba en forces externes, sinó a través d'un veritable jo d'un individu. Reconeixent i reevaluant les estructures institucionals que afecten experiències individuals dins de situacions socials, l'individu pot obtenir el coneixement per conèixer-se millor a si mateix i per tant, saber presentar-se als altres perquè la coneguin amb precisió. Riot Grrrl va anomenar aquest moviment a l'autorealització, a l'amor de noies: "les nenes aprenen a estimar-se i les unes a les altres, contra aquelles forces que d'una altra manera les veurien destruïdes o destruir-se".
L'eslògan que acompanya "cada noia és un antidisturbi" reforçava la solidaritat que les dones podrien trobar entre elles. Això va crear una política estètica i sentimental íntima ben expressada en la producció de zines (una versió escurçada de "fanzines"). Les zones eren fetes a mà, elaborades per individus que volien connectar-se directament amb els seus lectors, amb articles senzills com a tisores, cola i cinta. Van cridar les injustícies i van desafiar les normes que normalment dirigien l'expressió de la sexualitat i el maltractament domèstic, proporcionant un espai perquè les dones intercanviessin històries personals amb les quals moltes altres es podrien relacionar. Desafiaven les nenes i les dones a mantenir-se per ells mateixos en un ambient polític que buscava silenciar-les activament. De vegades, les històries personals compartides es van trobar amb actituds que van reduir la comunicació a "es tracta només de noies dels dormitoris, que van escriure als seus diaris i que després s'ho enviaran les unes a les altres", alhora que es tria l'opció de compartir-les. d'aquesta manera era una estètica.
Enmig d'aquesta sensibilització, els antidisturbis van haver d'abordar les generalitzacions que funcionaven per a ells, però que no es podien aplicar a les dones de color. No totes les noies podrien ser antidisturbioses, al capdavall, perquè per manca de privilegi les va impedir participar en actes com escriure "SLUT" a l'estómac per intentar reclamar l'agència sexual. Si bé aquesta actuació és de gran abast, el racisme ja havia etiquetat les dones de color com a terme. Com ha observat Kearny, "la desviació de gènere mostrada pels antidisturbis és un privilegi al qual només tenen accés les nenes blanques de classe mitjana". Un altre aspecte d'aquesta necessitat de discurs inclusiu va sorgir en la preferència del moviment per un coneixement concret i en la desconsideració del resum que fomentaria la investigació teòrica.

### Festivals
Des de la dècada de 1970 se celebren festivals de música per a dones, que també es poden anomenar festivals de música de womyn. Alguns festivals de música femenina s'organitzen per a lesbianes. El primer festival de música femenina es va celebrar el 1973 a la Sacramento State University. Al maig de 1974 es va celebrar el primer Festival Nacional de Música de Dona a Champaign-Urbana, Illinois, fundat per l'estudiant Kristin Lems de la universitat d'Illinois. Va celebrar els seus 40 anys a Middleton, Wisconsin, del 2 al 5 de juliol del 2015. A partir del 2015, és un esdeveniment de quatre dies que inclou concerts, tallers, comèdia, teatre, pel·lícules i esdeveniments d'escriptura que "promouen i afirmen els talents creatius. i habilitats tècniques de dones "de diverses comunitats multiculturals, incloses les dones amb discapacitat. Si bé la majoria dels assistents són dones, hi poden assistir homes. El Michigan Womyn's Music Festival es va crear el 1976 i es va convertir en el festival més gran dels Estats Units.
Un exemple de festival centrat en la música és el Festival Women in Music celebrat a l'Escola de Música Eastman de la Universitat de Rochester. El festival va començar el 2005 com a celebració de les contribucions de les dones a la composició, la interpretació, la docència, la beca i l'administració musical. Des dels seus inicis modestos d'estudiants i professors d'Eastman interpretant música de dones compositores, el Festival ha crescut fins a incloure concerts i esdeveniments addicionals a tot Rochester, Nova York i fins a acollir compositors en residència, que han inclòs Tania León (2007), Nancy Van. de Vate (2008), Judith Lang Zaimont (2009), Emma Lou Diemer (2010) i Hilary Tann (2011). El festival ha presentat més de 291 obres diferents de 158 compositors.
Molts altres festivals s'han creat a tot els Estats Units i el Canadà des de mitjan anys 70 i varien en grandària des d'uns quants centenars fins a milers d'assistents. El Festival de Música de Dones de Los Angeles va començar el 2007 amb més de 2500 assistents. Entre els esdeveniments fora dels Estats Units s'inclouen el Sappho Lesbian Witch Camp, a prop de Vancouver, la Columbia Britànica al Canadà i el Sistajive Women Music Festival a Austràlia. Alguns festivals se centren al voltant de la comunitat de lesbianes, com el Festival de lesbianes d'Ohio, a prop de Columbus Ohio, que es va crear el 1988; Christian Lesbians Out (CLOUT), que va celebrar una reunió a principis d'agost a Washington, DC; The Old Lesbian Gathering, un festival a Minneapolis, Minnesota; i RadLesFes, un esdeveniment celebrat a mitjan novembre a prop de Filadèlfia, Pennsilvània. Entre els festivals orientats a les dones s'inclouen el South Womyn's Festival a Dade City, Florida; el Festival de Womyn de la Costa del Golf a Ovett, Missouri; Wiminfest a Albuquerque, Nou Mèxic; Womongathering, el Festival de l'Espiritualitat de Womyn; el Festival de música de Womyn de Michigan, a prop de Hart, Michigan; i el festival Midwest Womyn's a DeKalb, Illinois.

#### Fira de Lilith

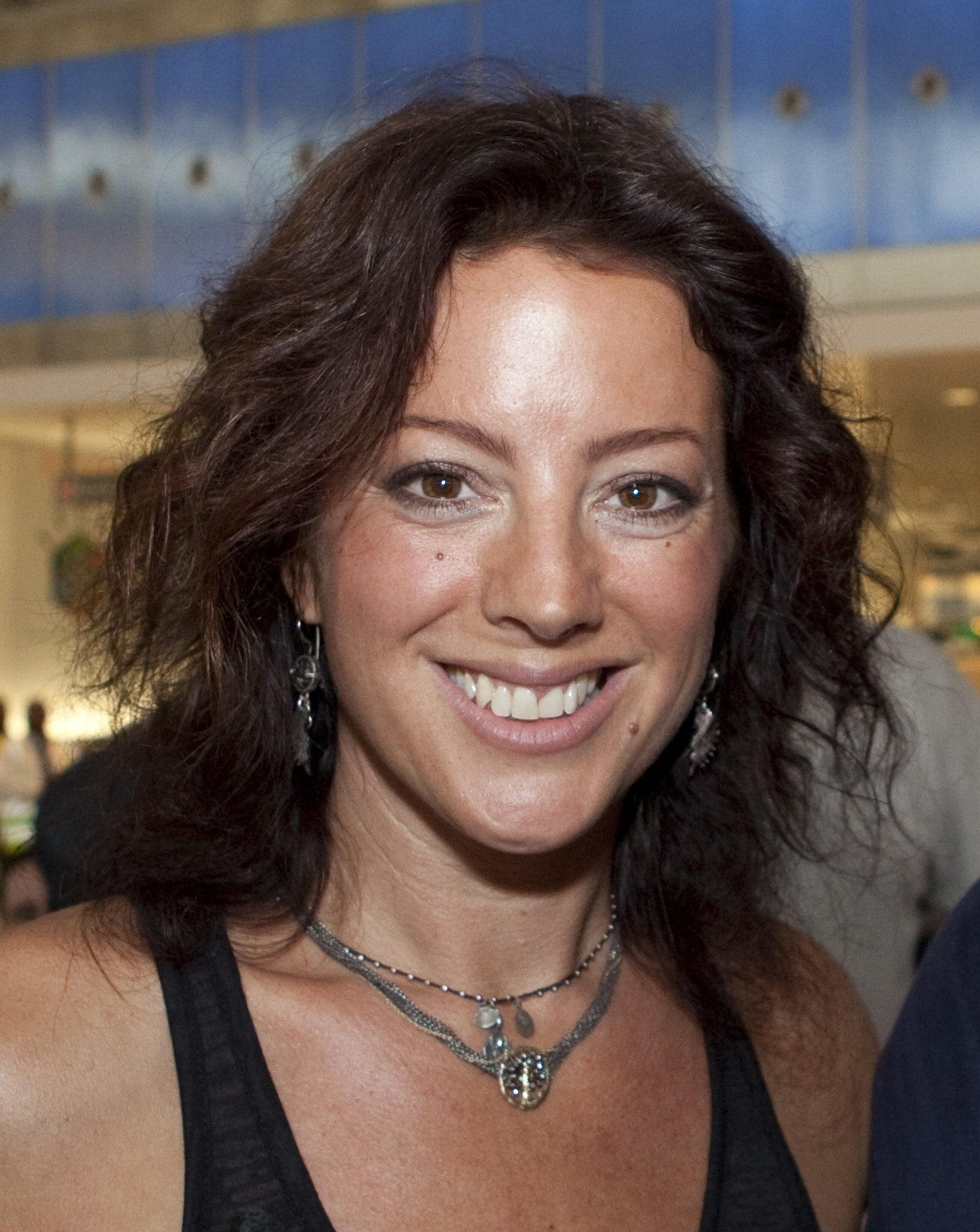
Sarah McLachlan, cofundadora de la Fira de Lilith.

Lilith Fair era una gira de concerts i un festival de música itinerant que consistia exclusivament en artistes solistes i bandes dirigides per dones. Va ser fundada per la música canadenca Sarah McLachlan, Dan Fraser i Terry McBride, del grup de música de Nettwerk, i l'agent de talent de Nova York, Marty Diamond. Va tenir lloc durant els estius de 1997 a 1999 i va reviure l'estiu de 2010. McLachlan va organitzar el festival després que es frustrés amb els promotors de concert i les emissores de ràdio que es negaven a presentar dues músiques seguides. Gaudint de la saviesa convencional de la indústria, va reservar una reeixida gira per a ella i per a Paula Cole. Almenys una de les seves aparicions junts, a la ciutat natal de McLachlan, el 14 de setembre de 1996, van anar amb el nom de "Lilith Fair" i van incloure actuacions de McLachlan, Cole, Lisa Loeb i Michelle McAdorey, abans de Crash Vegas.
L'any següent, McLachlan va fundar la gira de la fira Lilith, prenent a Lilith de la llegenda jueva medieval que Lilith era la primera esposa d'Adam. El 1997, Lilith Fair va obtenir una suma bruta de 16 milions de dòlars, cosa que el va convertir en el màxim benefici de qualsevol festival turístic. Entre les gires de concerts per a aquest any, va ser la 16a nota més gran. El festival va rebre diversos sobrenoms pejoratius, entre ells "Breast-fest", "Girlapalooza" i "Clam Jam".